# Biserica de lemn din Breb

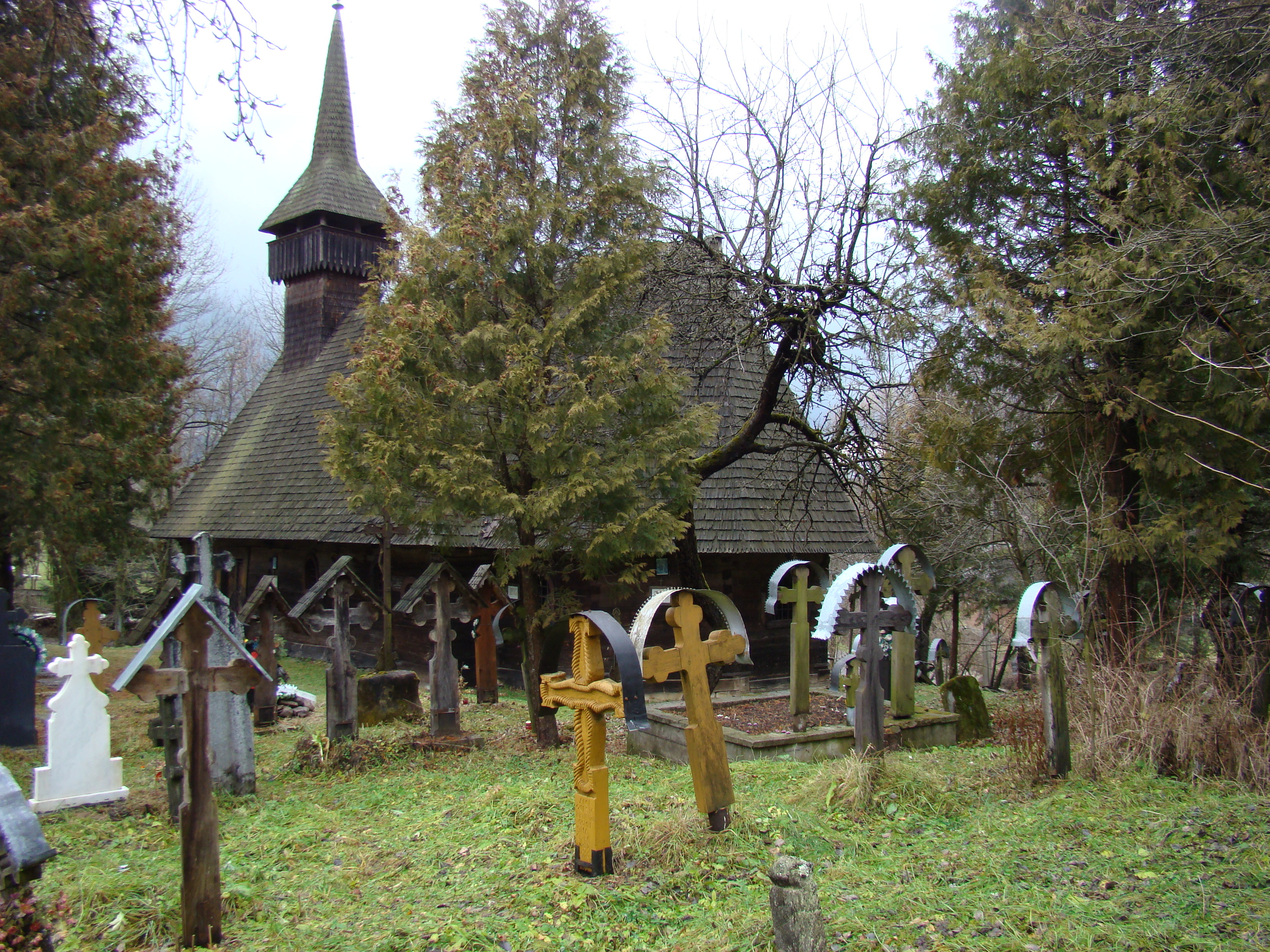
Biserica de lemn din Breb, Maramureș, vedere din cimitir, foto 2010..

Fragment de pictură murală în tinda femeilor, prima jumătate a secolului 17. Una dintre cele mai vechi fragmente de pictură murală păstrate în bisericile de lemn româneşti. Foto: 1997

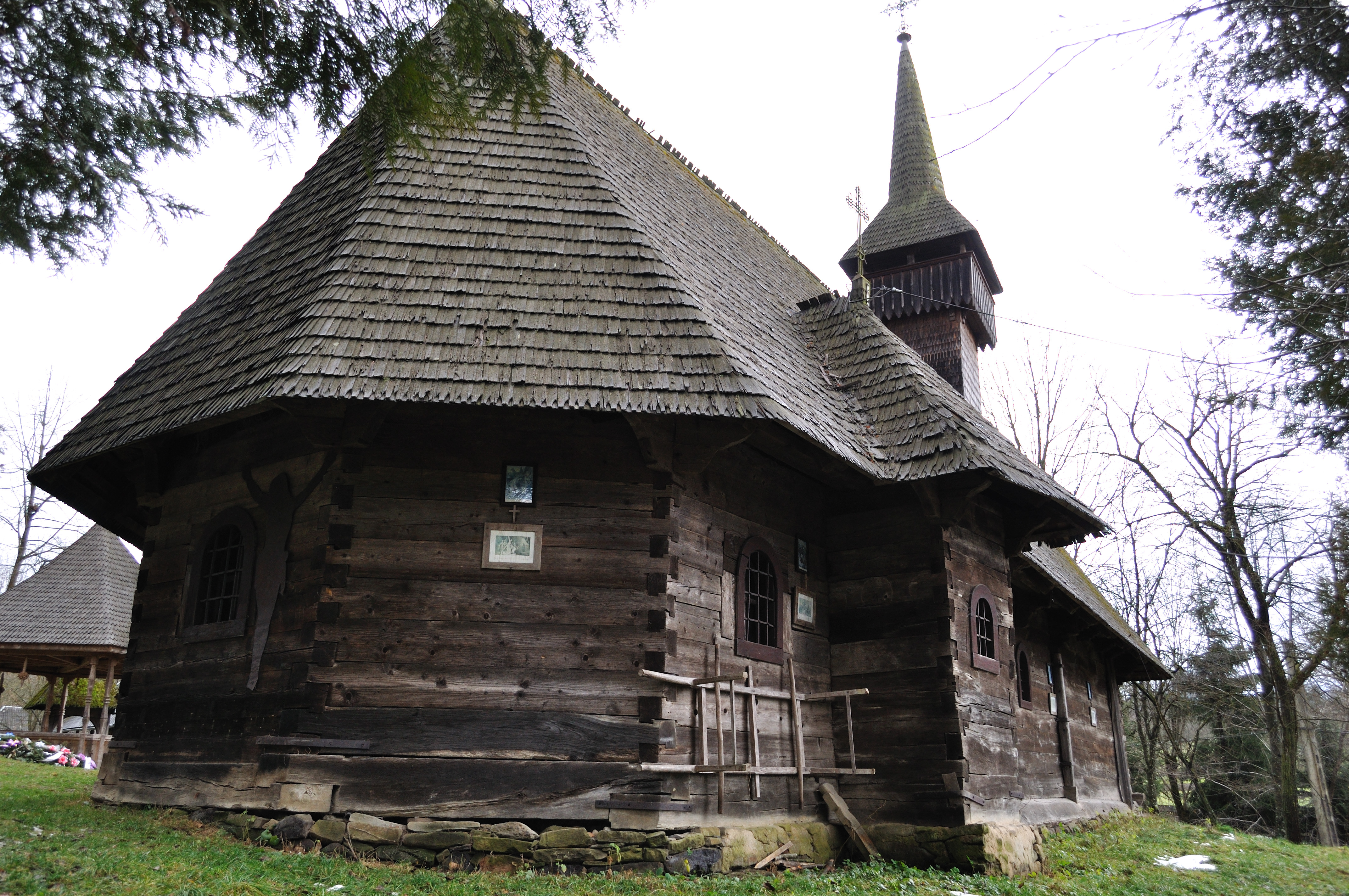
Biserica de lemn „Sfinții Arhangheli Mihail și Gavriil” din Breb, județul Maramureș, foto: noiembrie 2010.

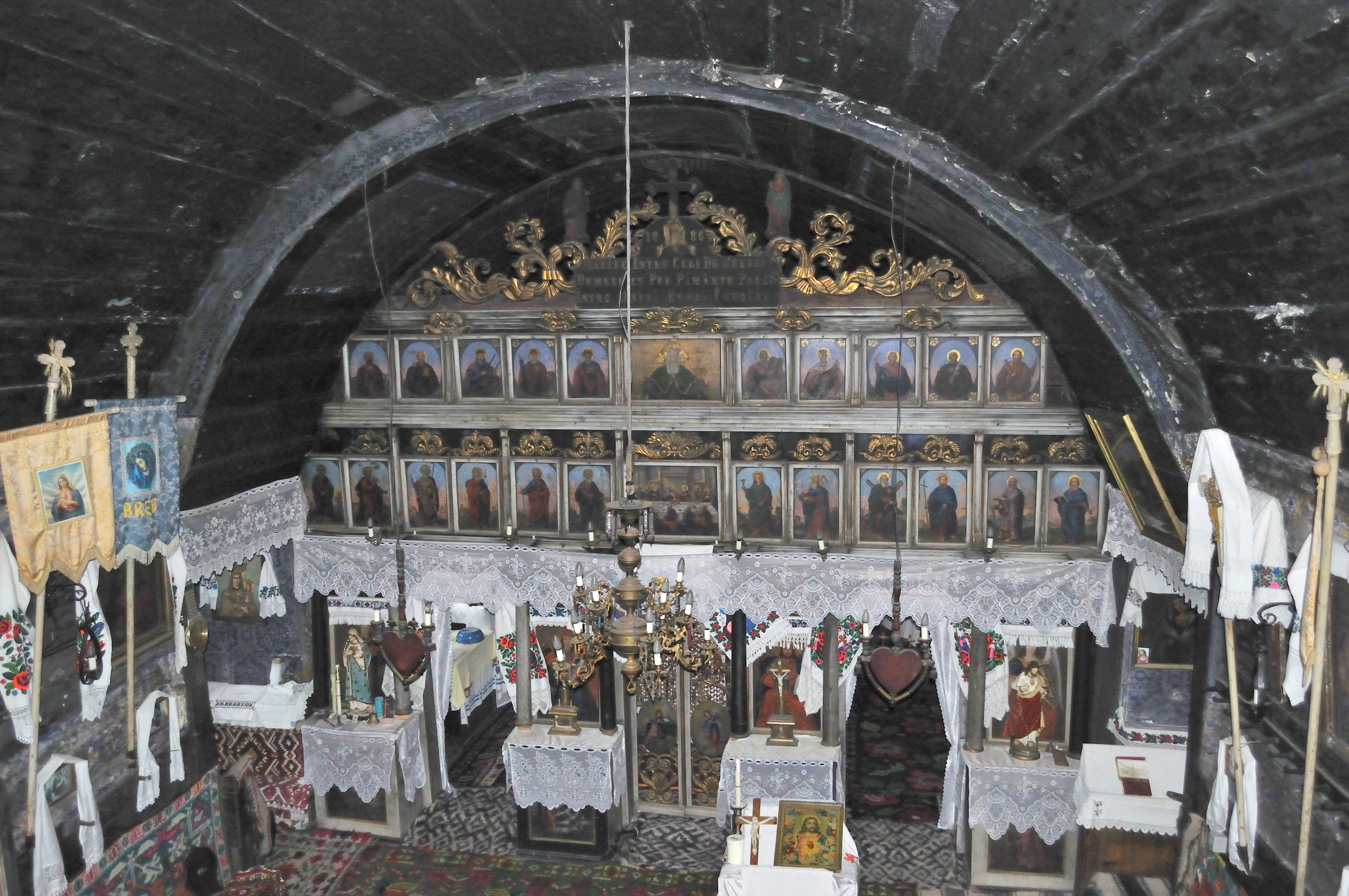
Interiorul navei văzut din corul bisericii

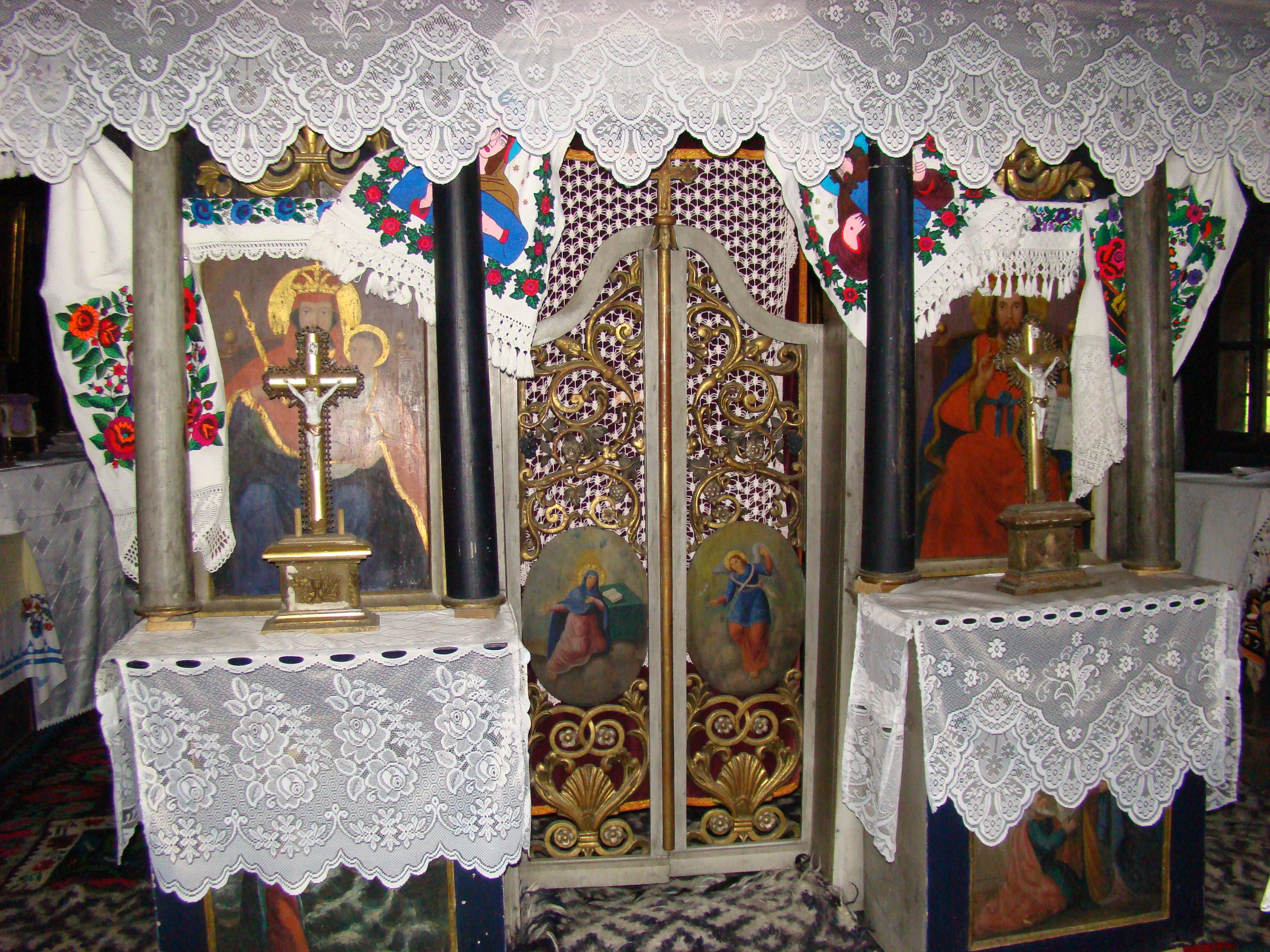
Uși și icoane împărătești

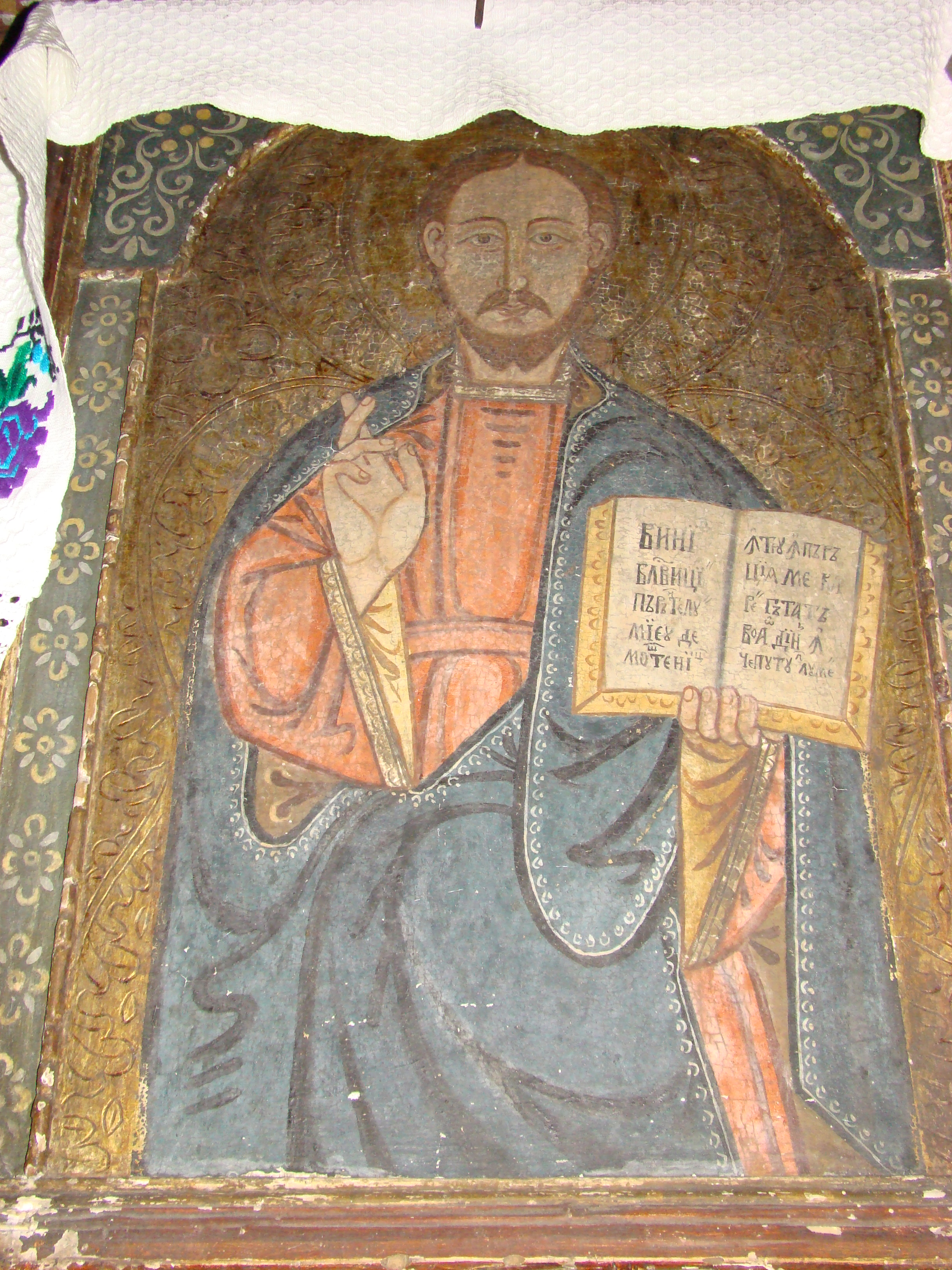
Icoană „Iisus binecuvântând”

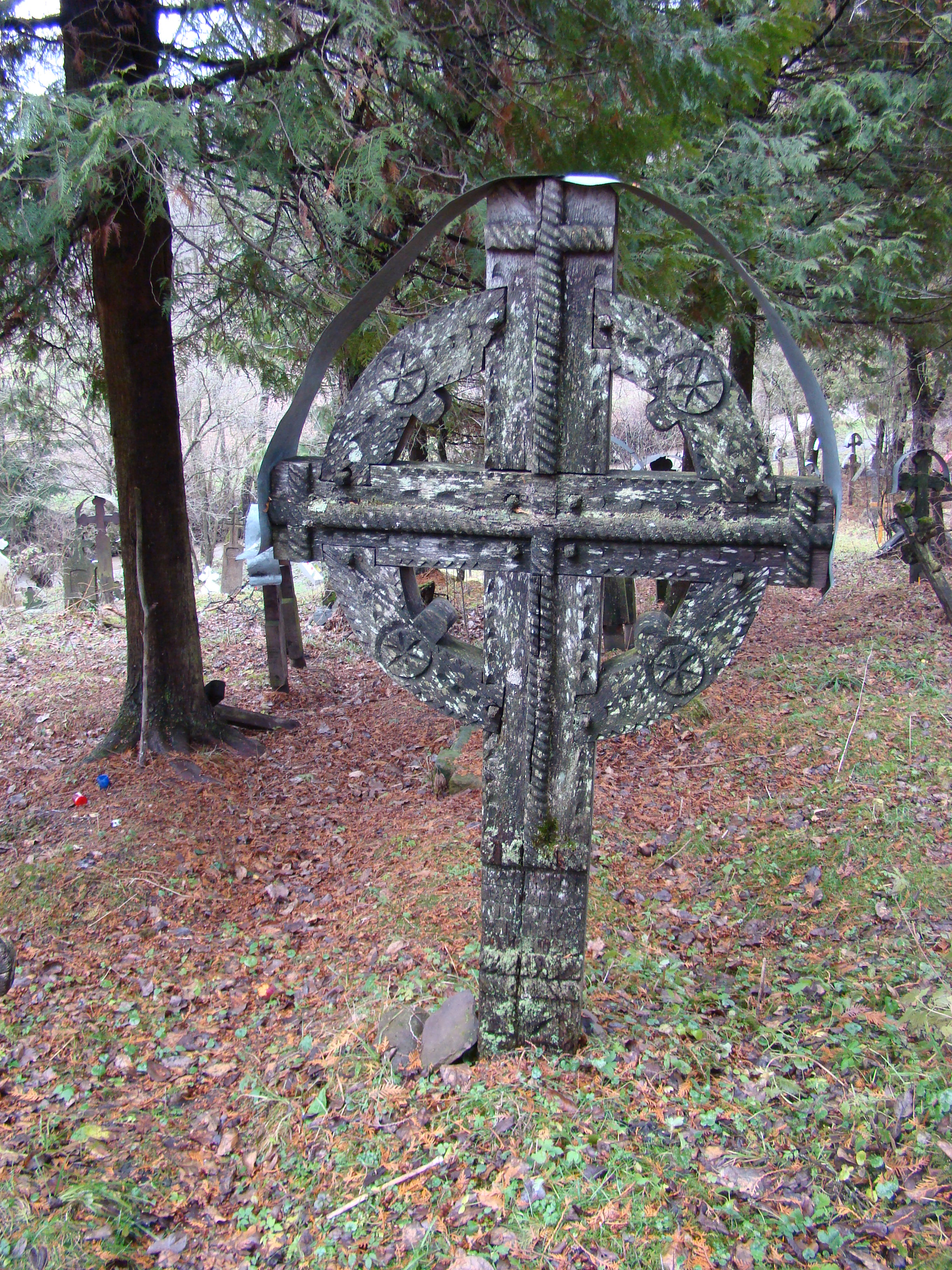
Cruce cu roată

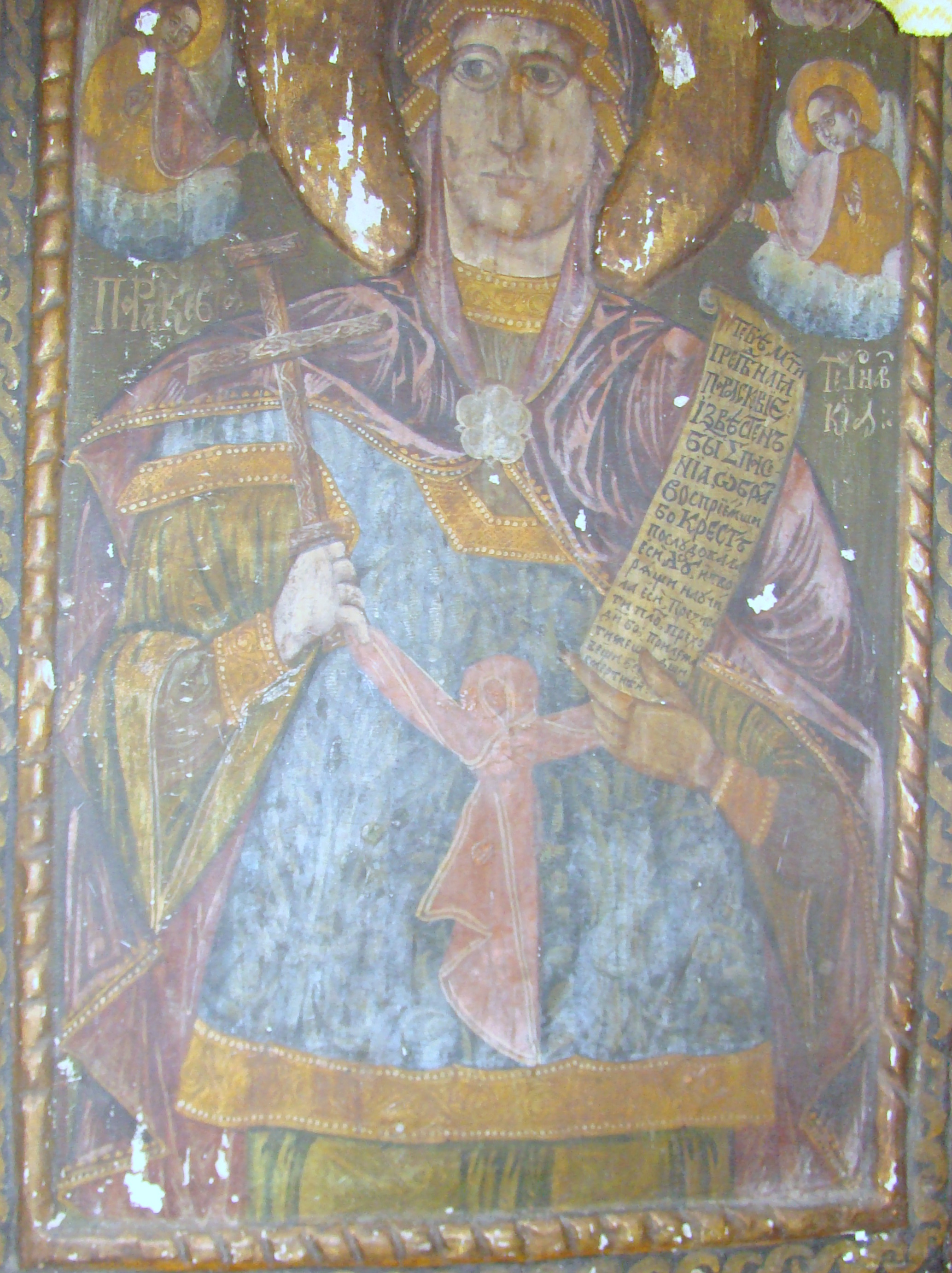
Icoană „Cuvioasa Paraschiva” (Zugrav anonim de la Mănăstirea Moisei, prima jumătate a sec.XVII)

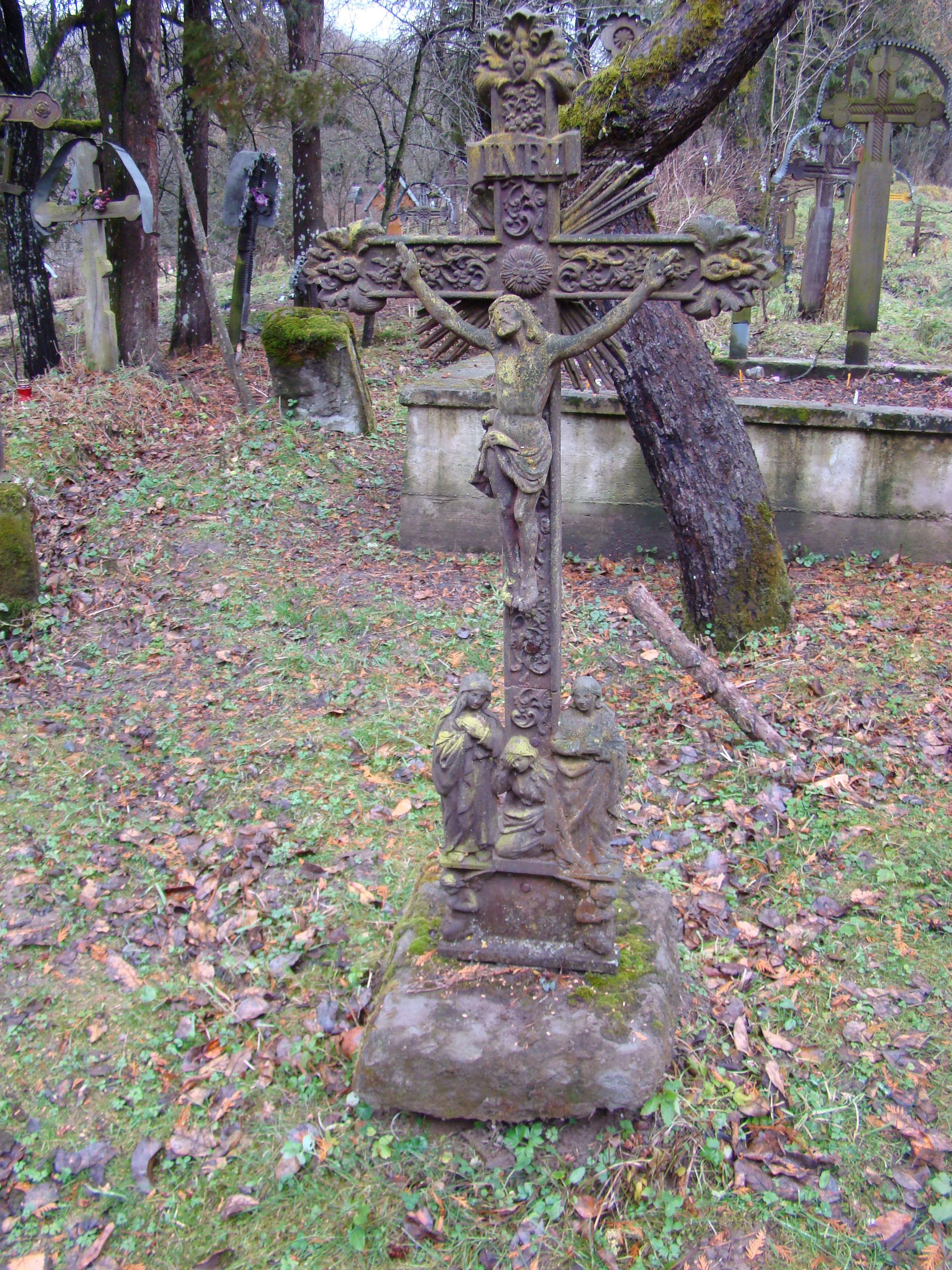
Cruce turnată din fier

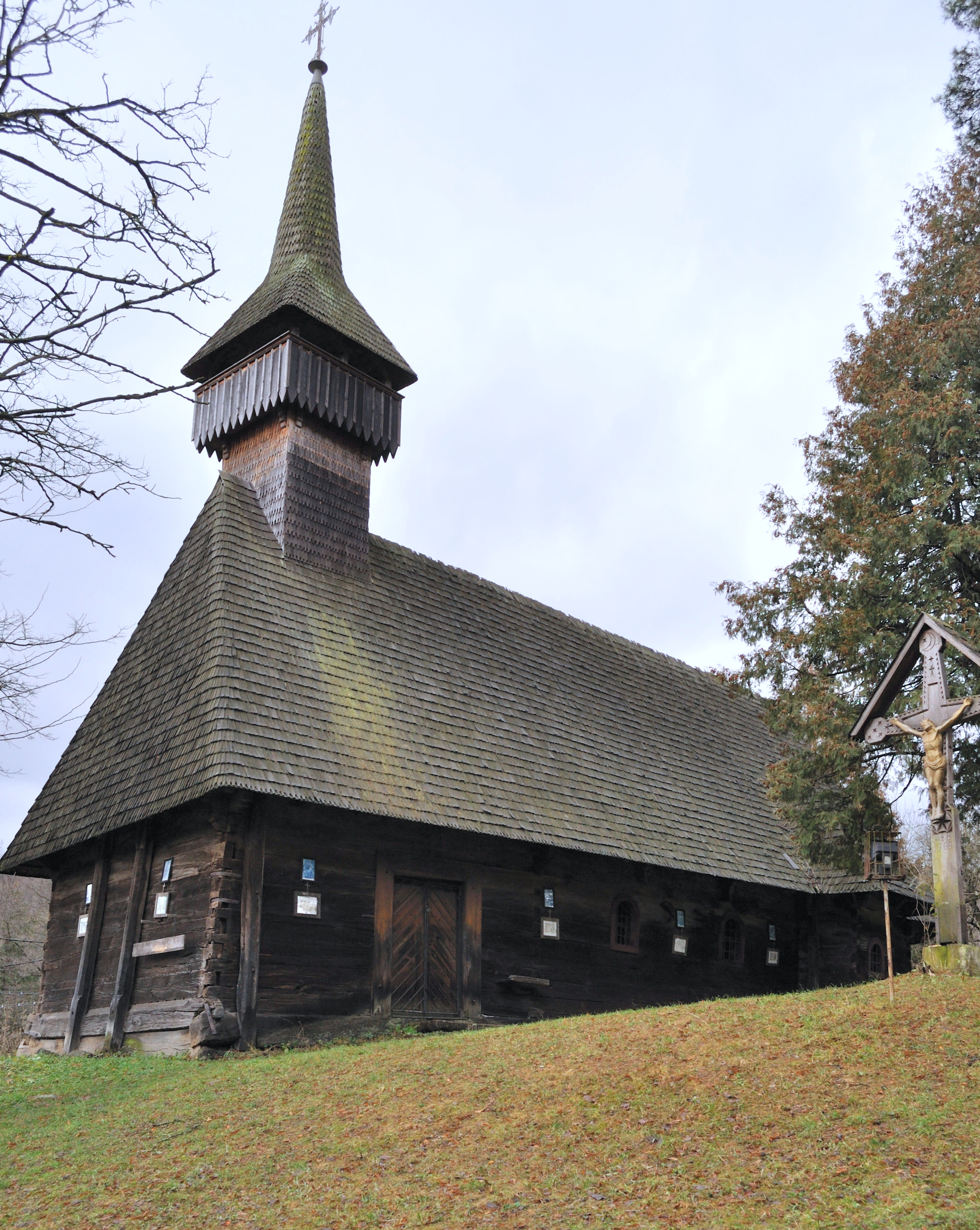
Biserica (sud-vest)

Biserica de lemn din satul Breb, comuna Ocna Șugatag, județul Maramureș, cu hramul „Sfinții Arhangheli Mihail și Gavriil” (8 noiembrie), a fost construită în anul 1622 și figurează pe lista monumentelor istorice, cod LMI MM-II-a-A-04529. Edificiul este folosit ca lăcaș de închinăciune de către comunitatea română unită din Breb.
Biserica de lemn din Breb se distinge drept una dintre cele mai semnificative monumente de acest gen din Maramureș, Transilvania și din întreaga țară datorită în primul rând vechimii structurii construcției, din 1622, turnului din 1531, cel mai vechi păstrat și ferm datat la bisericile de lemn din țară, apoi prin pictura murală din 1626, parțial vizibilă, una dintre cele mai vechi păstrate în bisericile de lemn din țară, prin colecția valoroasă de icoane de secol 17, 18 și 19, sculptura cu caracter de unicat a grinzii bolții, și prin acoperișul arhaic păstrat sub cel actual. 
Biserica se încadrează într-un ansamblu arhitectural religios tradițional bine păstrat, alcătuit din incintă cu pietre pentru pomeniri și sfințiri, cimitir cu cruci de piatră, lemn și fier din diferite epoci, clopotniță din 1992, portițe de lemn, dintre care una din 1790, și casă parohială din 1903 pe locul celei inițiale din 1801. La acest ansamblu se pot adăuga crucile de hotar și de drum păstrate din veacuri uitate în locuri de o deosebită frumusețe naturală. În jurul lăcașului și ansamblului arhitectural se împletesc tradiții și ritualuri locale, încă vii.

## Documentare
Biserica de lemn din Breb a intrat în atenția istoricilor locali la începutul secolului 20. Se remarcă frații Nicolae Doroș, preot, și Vasile Doroș, învățător, care au redactat fiecare câte un istoric, bine documentat în arhiva bisericii. Din lucrările lor s-au inspirat apoi cercetători consacrați, valorificând numai în parte datele monografice. În 1909, Ioan Bîrlea a adunat de la Nicolae și Vasile Doroș inscripțiile din biserică și de pe margini de carte, în valoroasa sa colecție de însemnări din bisericile maramureșene. Doi ani mai târziu, Tit Bud a preluat și el informații despre biserică și parohie din scrierile fraților Doroș în lucrarea sa de referință despre viața bisericească din parohiile vicariatului Maramureșului până la acea dată. Lăcașul lipsește din lucrările monografice ulterioare asupra bisericilor de lemn din Marmureș, precum cele semnate de Victor Brătulescu în 1941 și de I. D. Ștefănescu din 1968. Interesul pentru biserica din Breb revine în lucrarea lui Francisc Nistor despre porțile Maramureșene, unde portița incintei cimitirului, dată din 1790, este pentru prima dată publicată. De una dintre cele mai vechi icoane din valoroasa colecție păstrată în Breb s-a ocupat Marius Porumb în 1975 iar despre pictura murală păstrată parțial pe exterior a scris în treacăt Anca Pop Bratu în 1982. În repertoriul bisericilor de lemn din Maramureș din 1982, publicat de Marius Porumb, biserica este din nou cuprinsă, cu date deja cunoscute. Biserica a fost documentată și studiată temeinic în 1995. Apoi a fost datată ferm prin metoda dendrocronologică în 1997. Repertoriul din 2007 o cuprinde, din păcate prezentând date neracordate la cercetările moderne.

## Istoric
Cercetarea dendrocronologică a stabilit că lemnele bisericii au fost doborâte în iarna dintre anii 1621-1622.. Biserica a fost ridicată cel mai probabil în anul 1622, stând astăzi în rândul celor mai vechi păstrate în Maramureș și în Transilvania. Anul 1626 reținut de documentele bisericești a fost asociat cu datarea picturii murale și nu este exclus ca să se fi datorat unei pisanii pictate, astăzi pierdute. Tot dintr-o astfel de pisanie sau dintr-un alt izvor scris trebuie să se fi perpetuat tradiția înlocuirii unei alte biserici mai vechi, ridicate „înainte de 1531”, în Copăciș, unul dintre cele trei cătune ale vechiului sat. Acest fapt este întărit de datarea unor piese din structura turnului în iarna dintre anii 1529-1530. Prin această datare turnul din Copăciș/Breb se distinge între foarte rarele structuri de lemn datate ferm și păstrate în Carpații românești, și, până în prezent, singurul turn de lemn păstrat din secolul 16 la bisericile de lemn din România.
Documentele de arhivă surprind în 1751, cu ocazia vizitei canonice a epicopului de Muncaci Manuel Mihail Olsavszky, o biserică de lemn în stare bună, acoperită cu șindrilă, având turn cu două clopote și încuietoare de lemn. Nu se știa de cine fusese sfințită dar antimisul era binecuvântat de episcopul Ghenadie Bizanczy (1716-1733) de Muncaci. Cei doi preoți, Toader Petric și Toader Pintye, amândoi sfințiți de episcopul Dositei Teodorovici (1718-1733) al Maramureșului, locuiau în propiile lor gospodării.
O descriere mai clară a vechii biserici, așa cum arăta înaintea transformărilor de după 1863, este surprinsă în manuscrisul preotului Nicolae Doroș, preluată dintr-un inventar vechi. „Astfel și poporul român din sat a făcut înainte de a[nul] 1531 o biserică de lemn de ștejar frumósă cu cheltuiala satului făcută și este binecuventată, a căruia este chramul S. Archangel Michail. De șese stângeni de lungă, de doi și o pătrare de lată. Cu turnul împreunate, precum turnul așa și oltarul de lemn, a femeilor este despărțită de a bărbaților, precum oltariul așa și biserica femeilor este podite cu pietrii și este in bun stat. Oltariul de on stangen și patru șuci de lung, de lat de on stângen și jumătate, cu o fereastră în fund, prestol de lemn destul de lat și înalt, éră pre pristol este ciboriu în care se țin sf taine și icóna sf. Gavril. Precum frontariul cu oltariu, biserica bărbaților cu cer cu tot zugrăvită, la care fruntar sunt doe uși, inaintea fruntariului o masă și sunt doe streni a diecilor, la biserica bărbaților sunt 4 ferești doe mai mari doe mai mici și doe scaune. Eră turnul este din biserica femeilor în sus zidit după ființa bisericei destul de înalt cu cruce de fer în vârf. În care turn se află trii clopote, cel mai mare de o majă cu inscripția <<In te Domine speravi anno Domini 1790>>. Al doilea de 80 fonți al treilea de 30 fonți, care se trag de jos. Aceasta biserică sa reparat în a[nul] 1626 și în a[nul] 1864 sa mărit cu altariul s. biserici tot atunci sa și zugrăvit tótă biserica.”

## Trăsături
Construcția păstrează spațiul original destinat credincioșilor, biserica bărbaților și tinda femeilor, din 1622. Aceastră structură este ridicată din bârne de stejar fățuite, încheiate în cheotori netede, bisericești, în tăietură dreaptă și cu dinte ascuns. Spre răsărit este adaus un transept îngust, evidențiat de două abside pătrate laterale, și un altar poligonal. Absidele sunt ridicte în cea mai mare parte din lemne scurte, refolosite din vechiul iconostas și altar, demolate la extinderea bisericii în 1864. Altarul este ridicat din lemne mai noi de stejar, încheiate în cheotori în coadă de rândunică, „nemțești”. Acest plan cu abside laterale își are inspirația în biserica de lemn din Călinești Susani, ridicată în 1784 în stilul celor moldovenești, cu abside laterale. 

## Imagini din interior

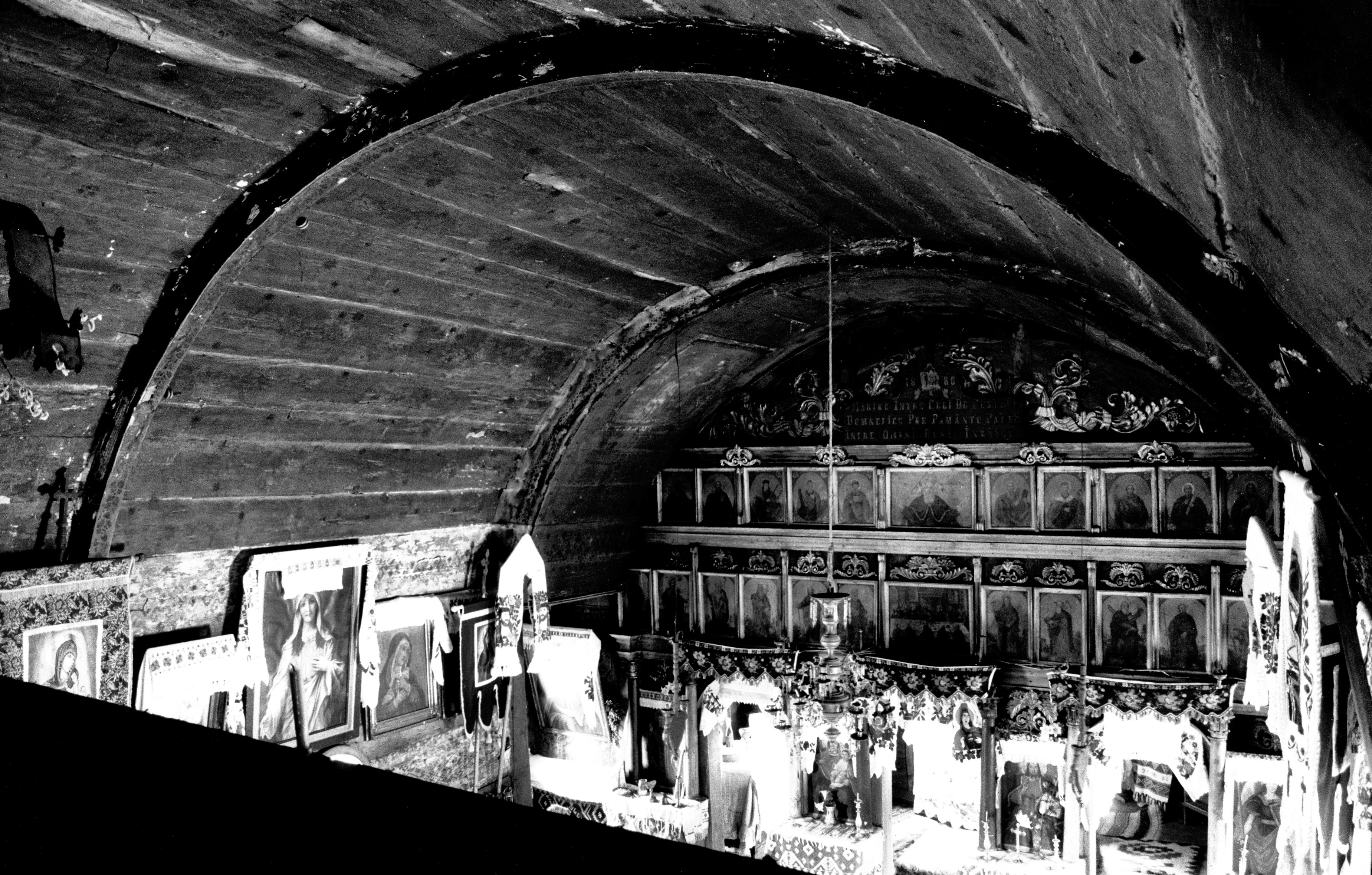
grindă sub bolta naosului
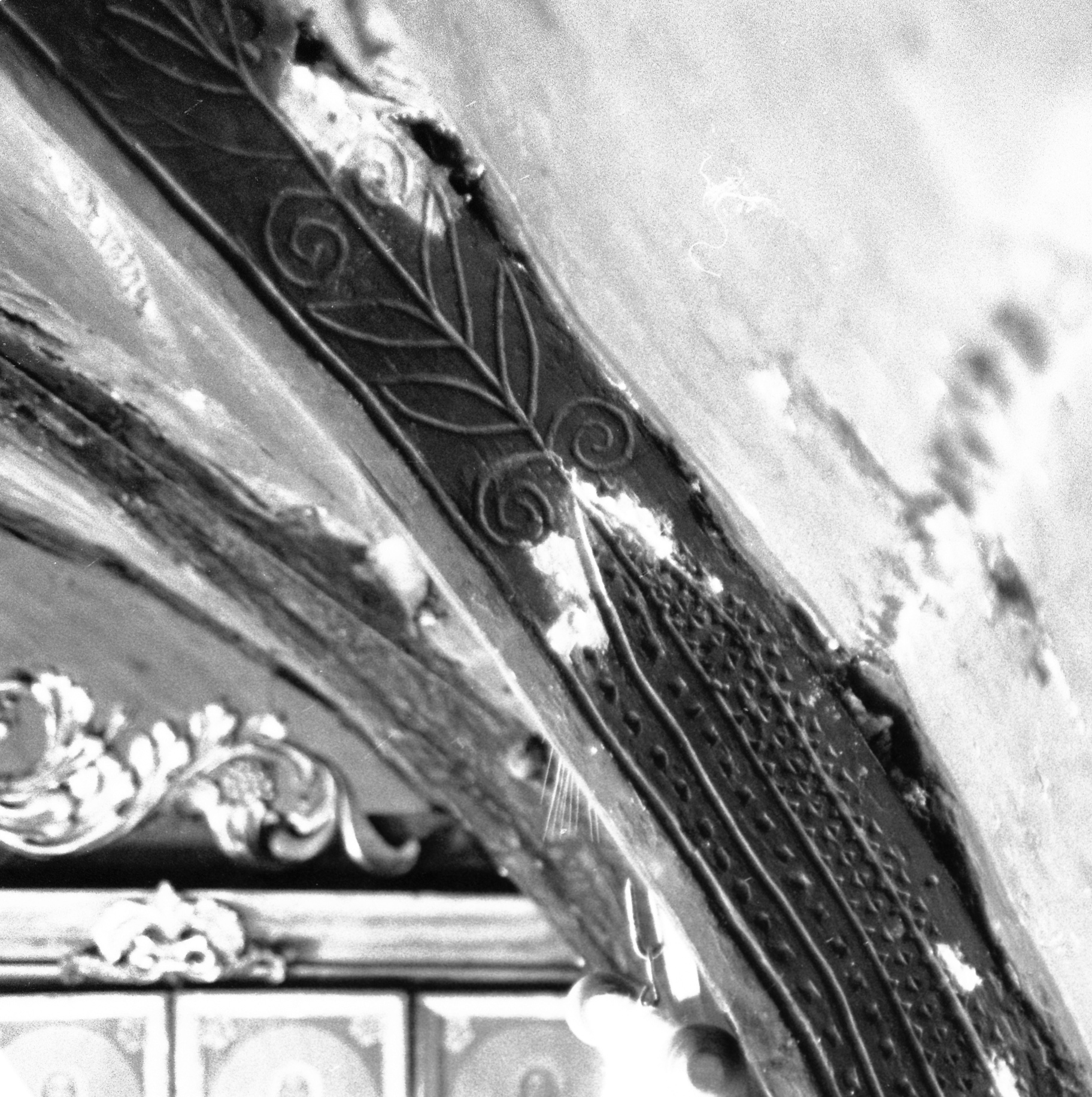
detaliu grindă sub boltă
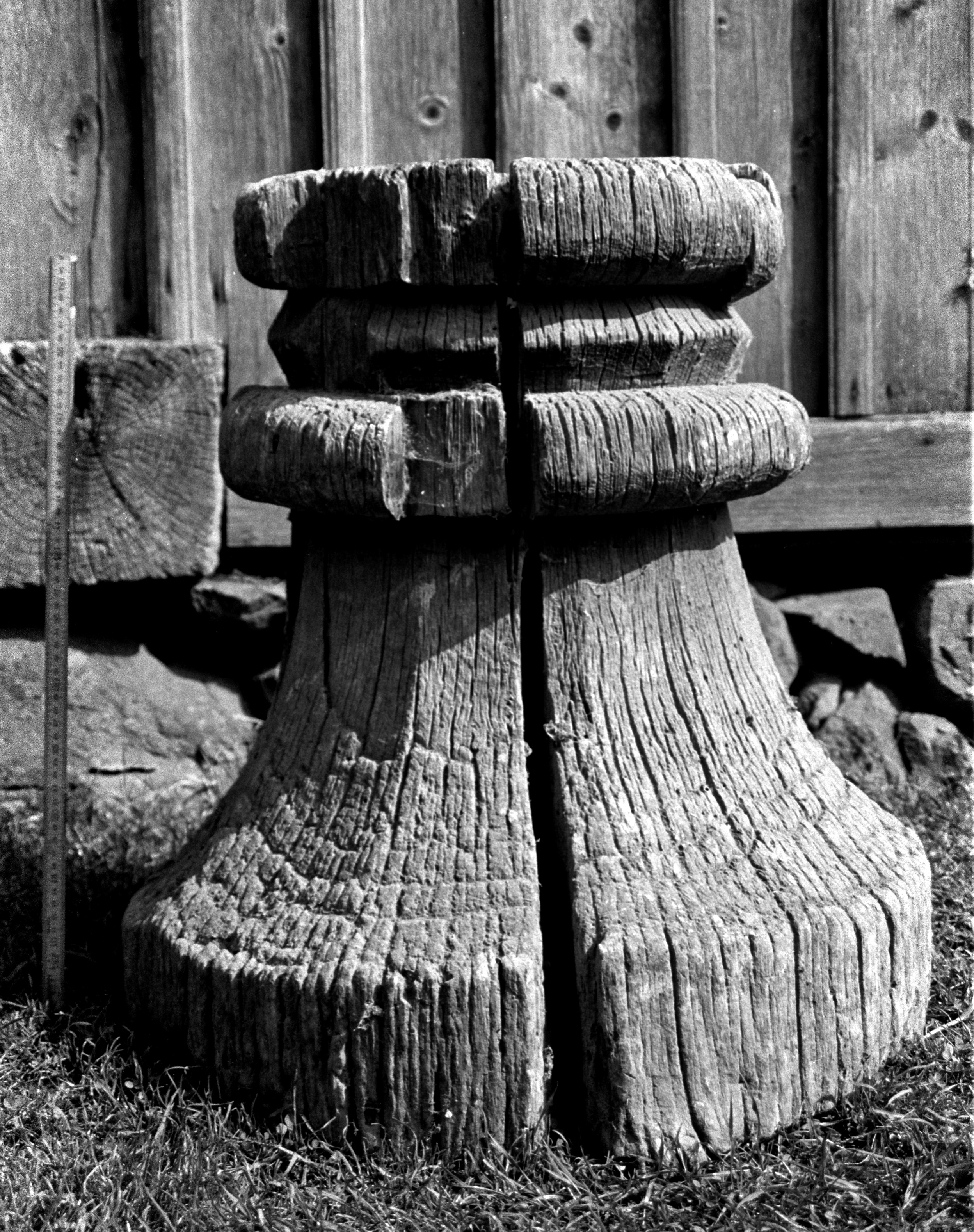
„pristolul” sau piciorul mesei de altar
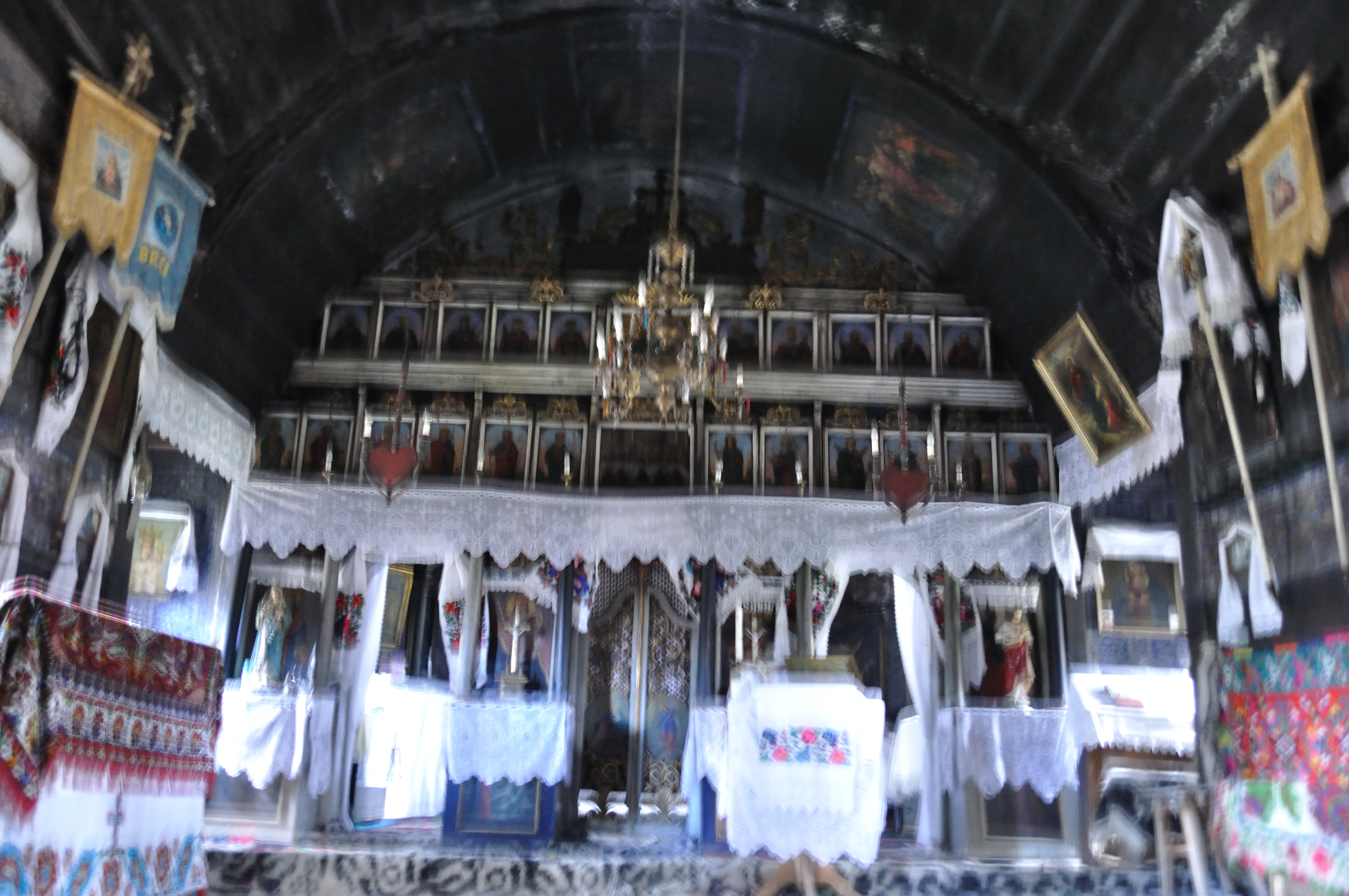
Interiorul navei spre iconostas
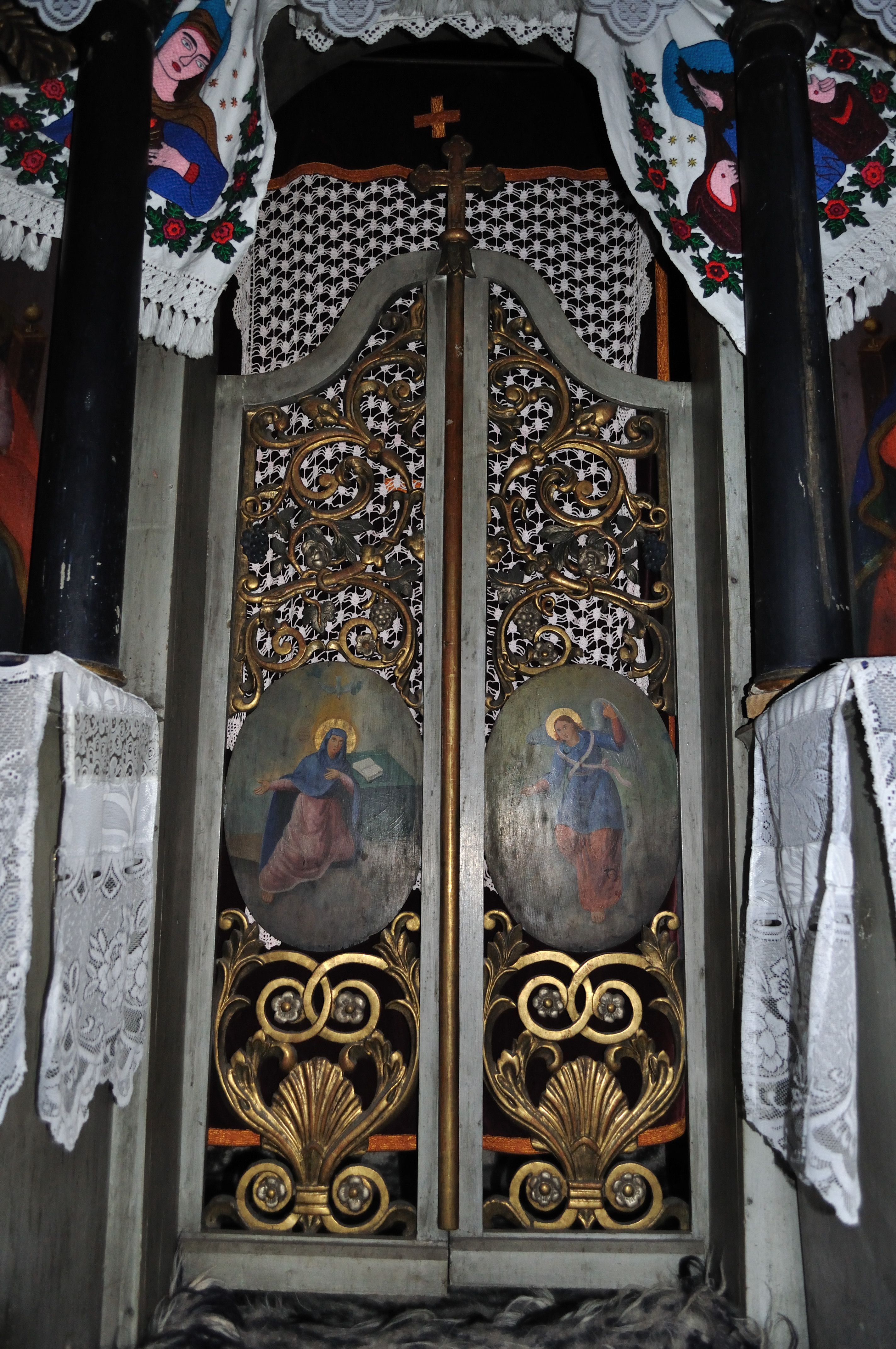
Ușile împărătești
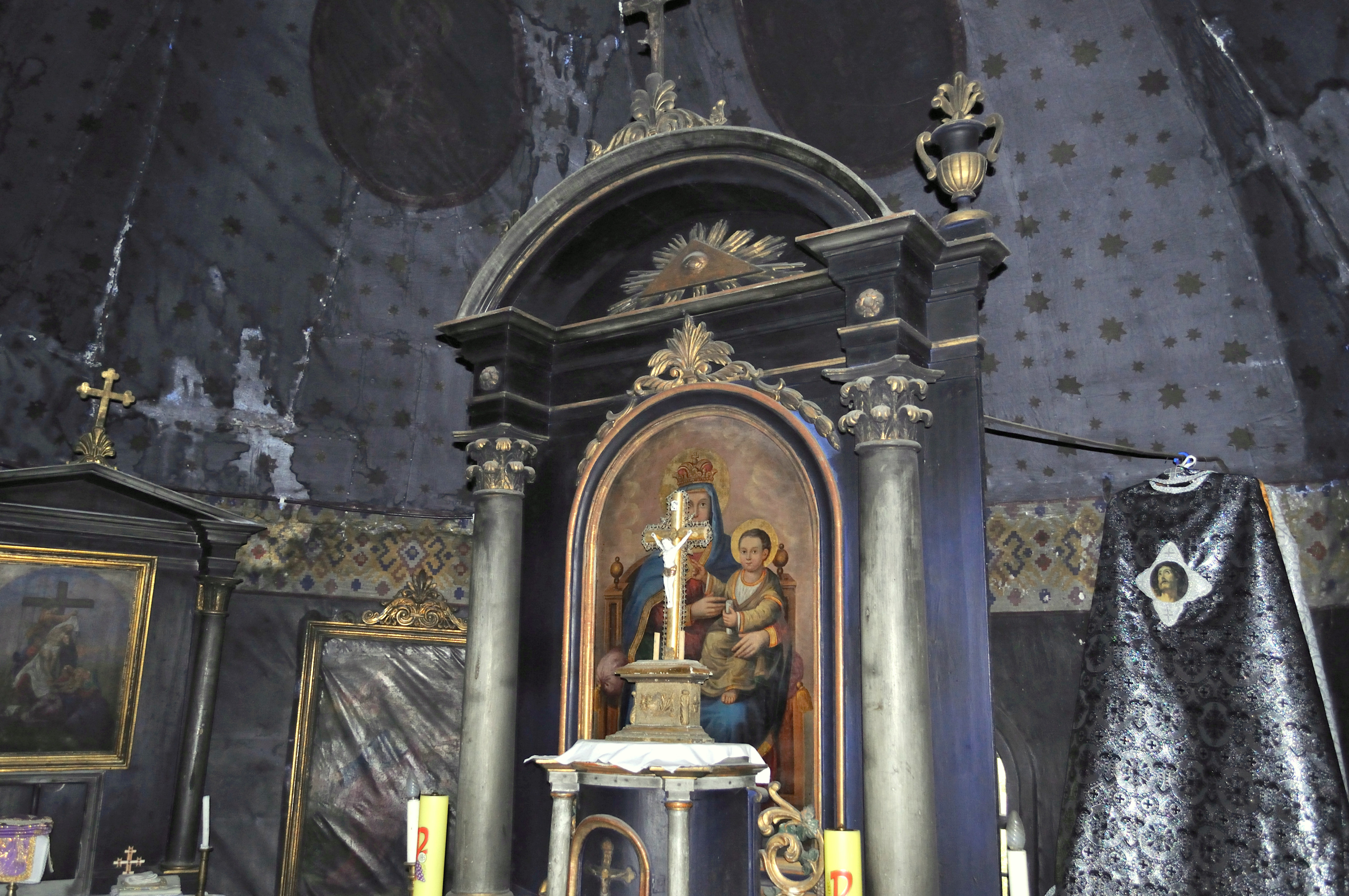
În altar
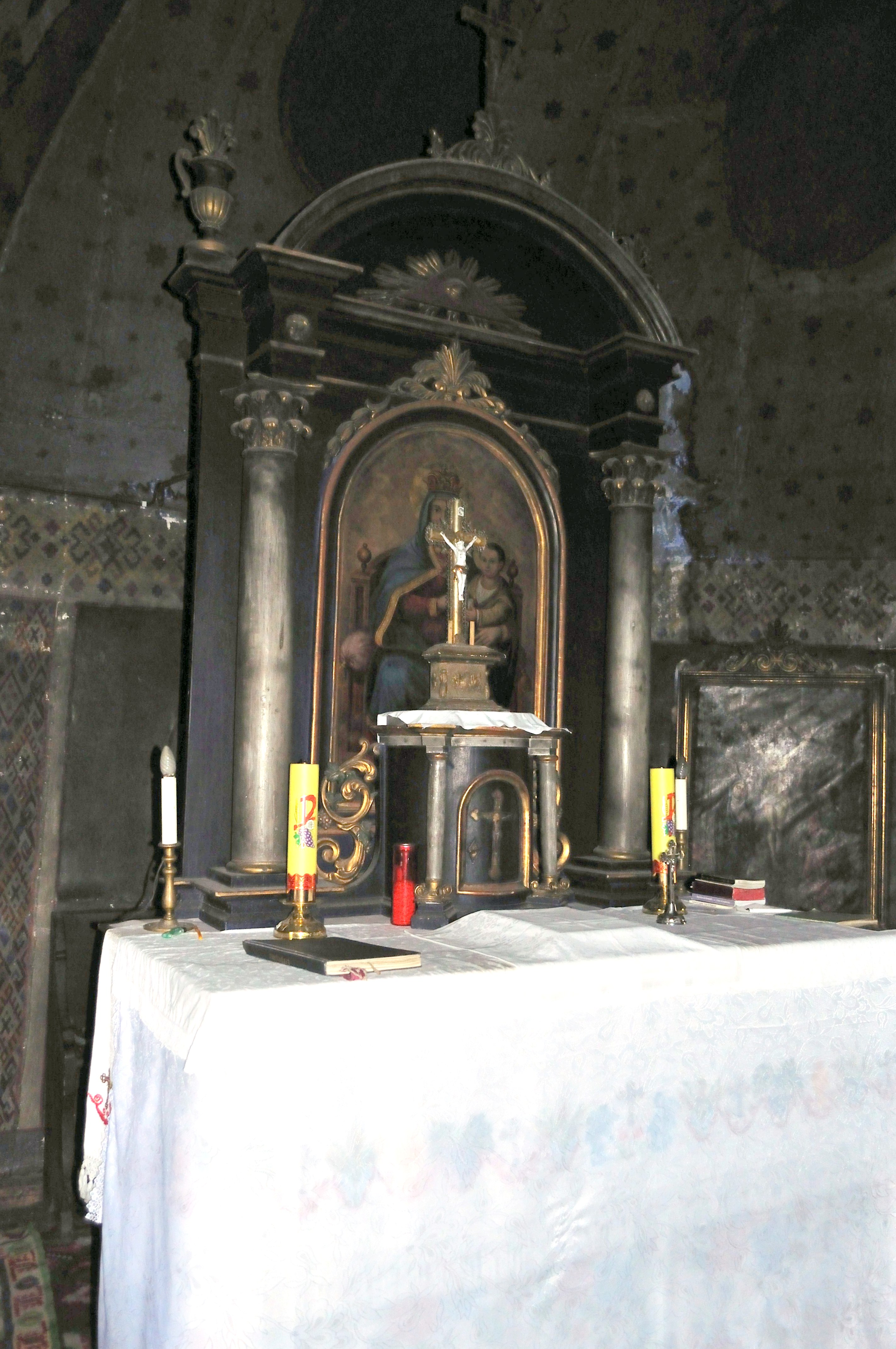
Masa altarului
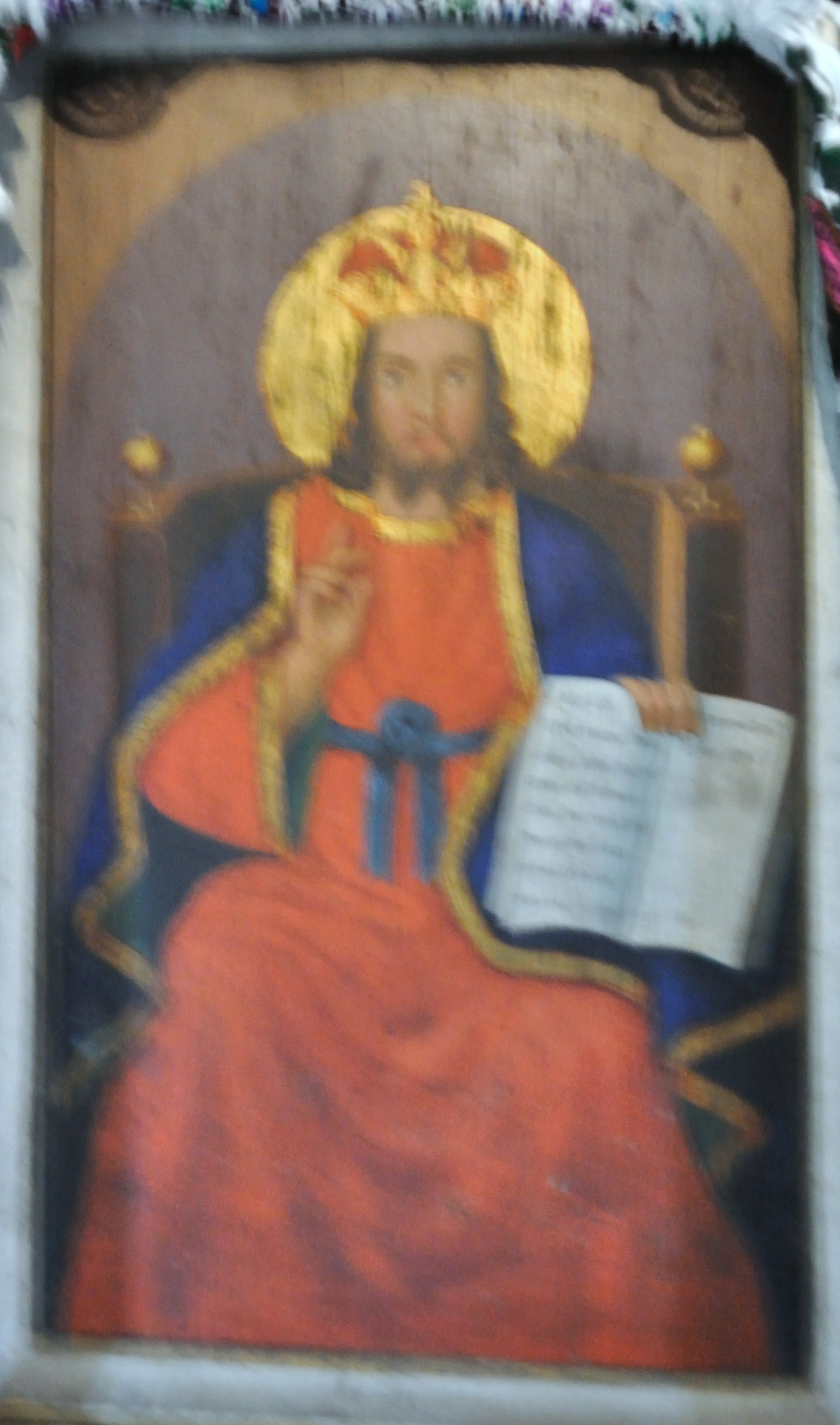
Icoană împărătească
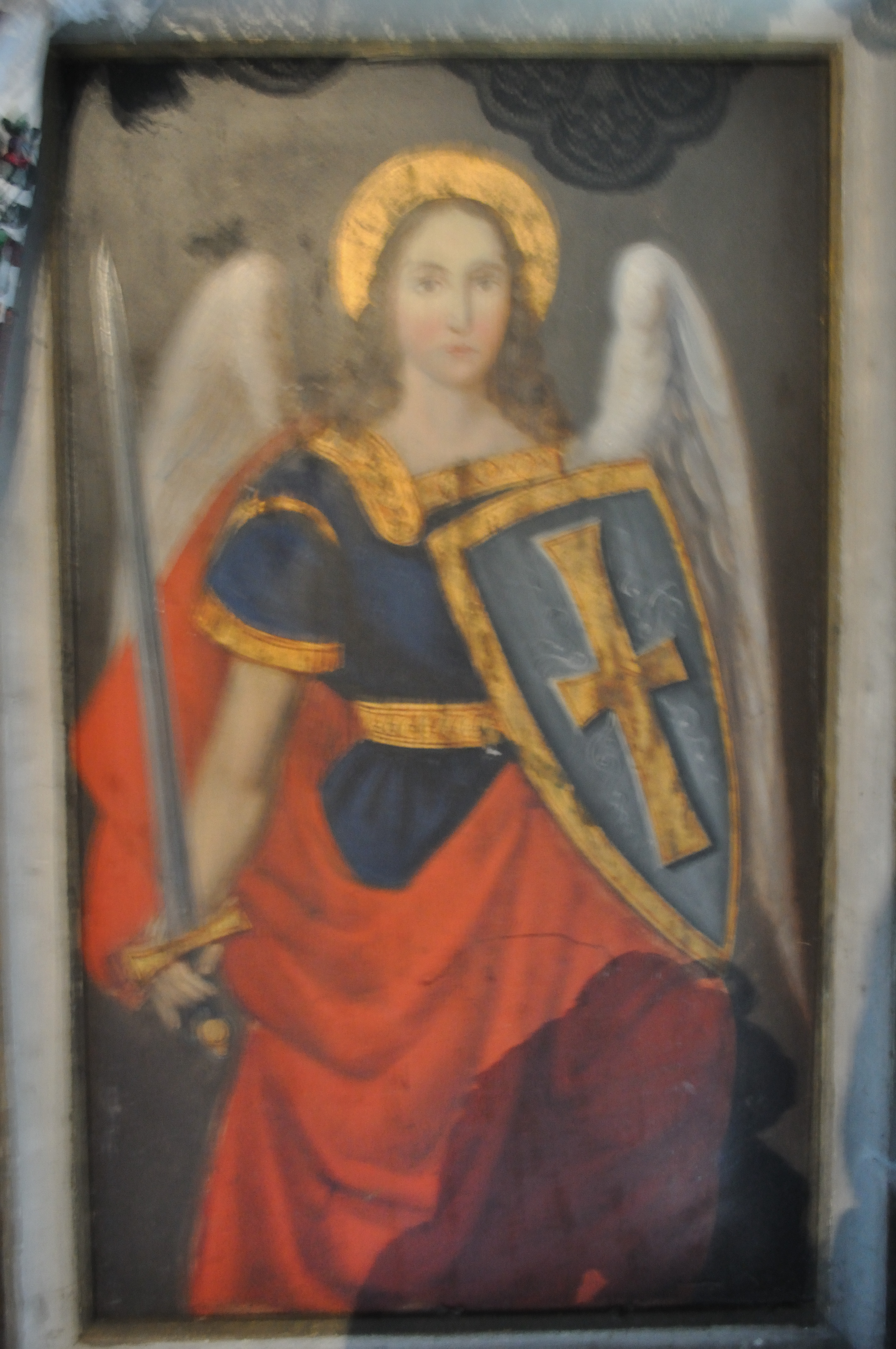
Arhanghelul Mihail
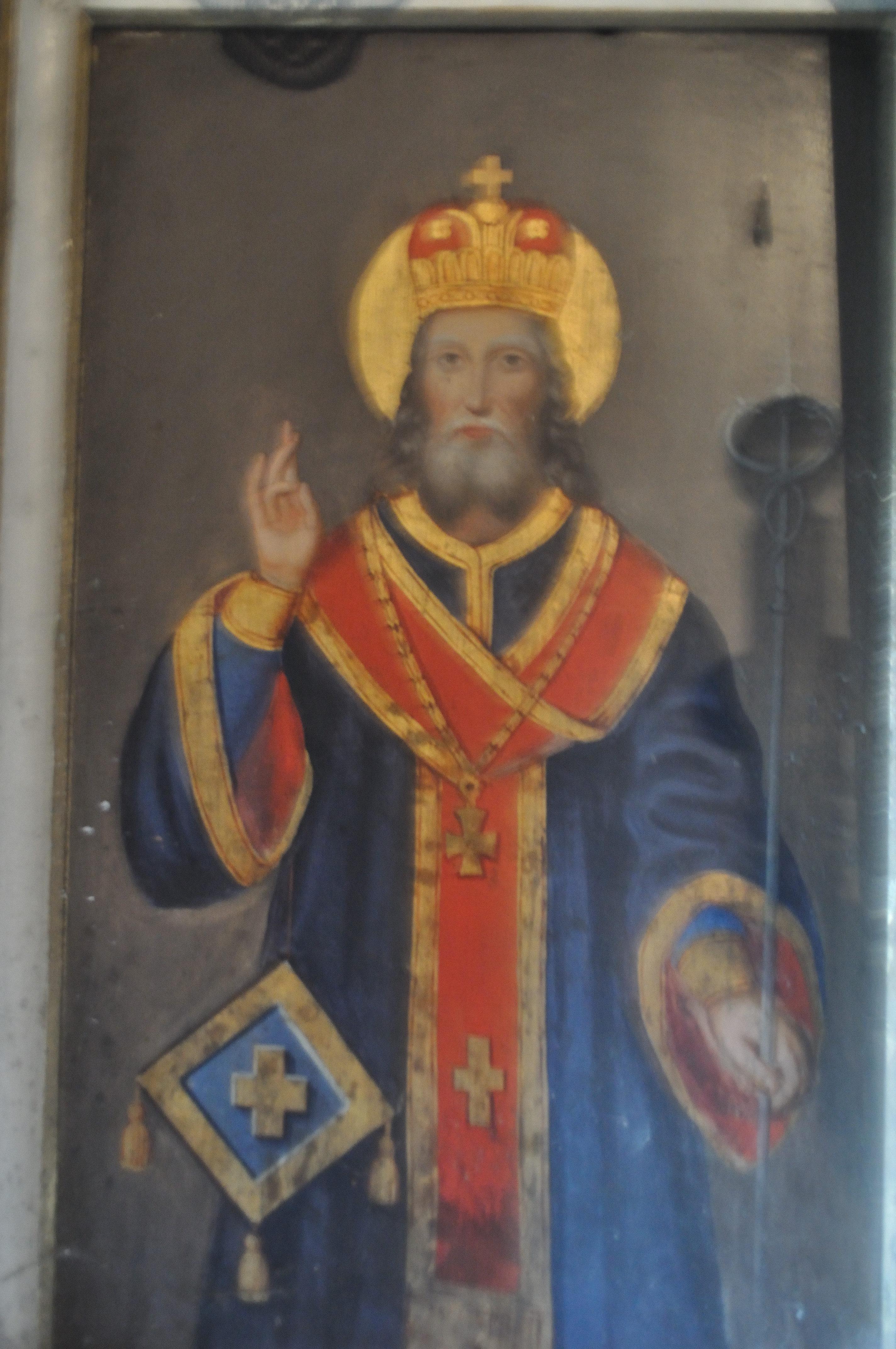
Sfântul Nicolae
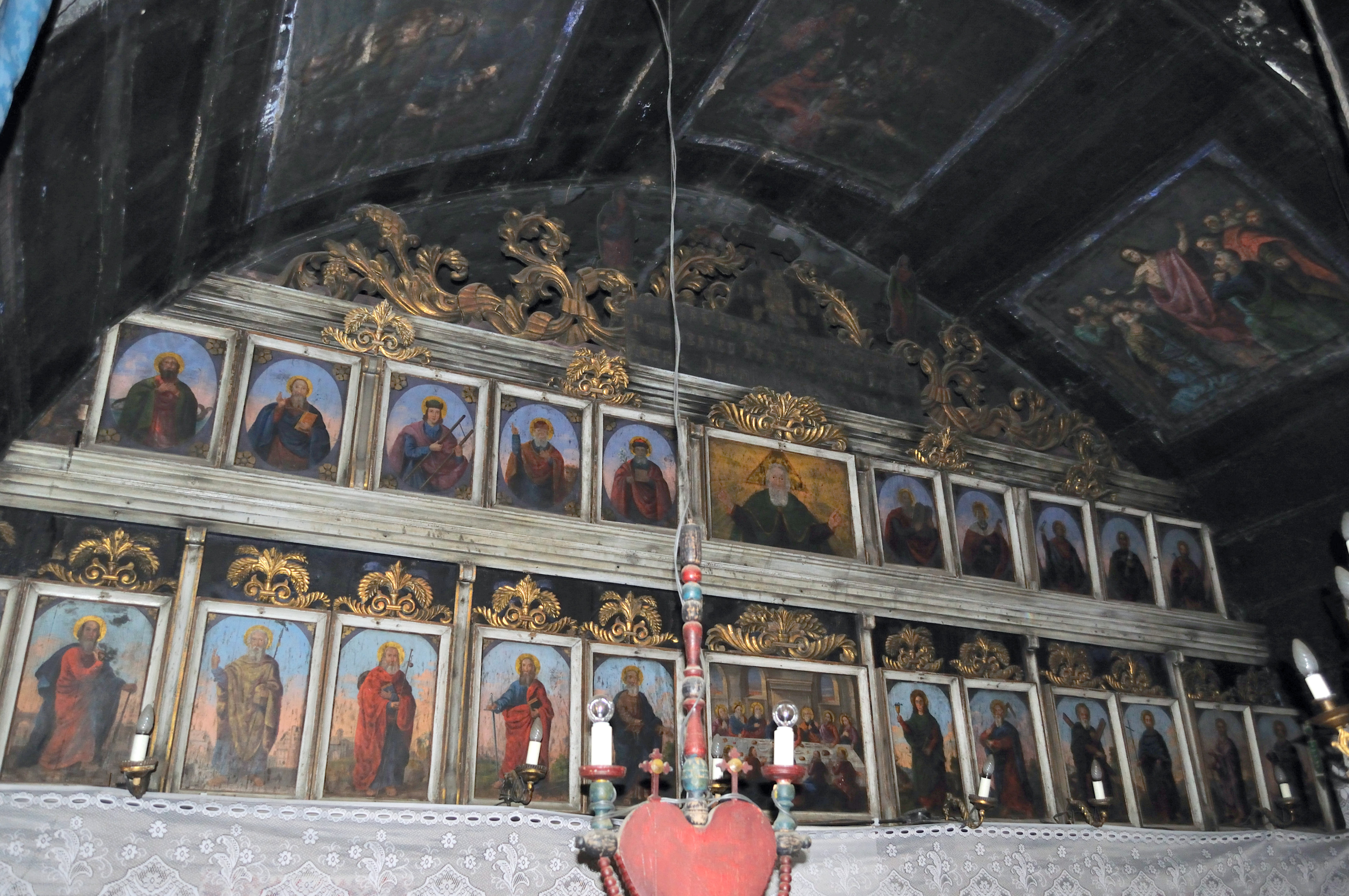
Timpanul estic
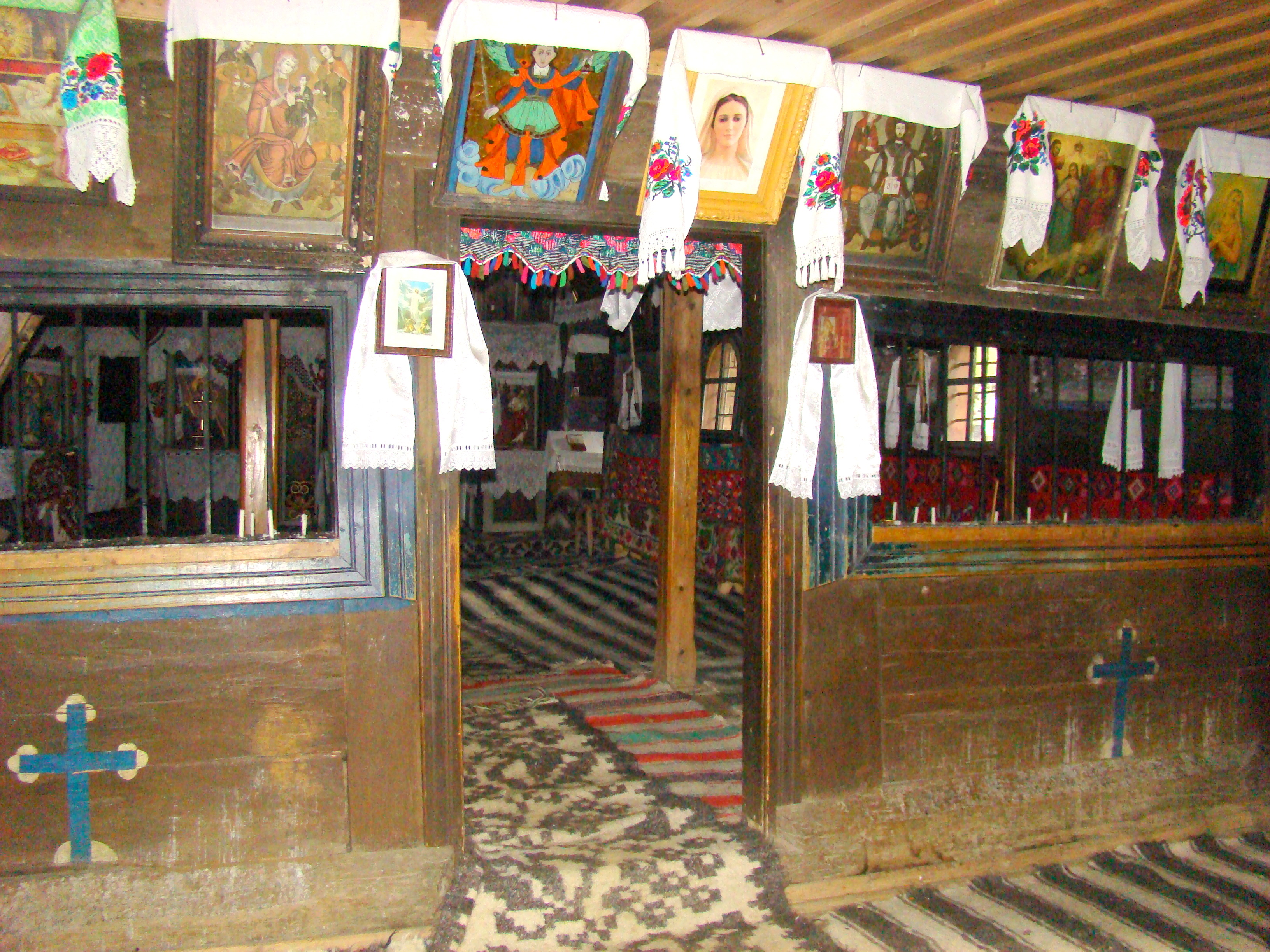
Vedere spre tinda femeilor
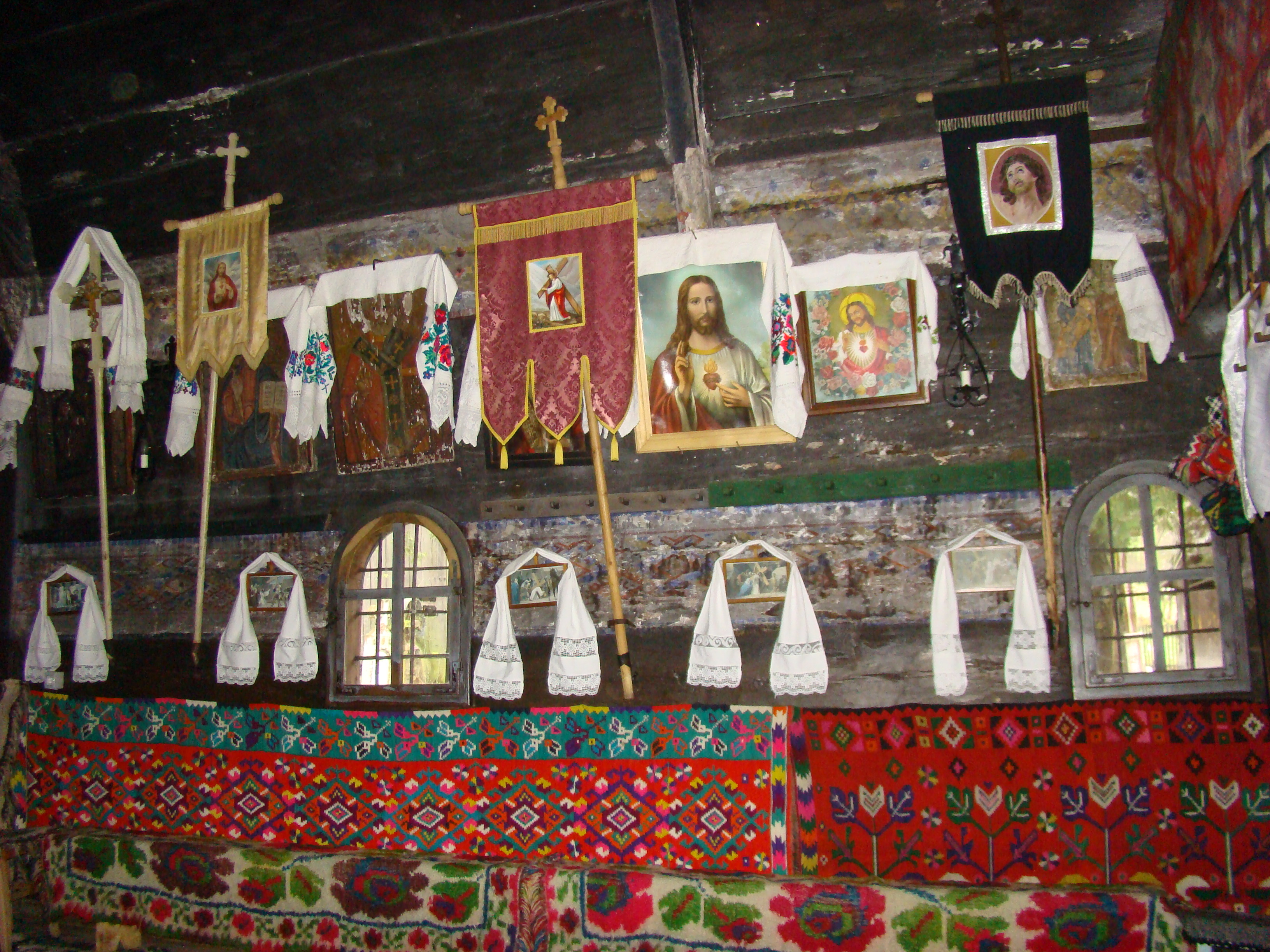
Naos (latura sudică)
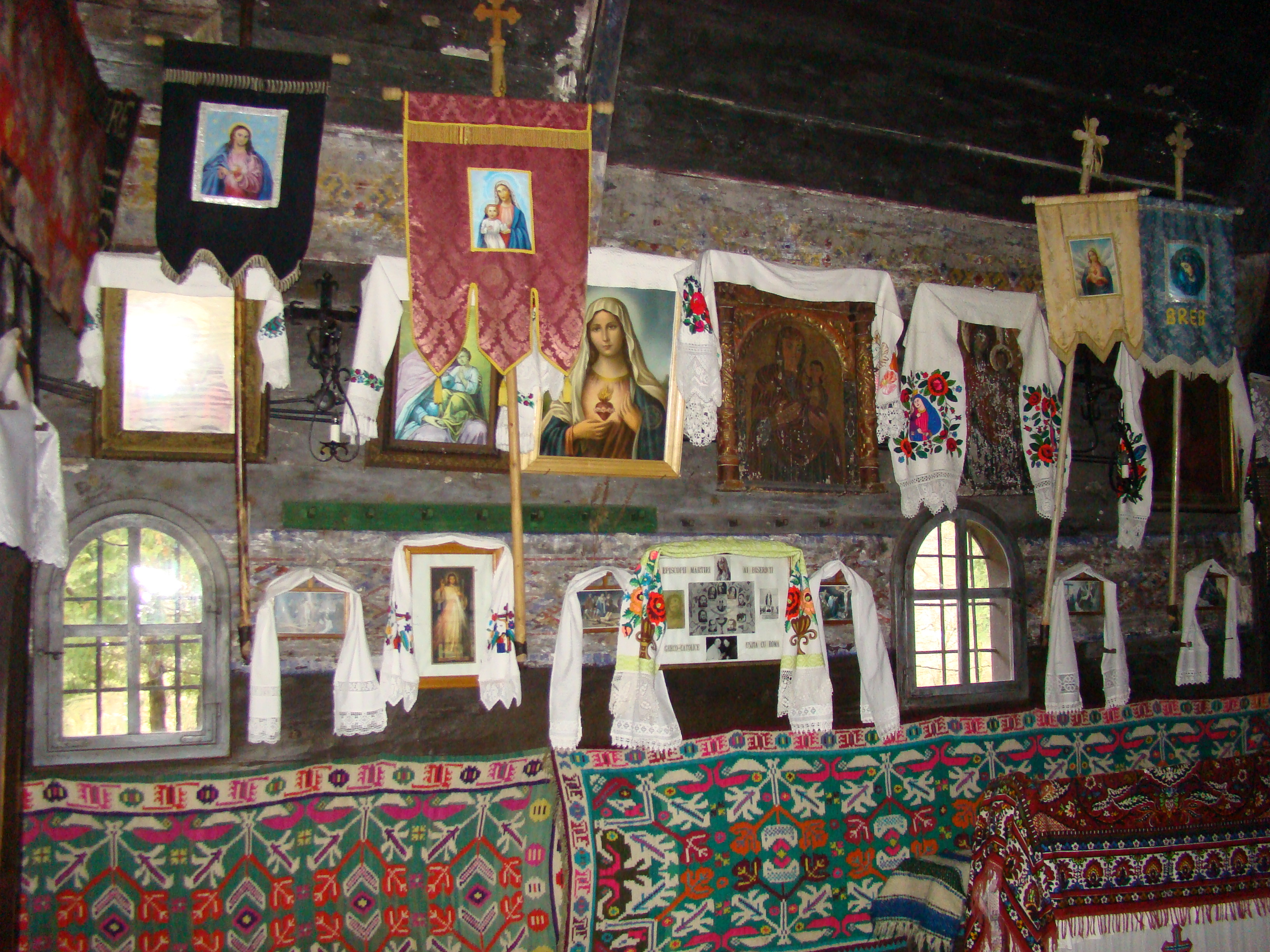
Naos (latura de nord)
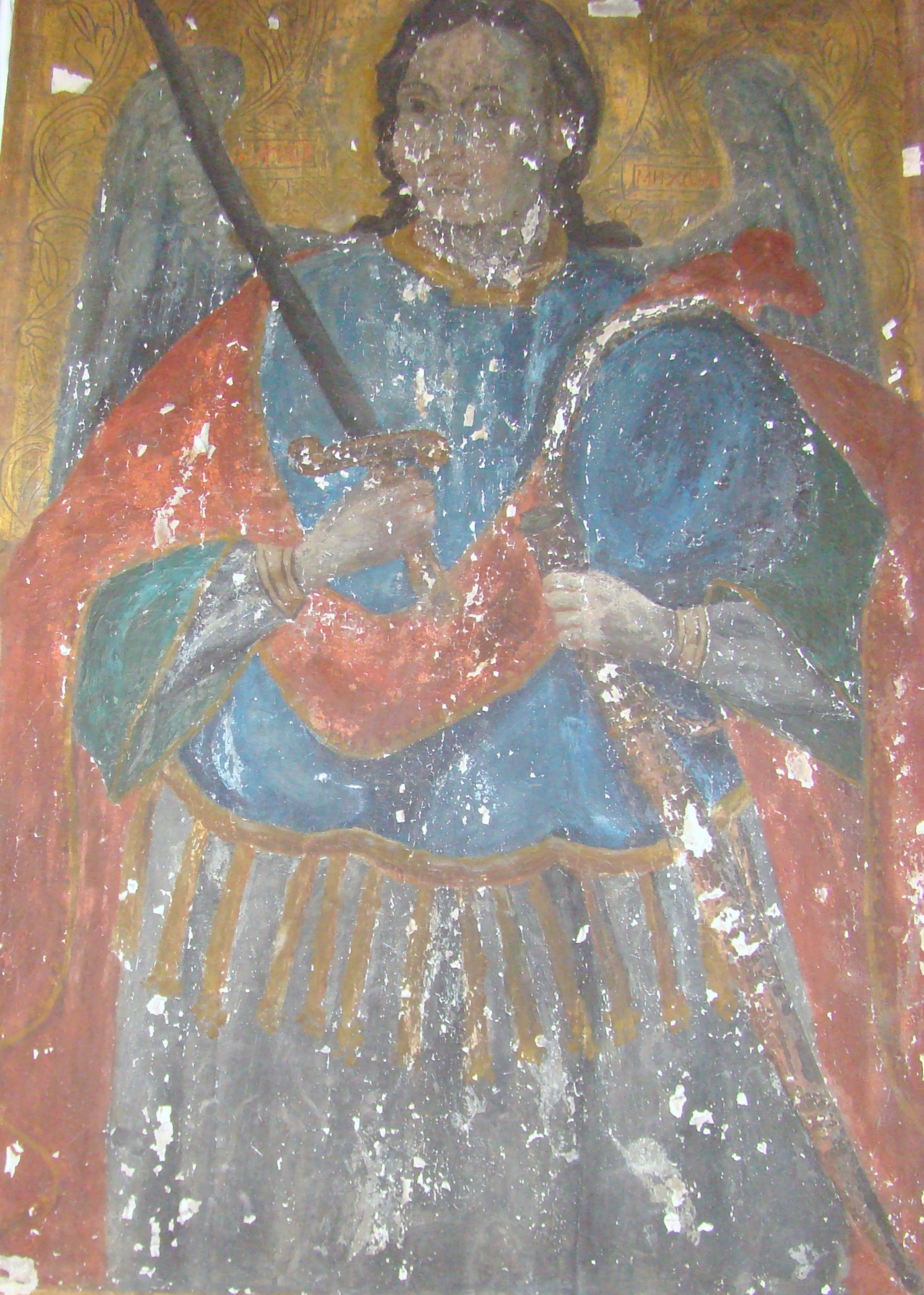
Icoana de hram
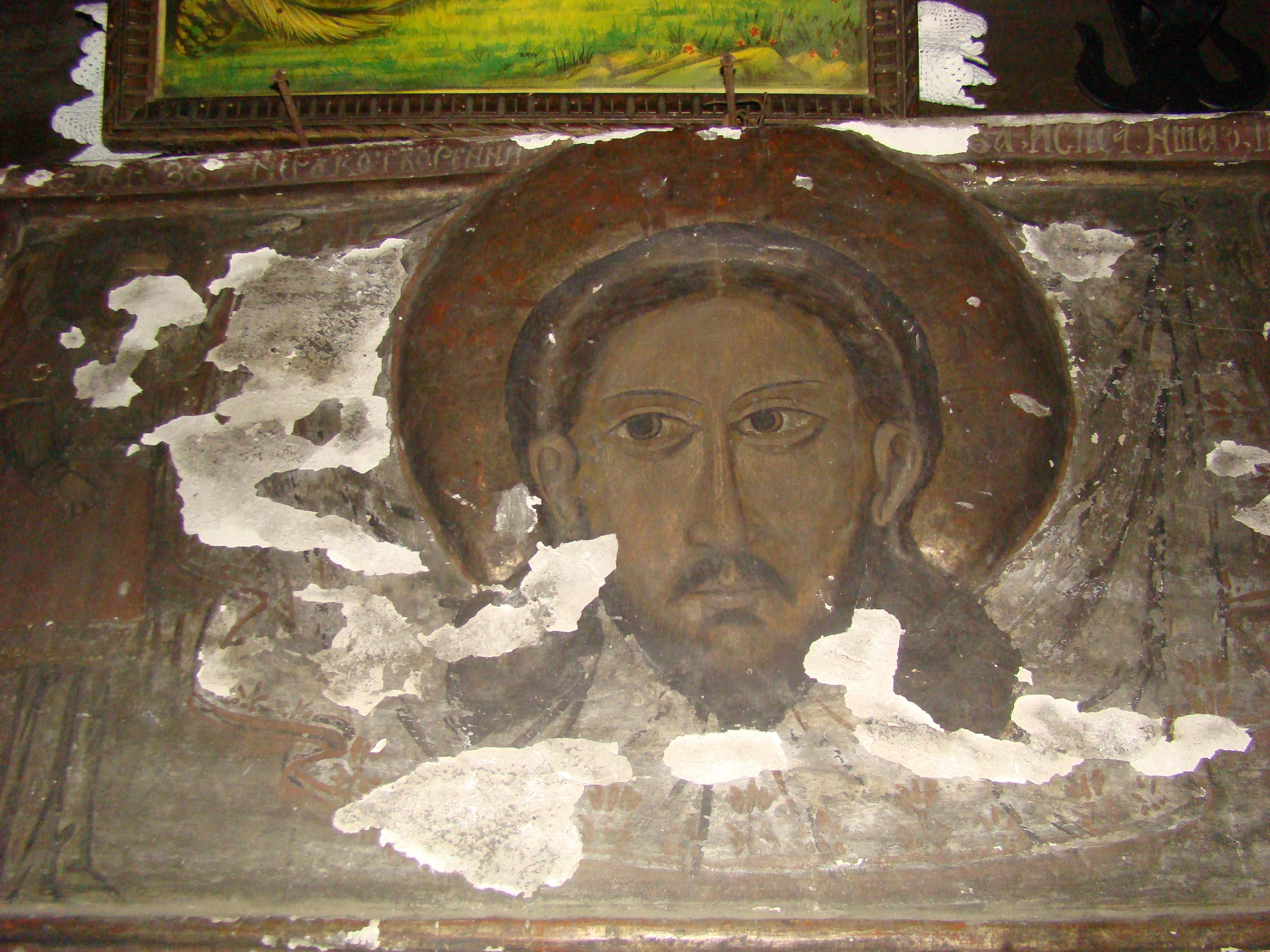
Iisus Hristos
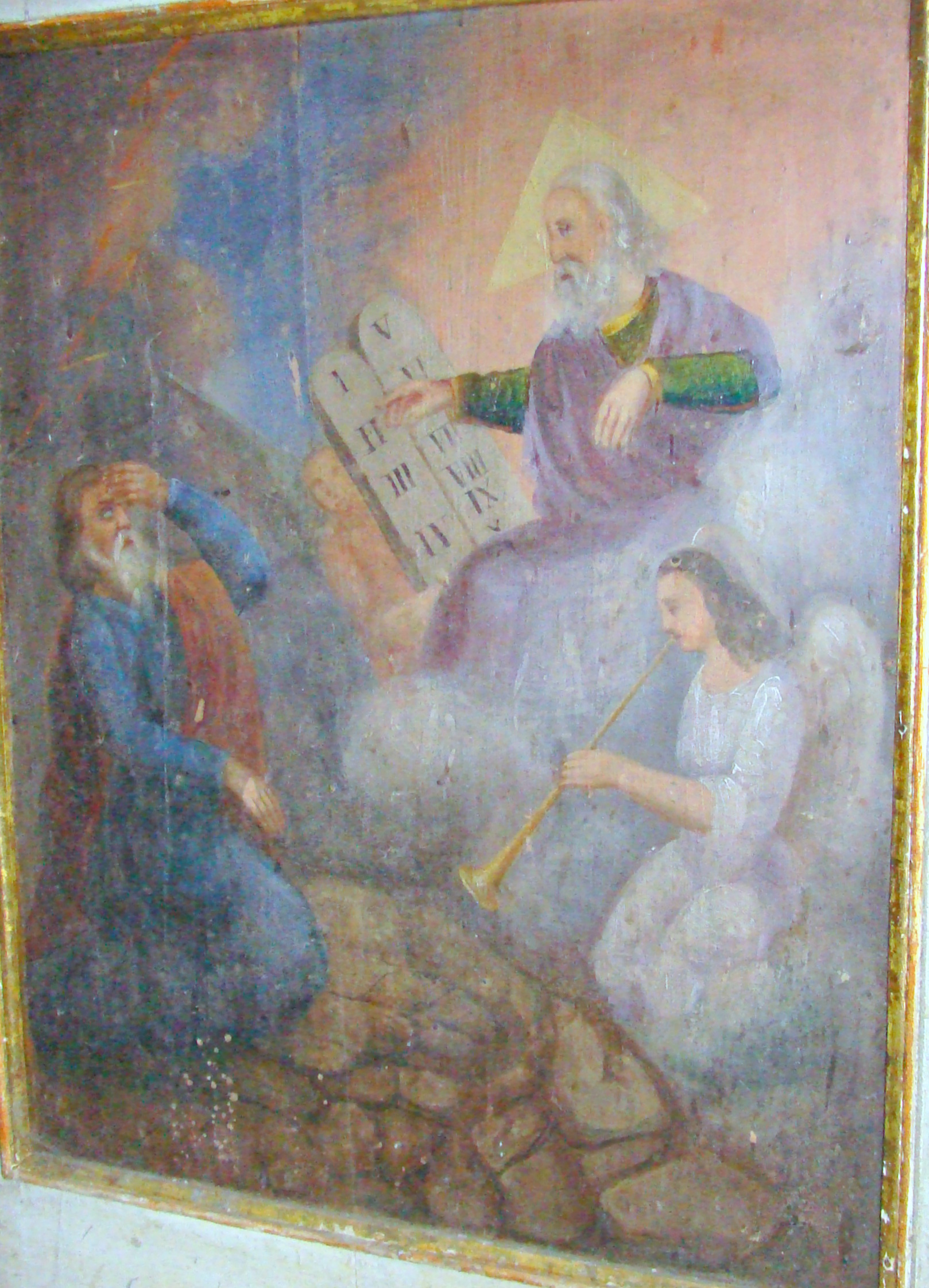
Iconostas, partea inferioară (detaliu)
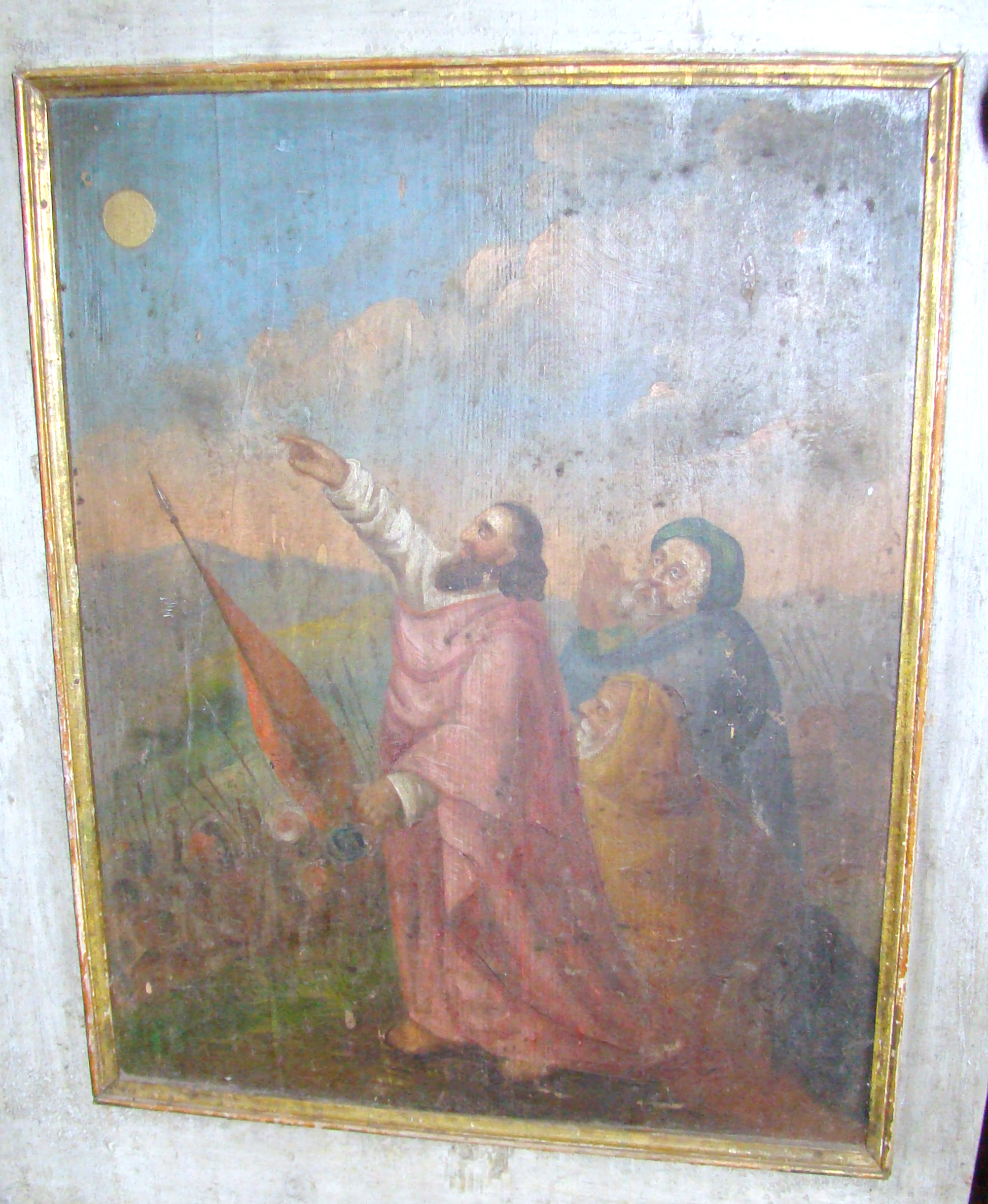
Iconostas, partea inferioară (detaliu)
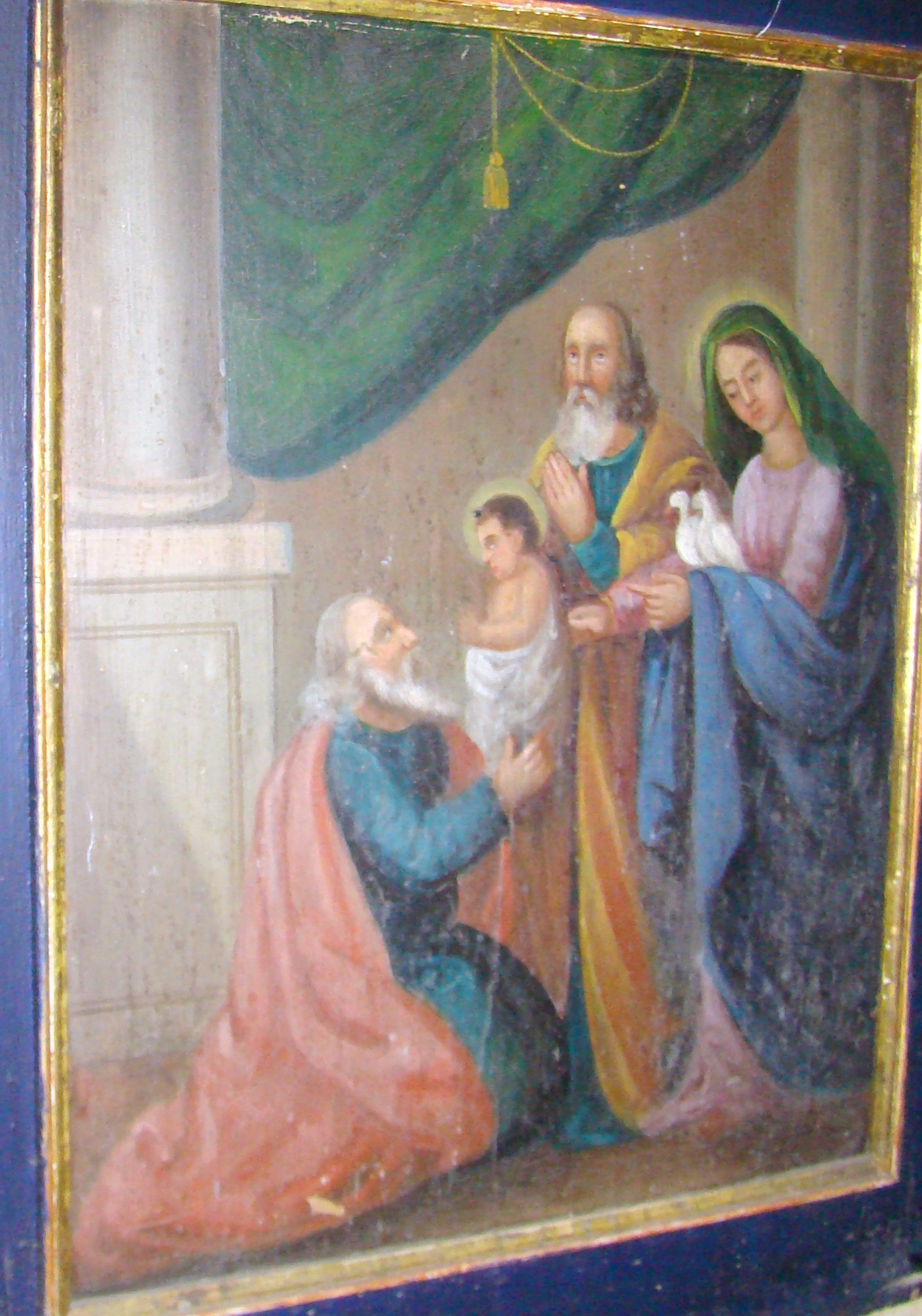
Iconostas, partea inferioară (detaliu)
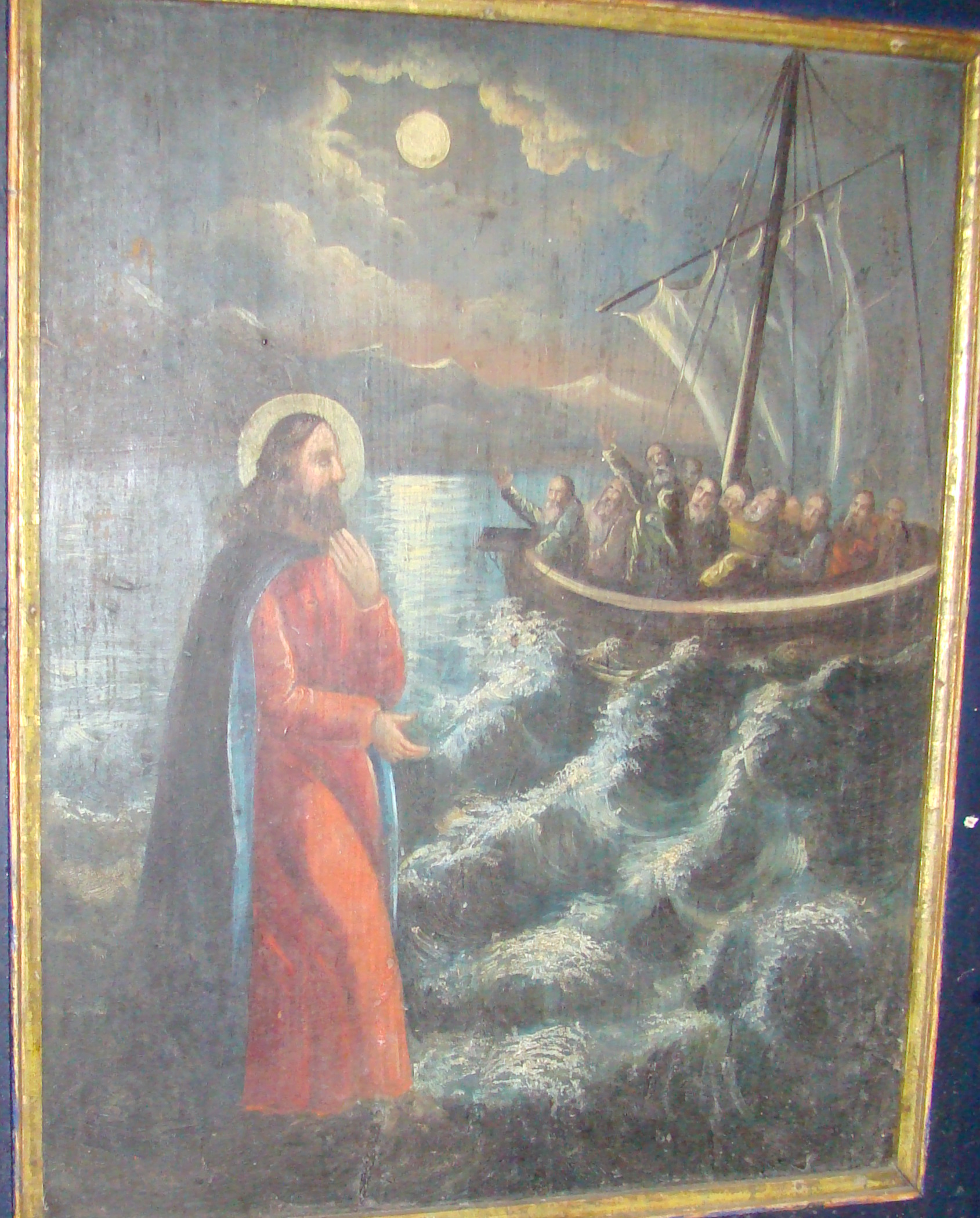
Iconostas, partea inferioară (detaliu)
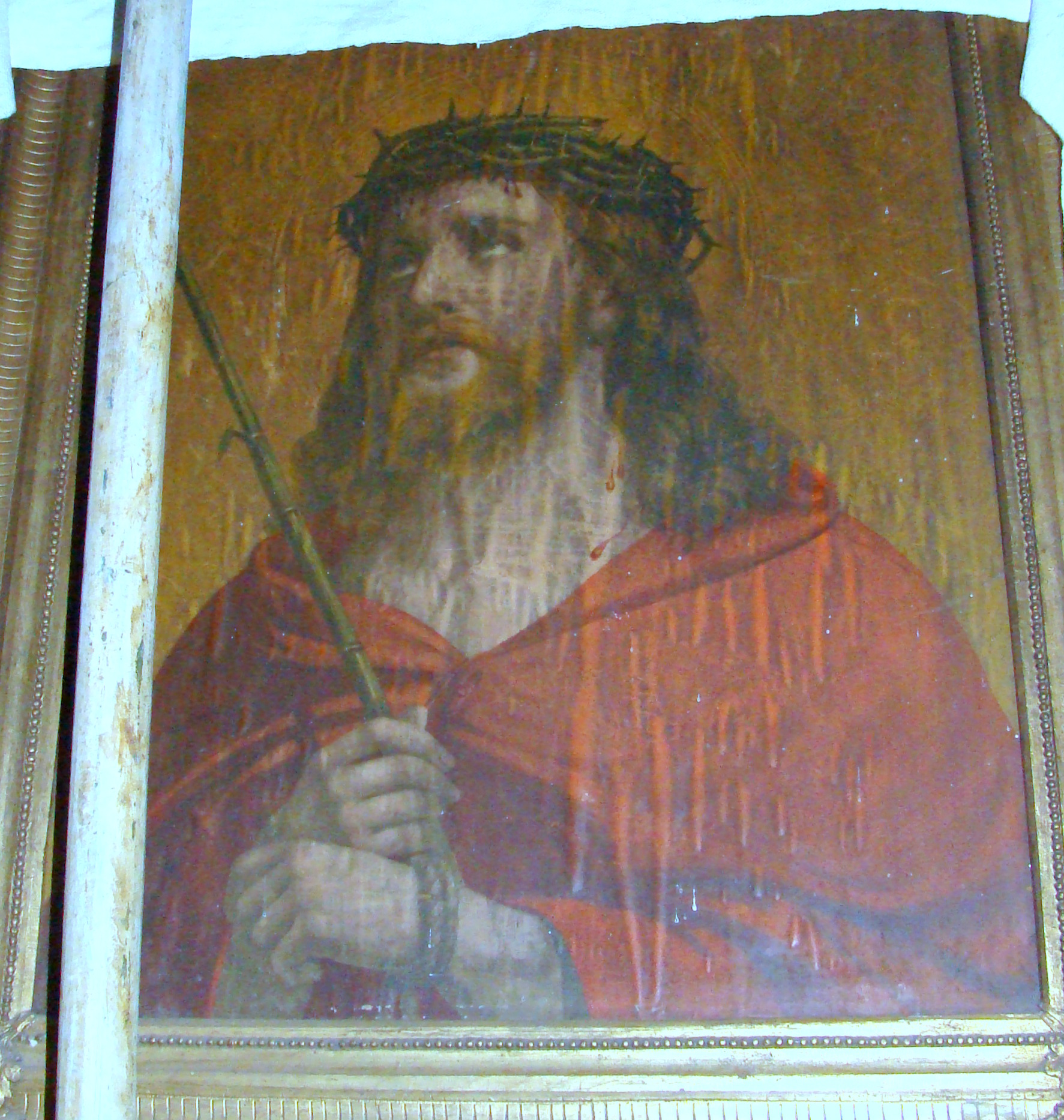
Icoana Mântuitorului
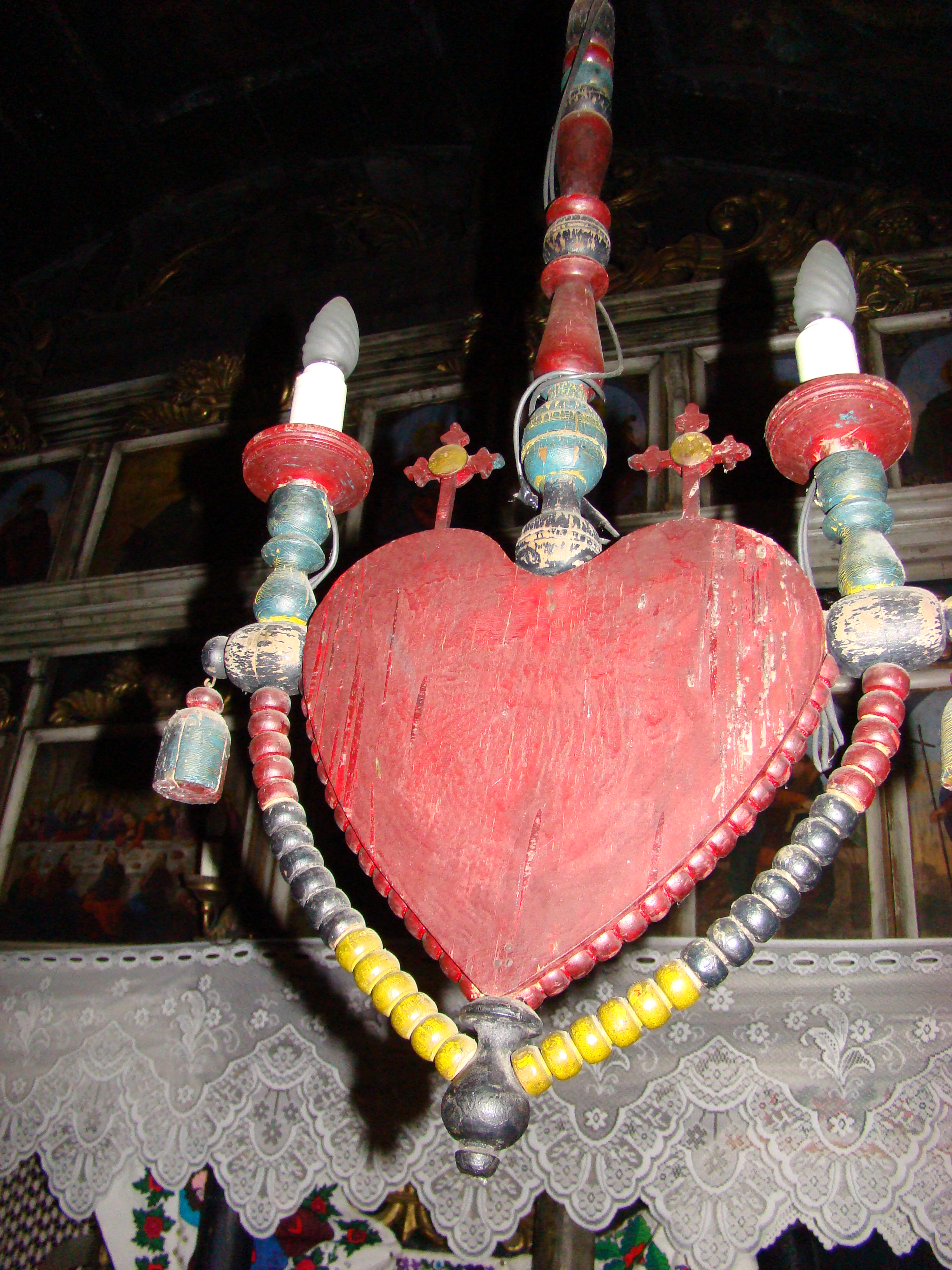
Candelabru
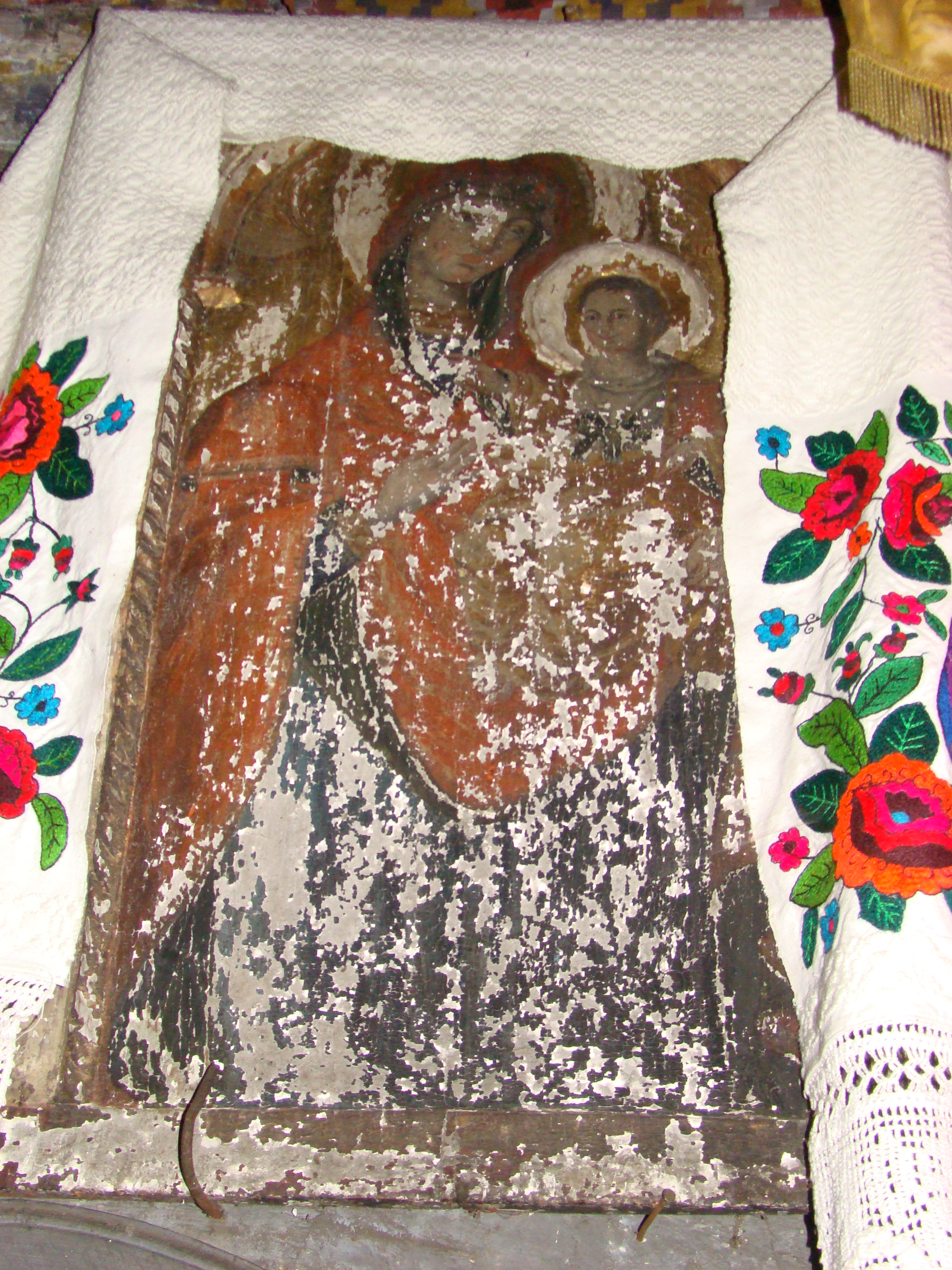
Maica Domnului cu pruncul
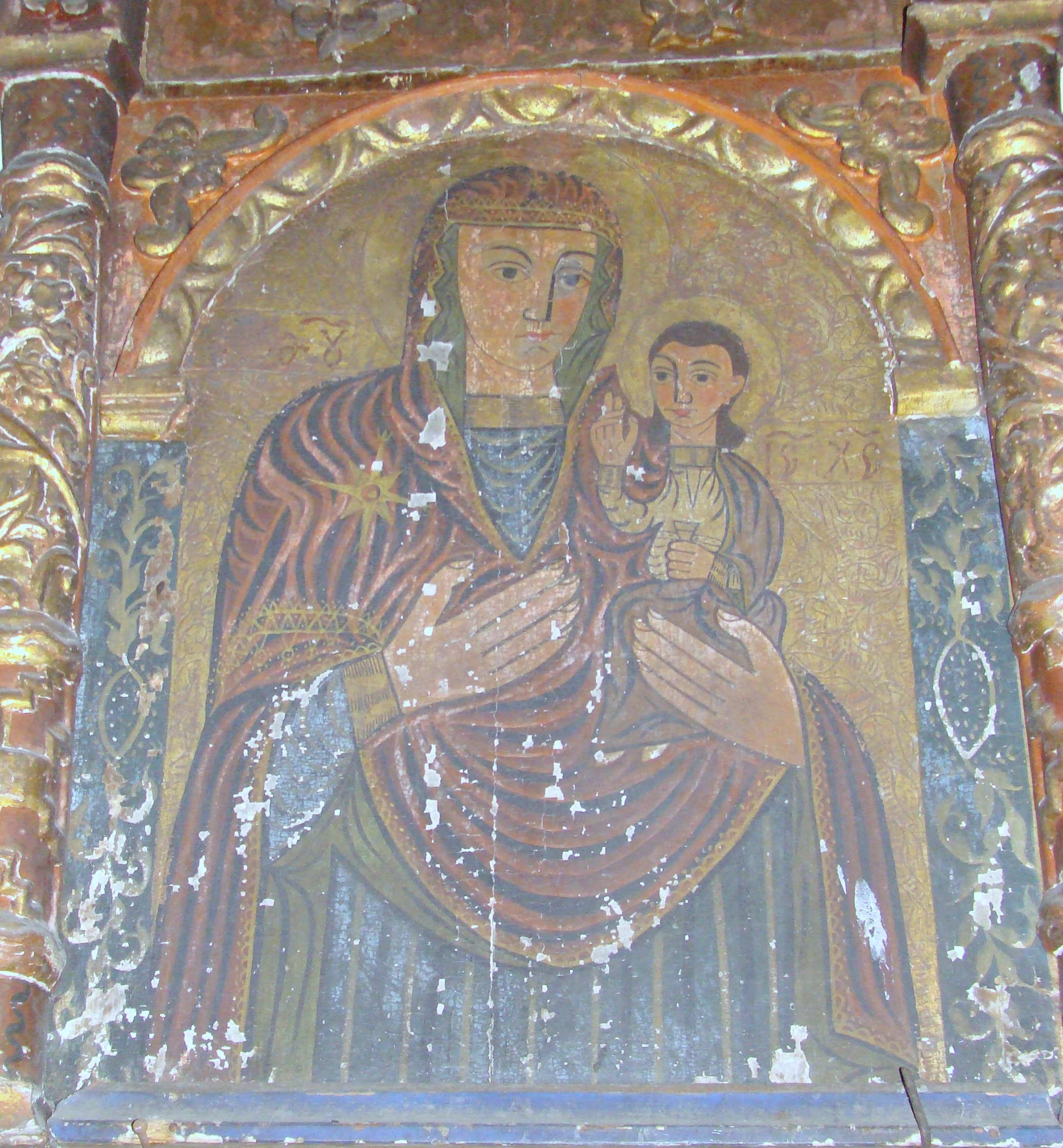
Maica Domnului cu pruncul
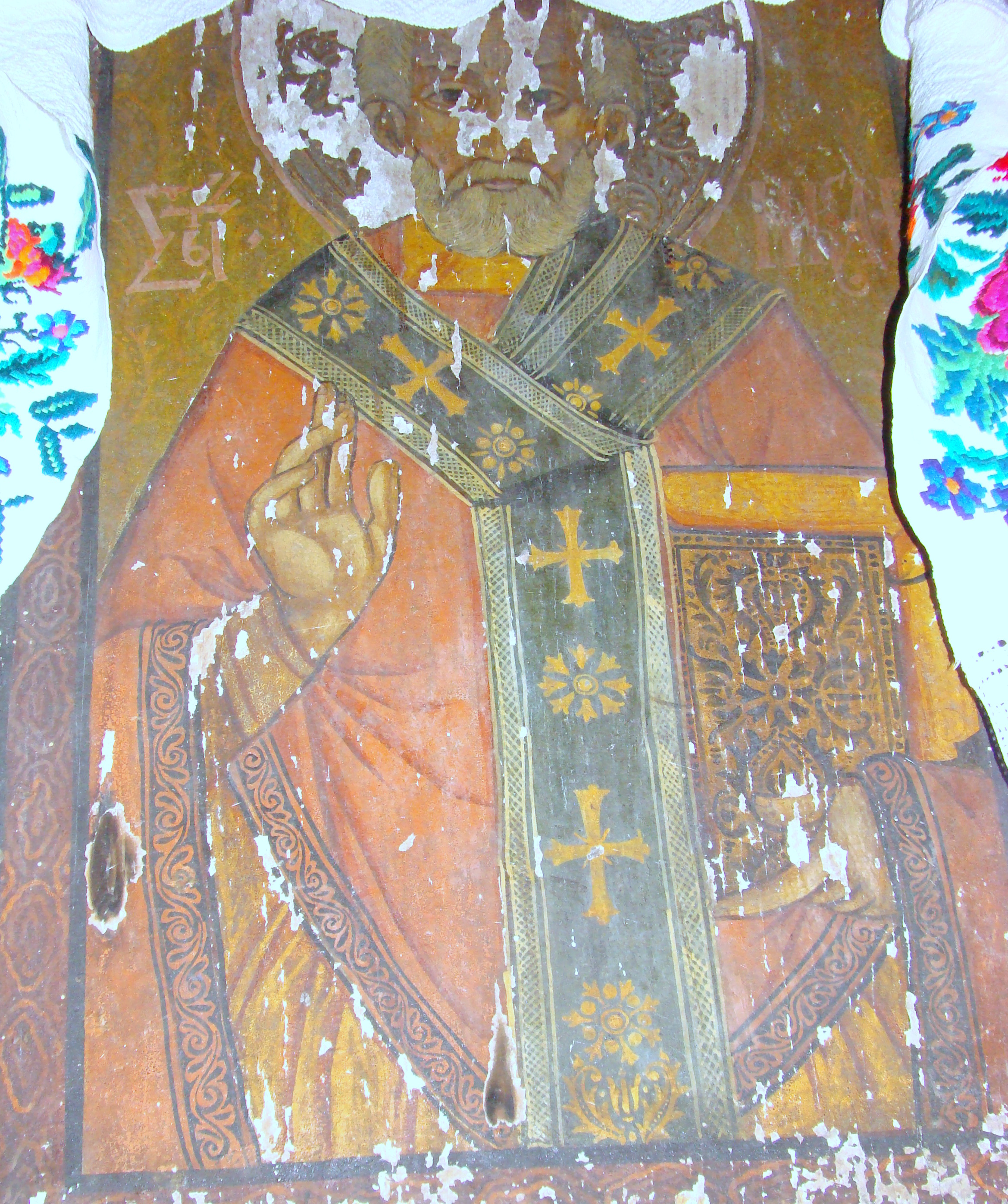
Sfântul Nicolae

## Imagini din exterior

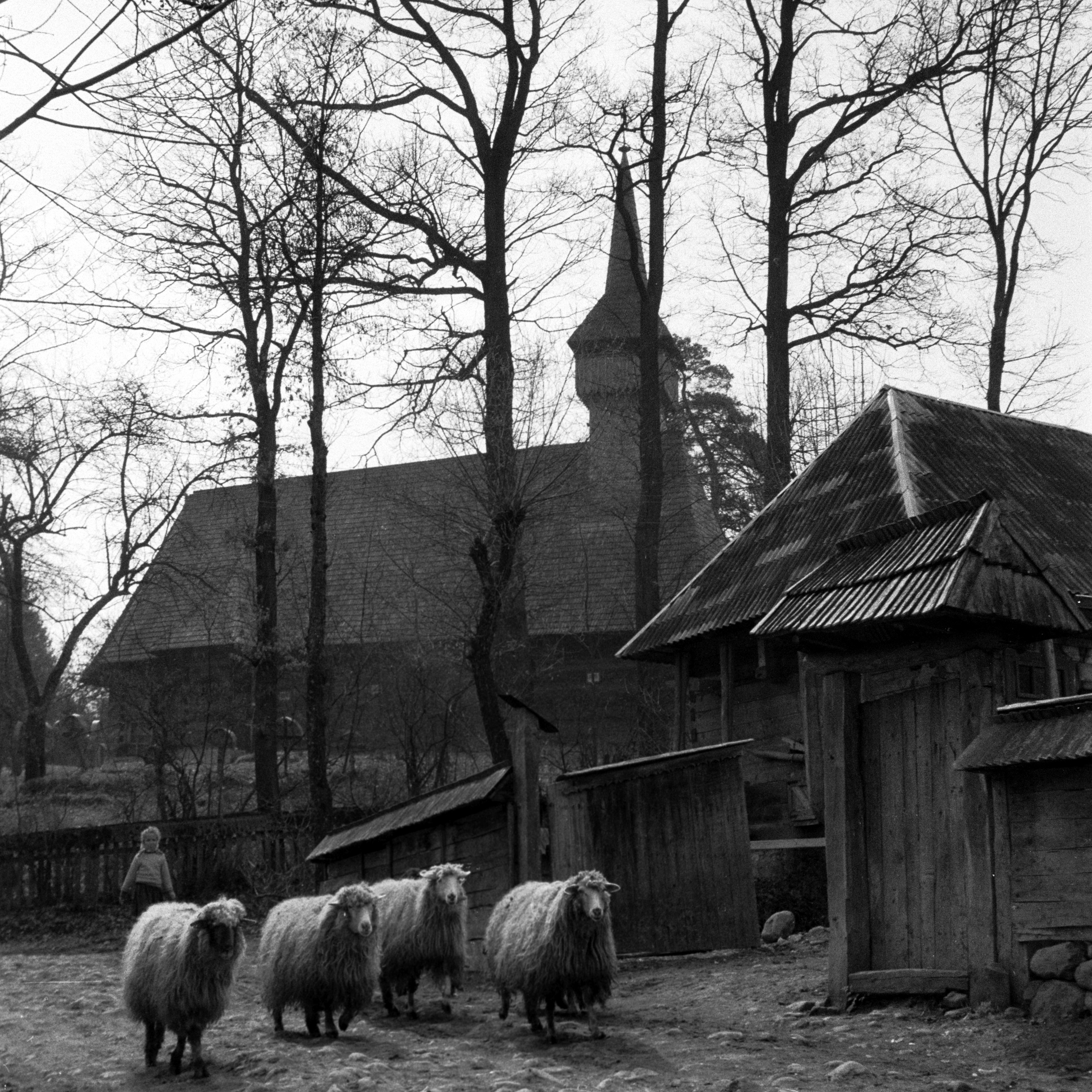
din vale
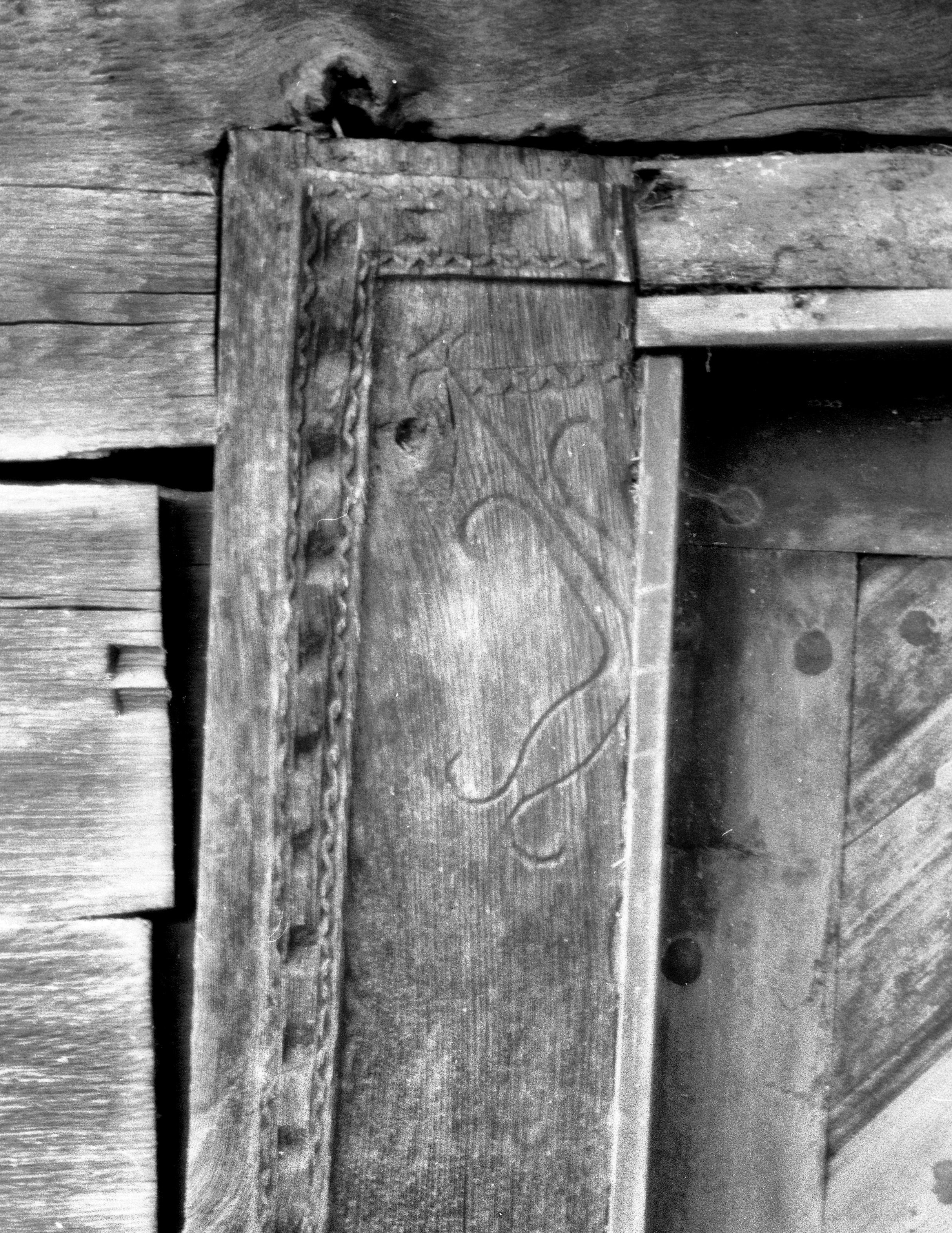
detaliu portal intrare
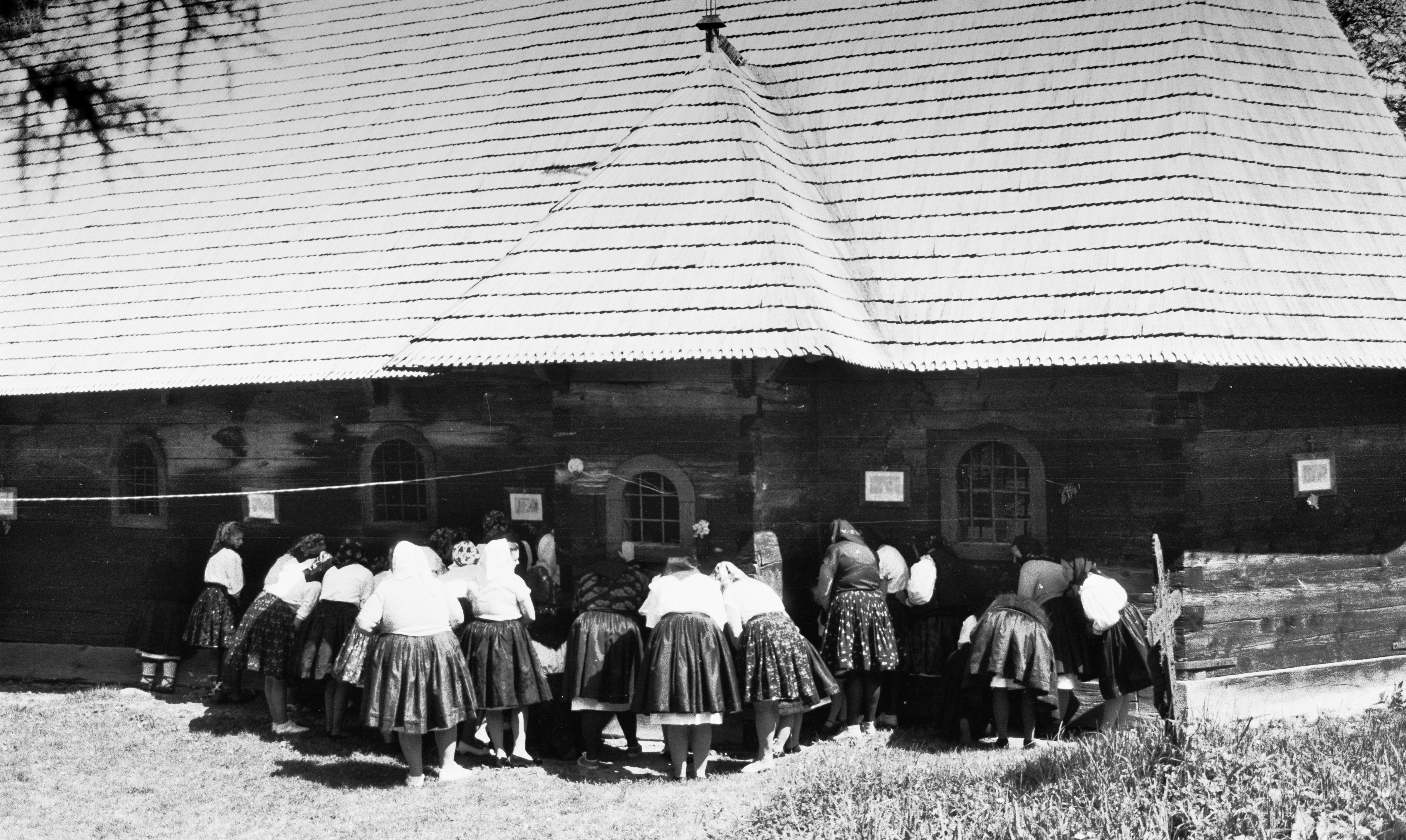
femei la slujbă
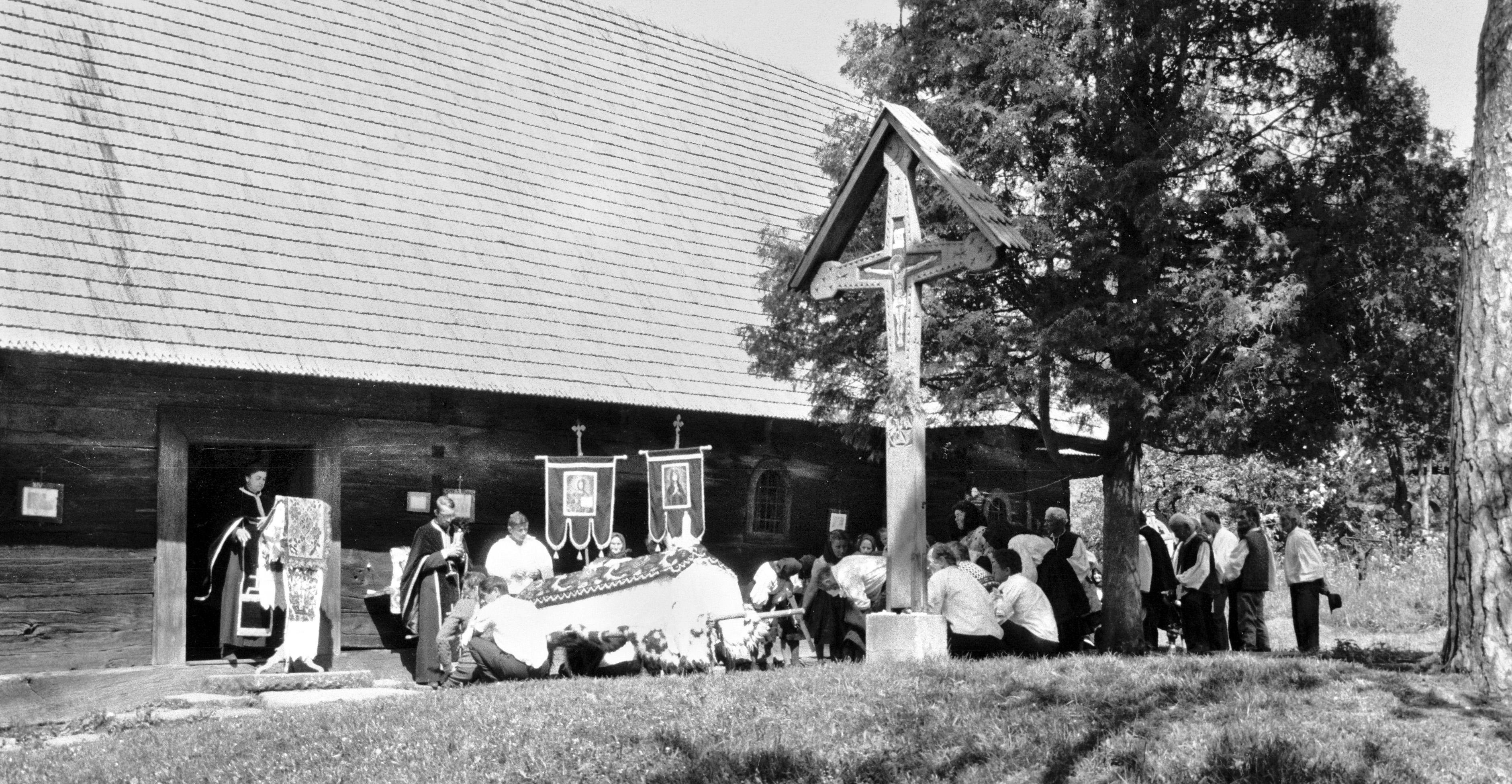
înmormântare
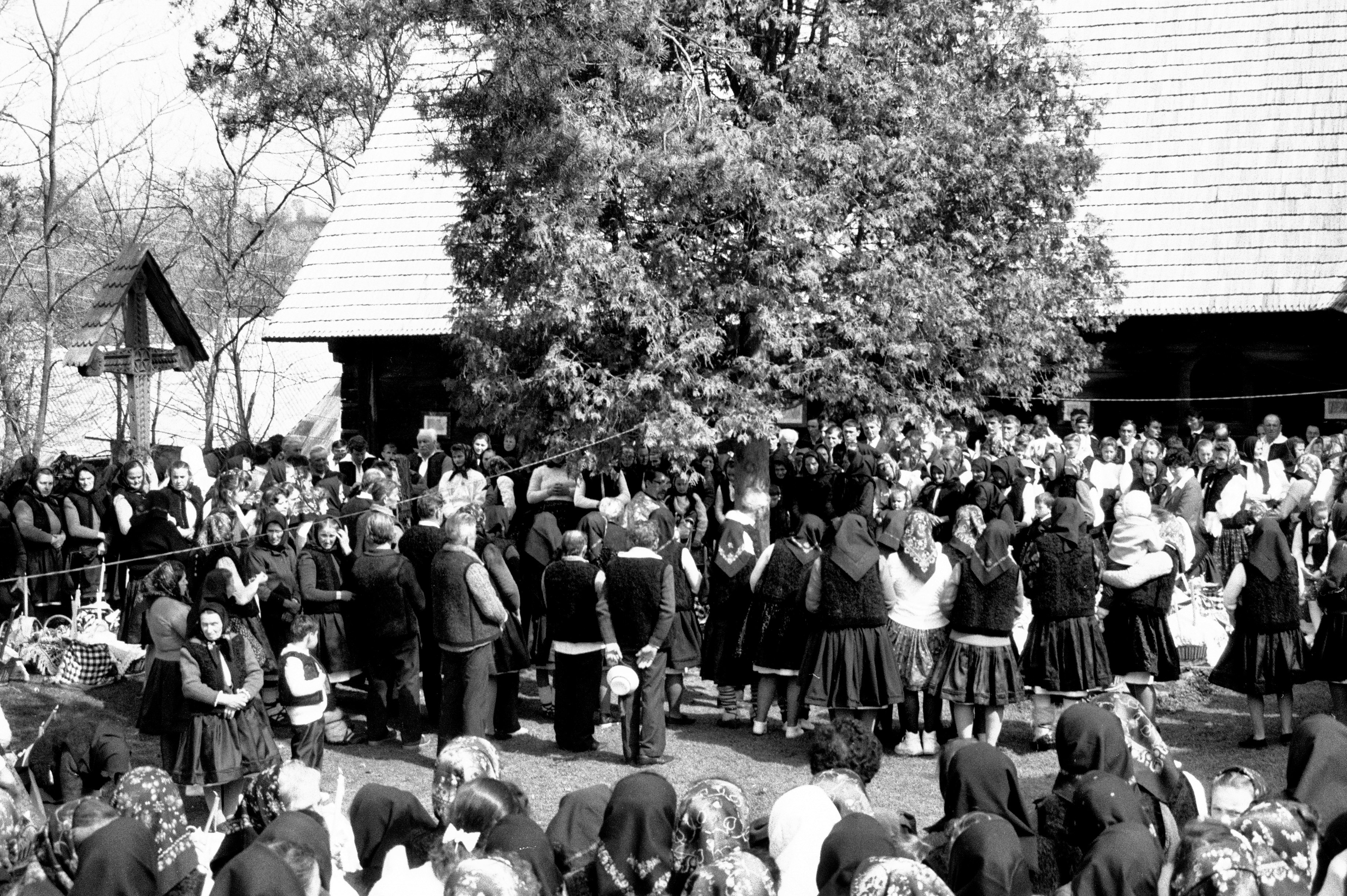
„bocotanii” la sfinţitul pascăi
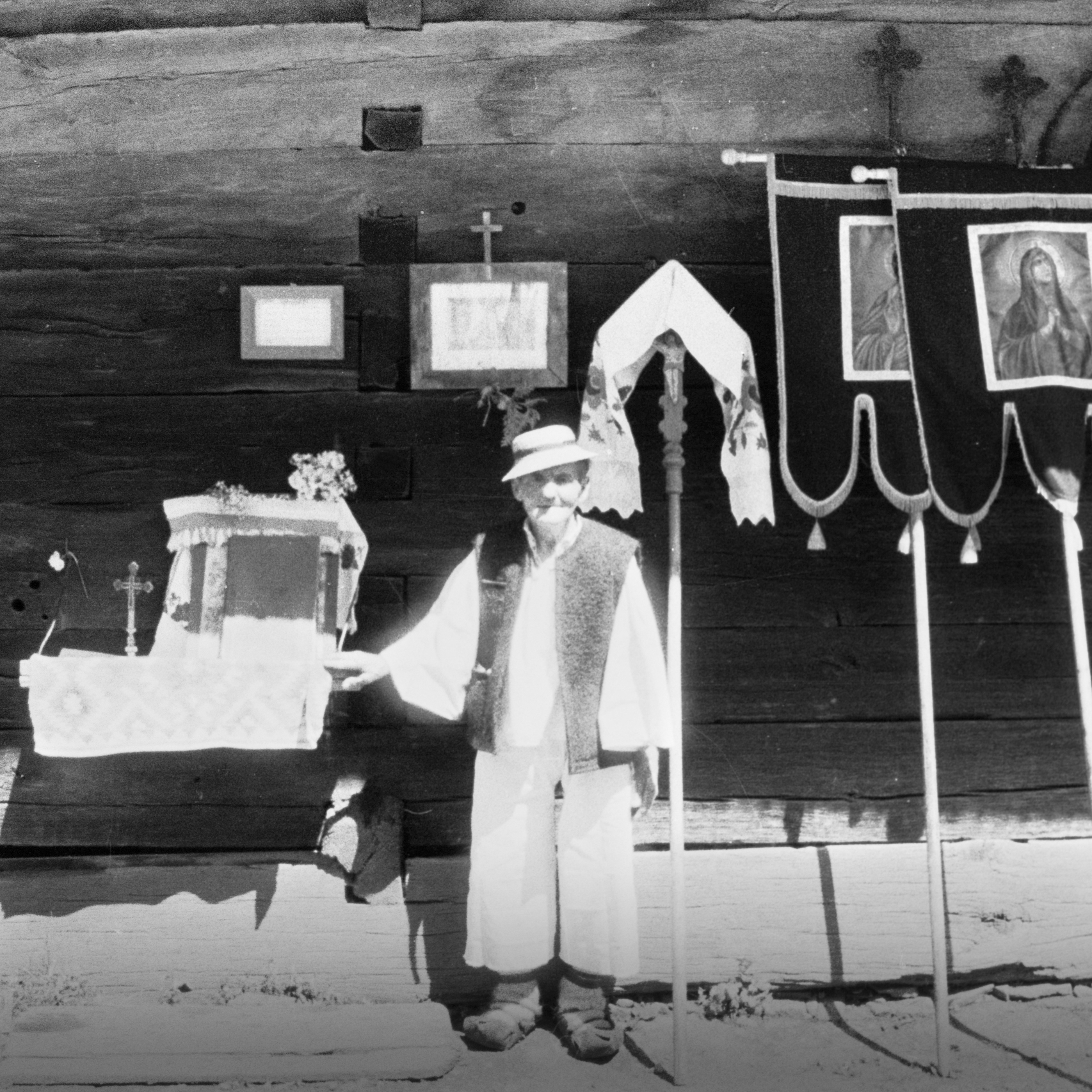
crâsnicul
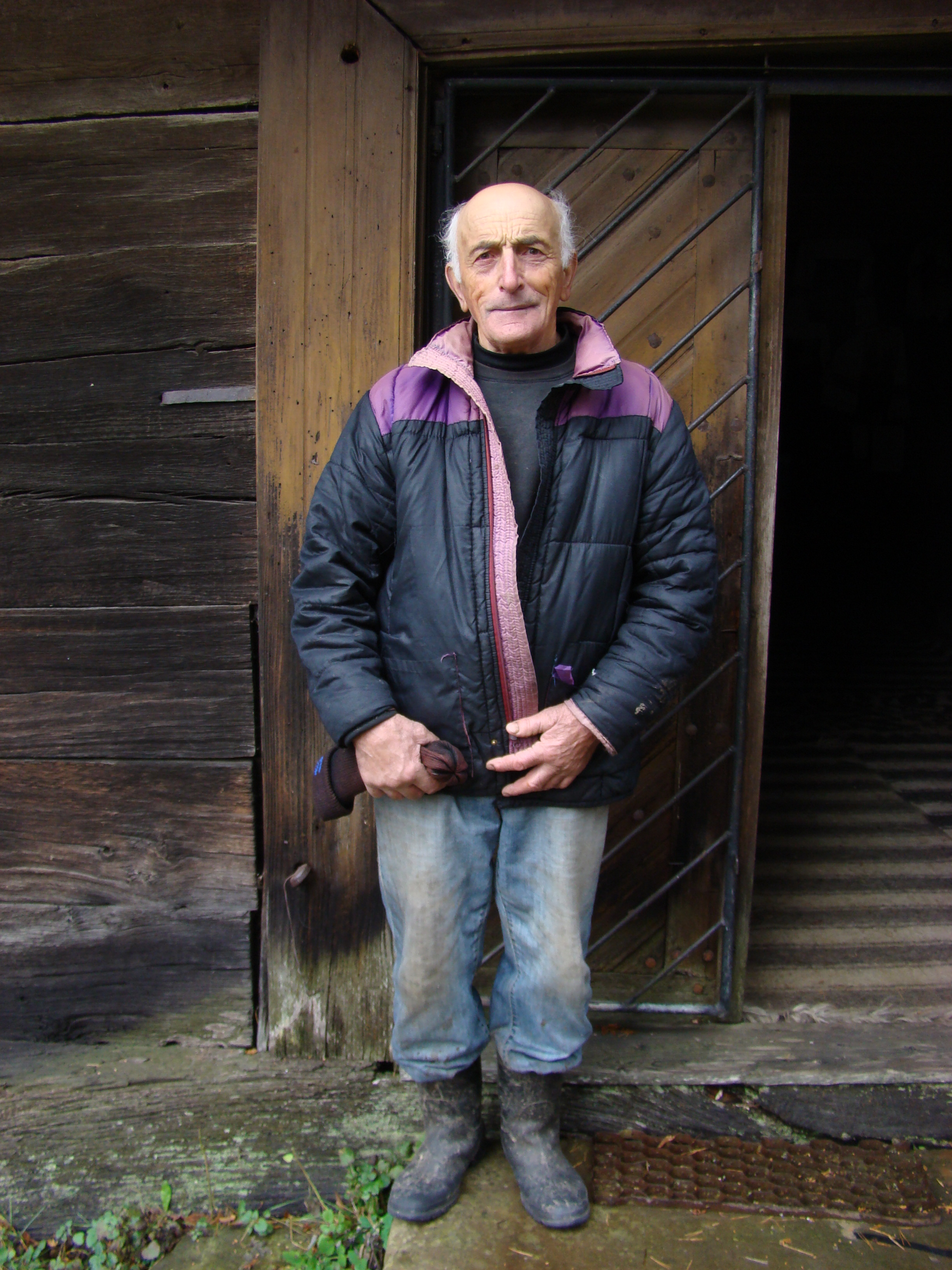
crâsnicul Pop Mihai după 15 ani
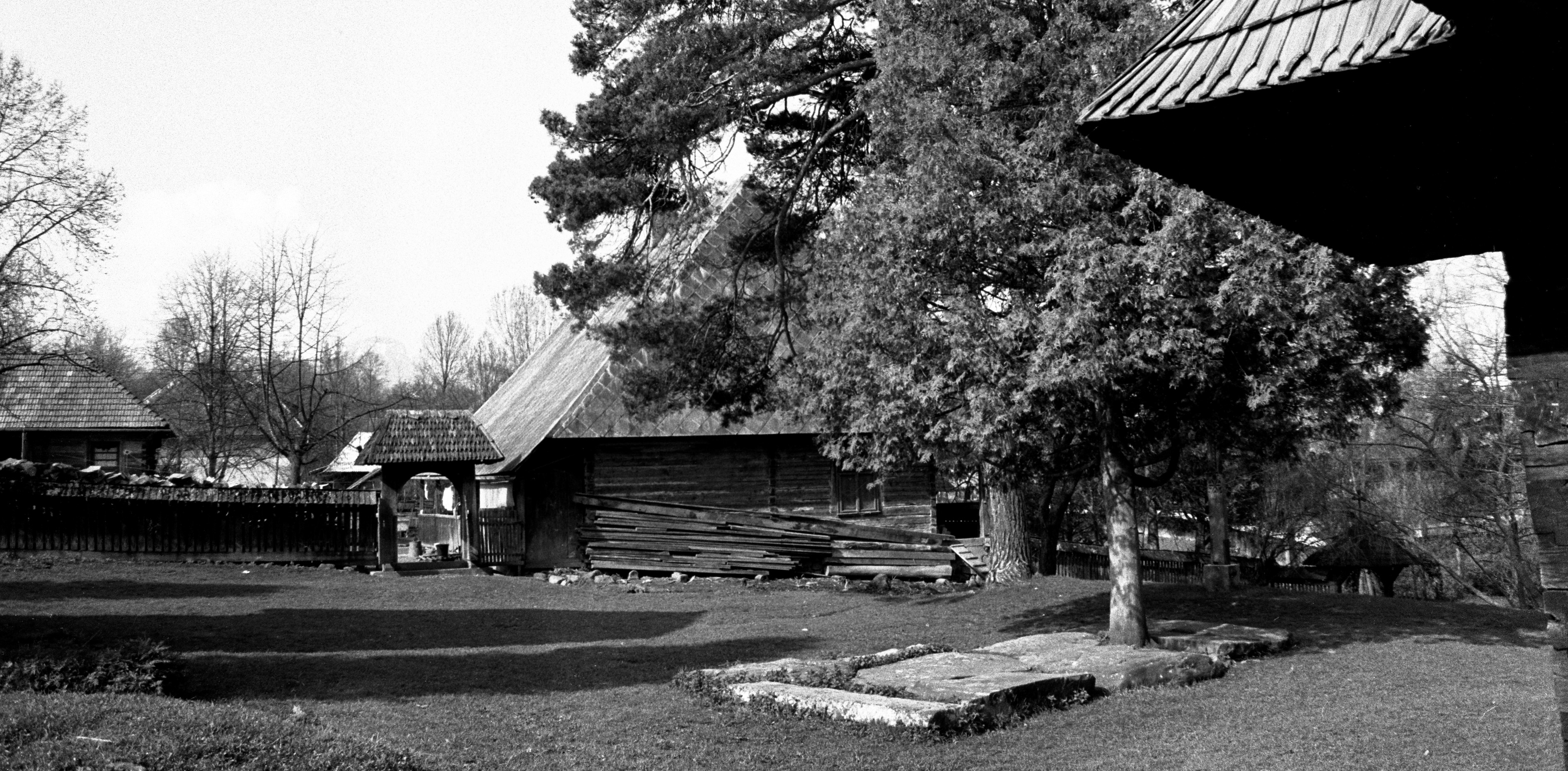
portiţele şi casa parohială
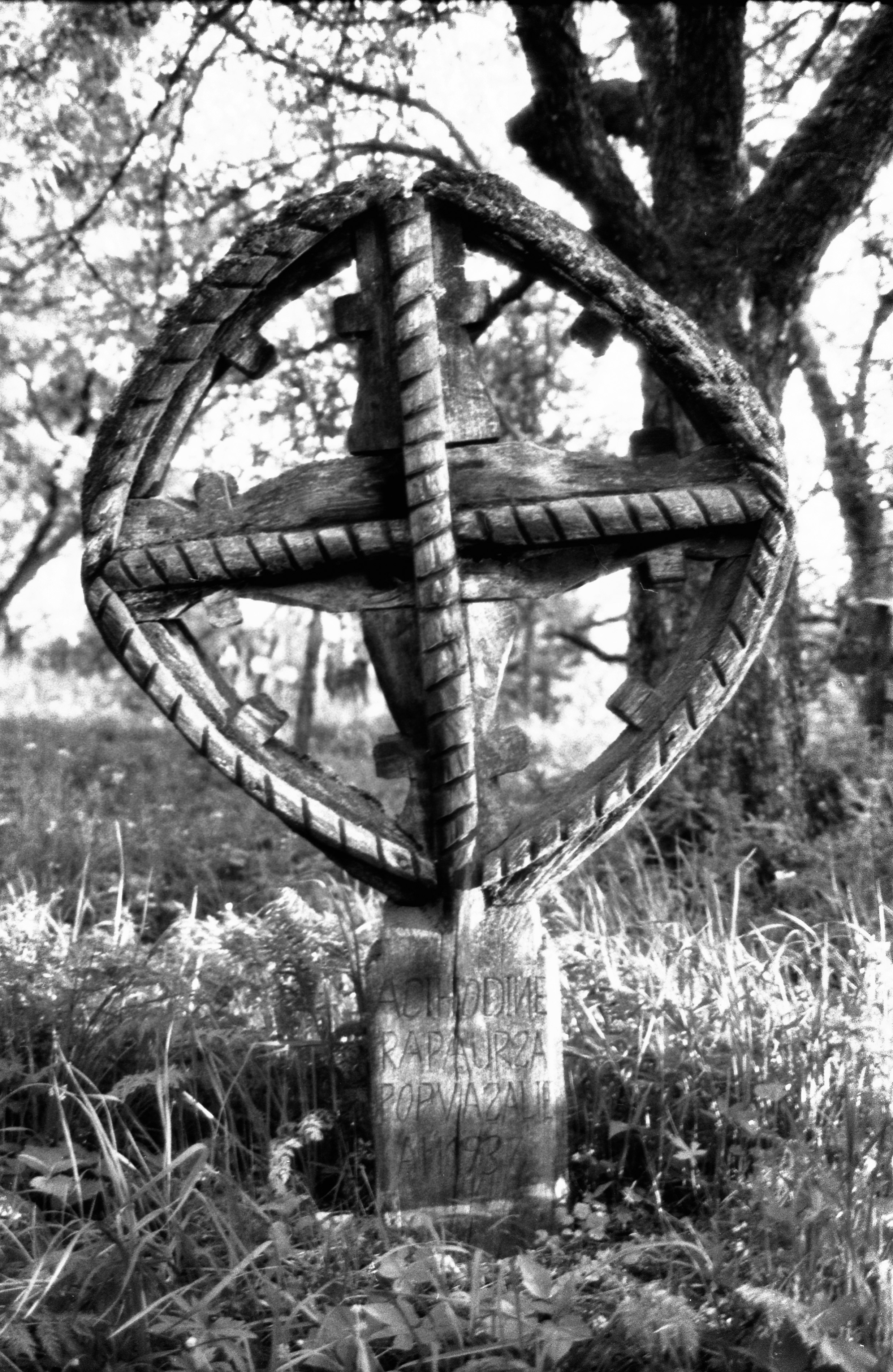
cruce cu roată
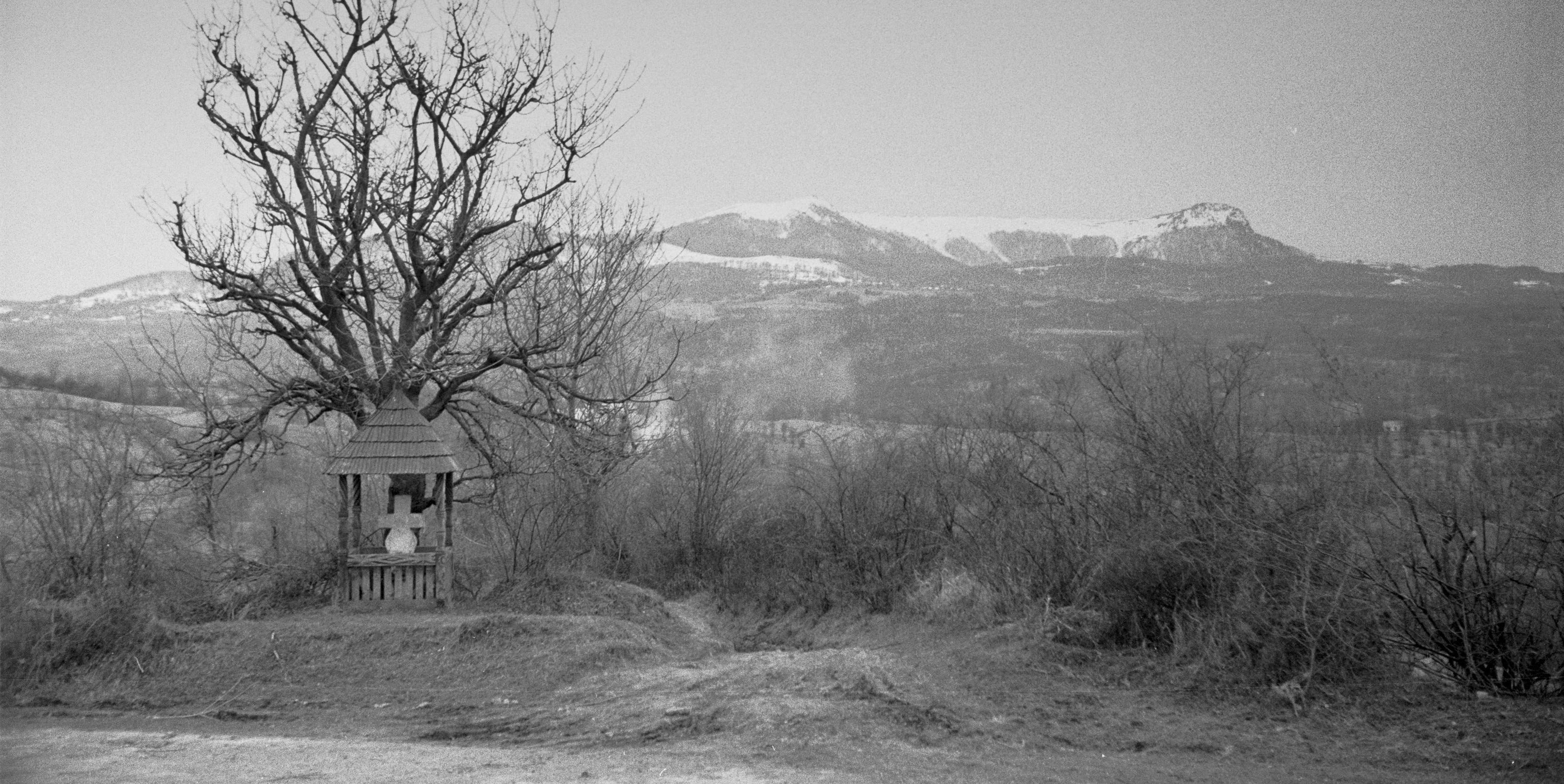
în hotar cu Budeşti
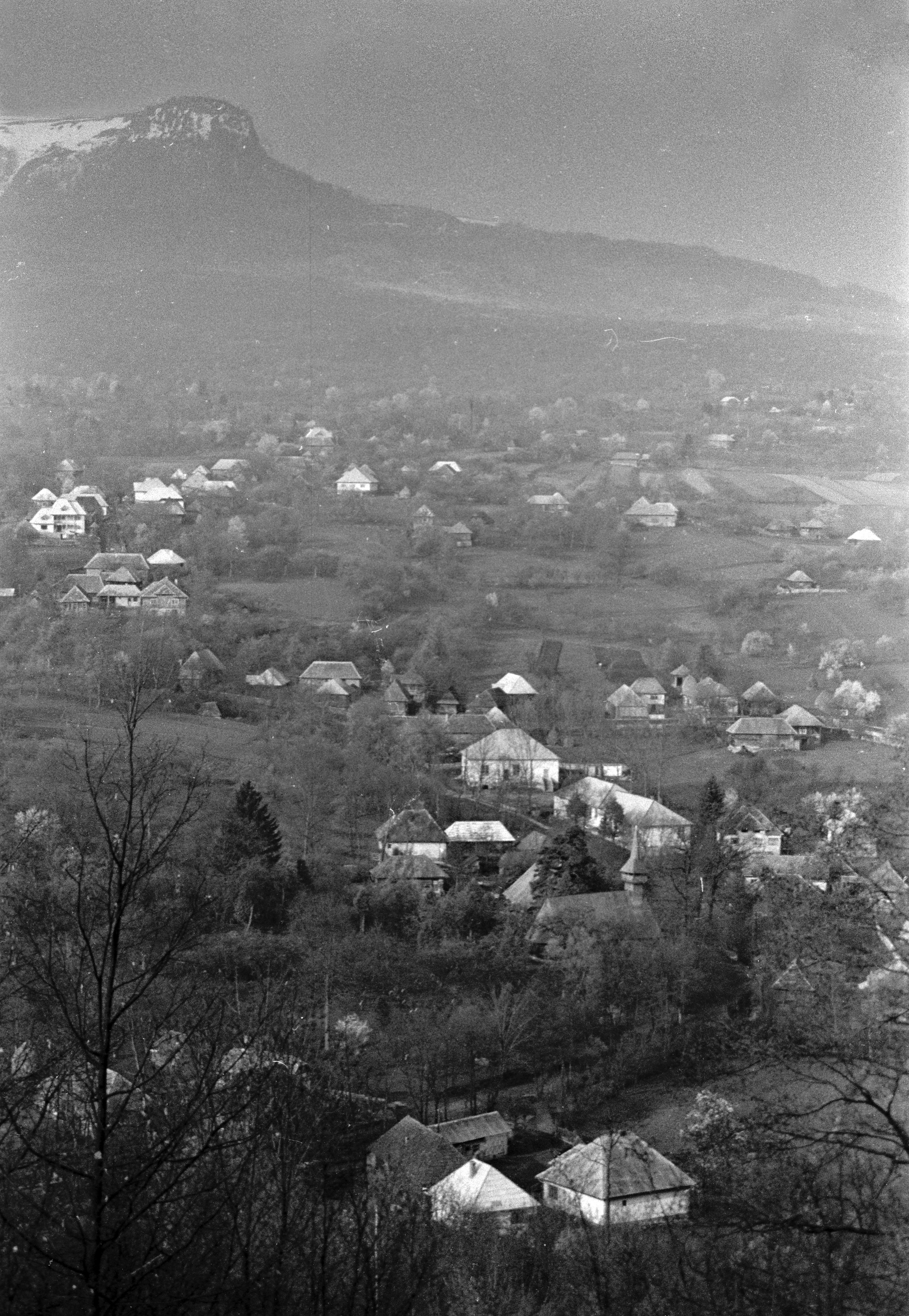
peste sat
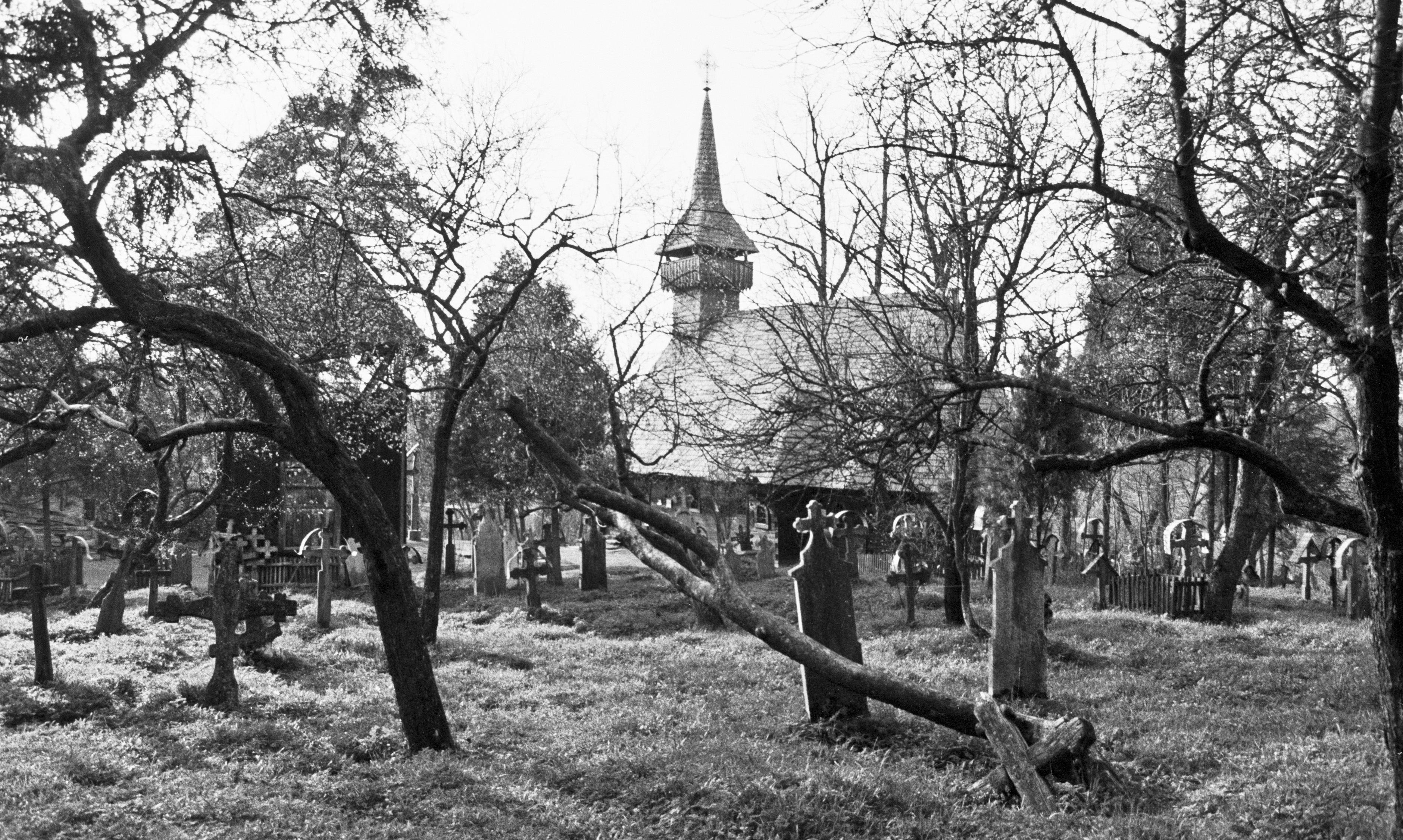
Vedere din cimitir, foto 1995
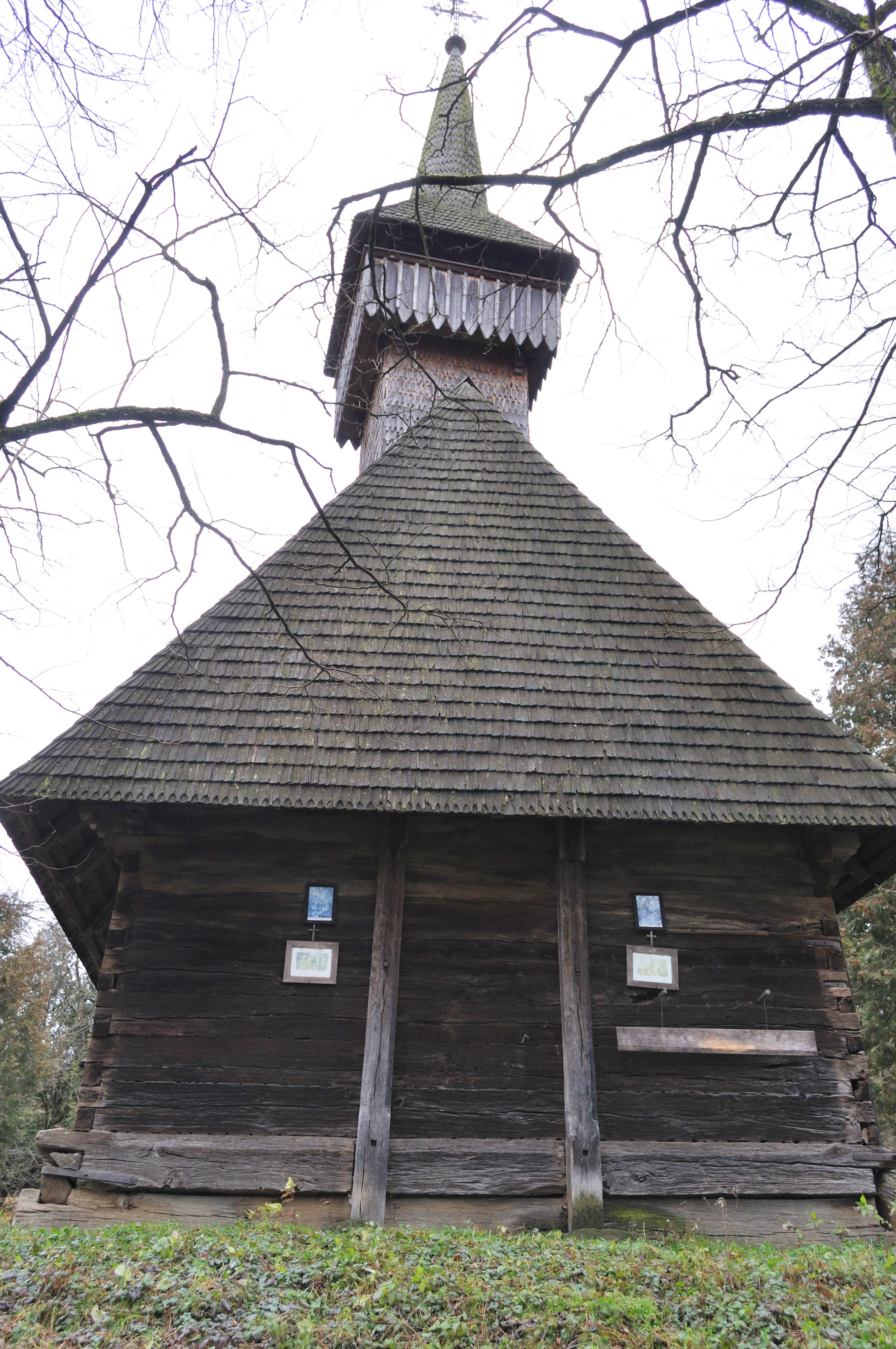
Biserica (vest)
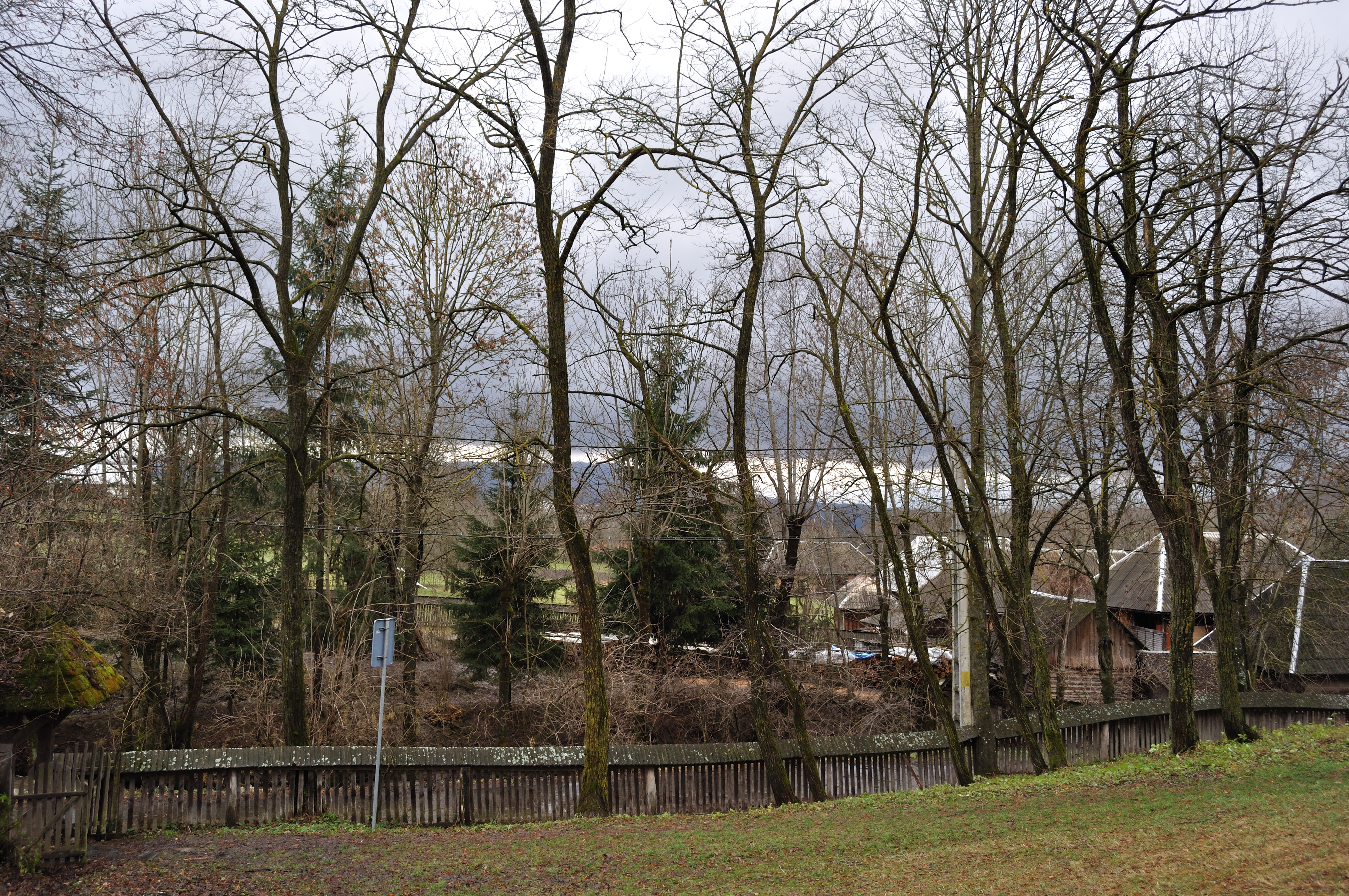
Împrejurimile bisericii
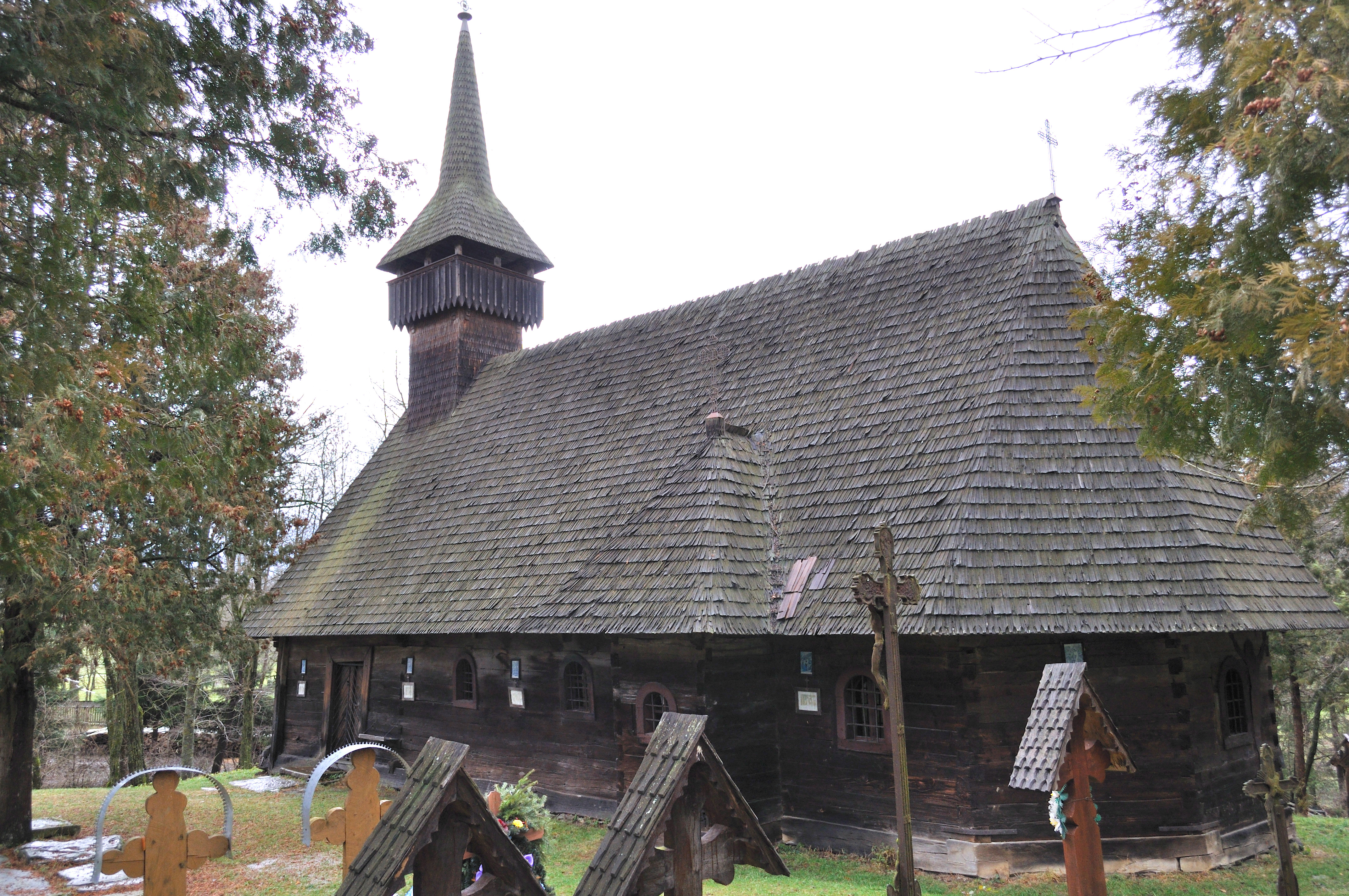
Biserica (sud-est)
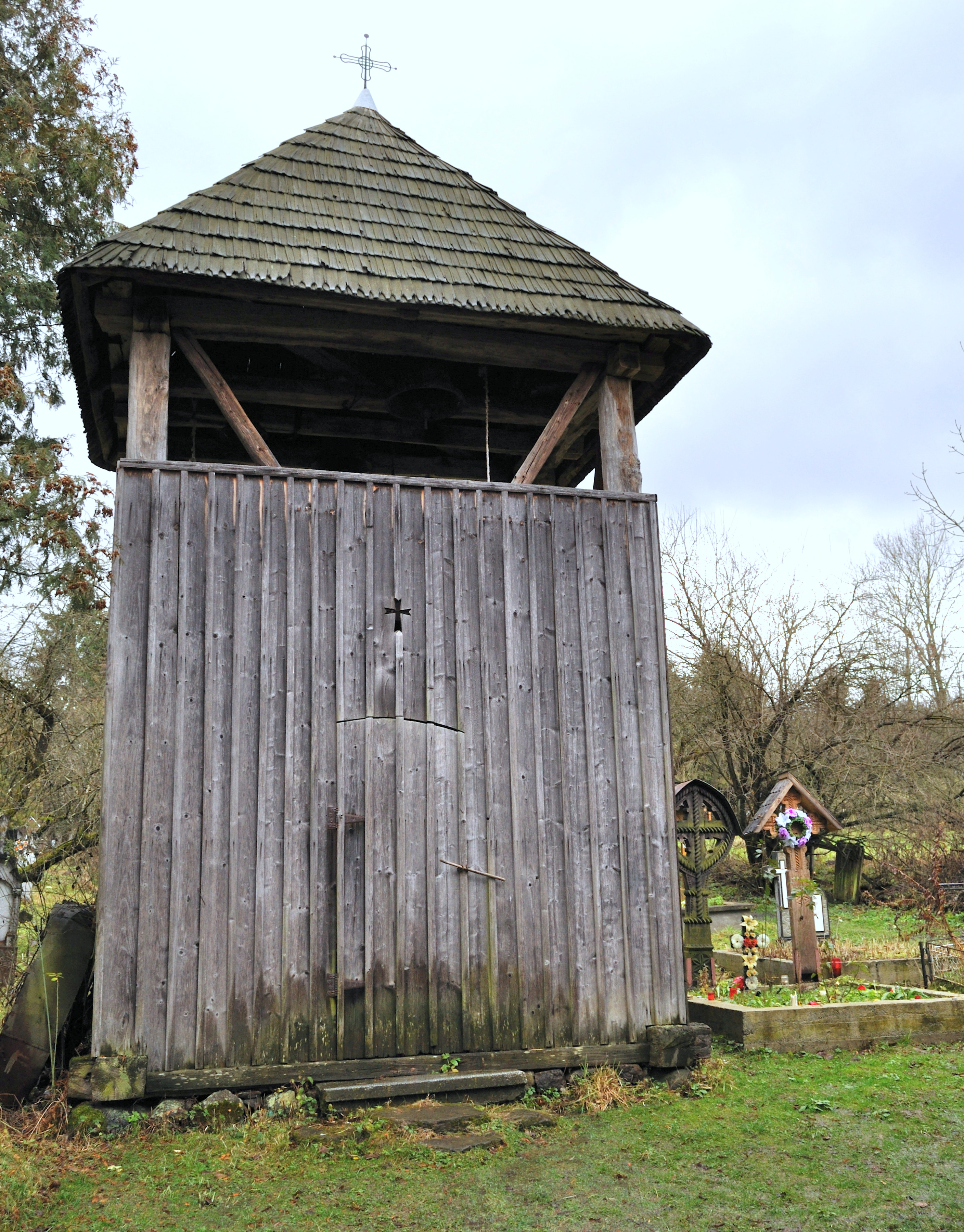
Clopotnița
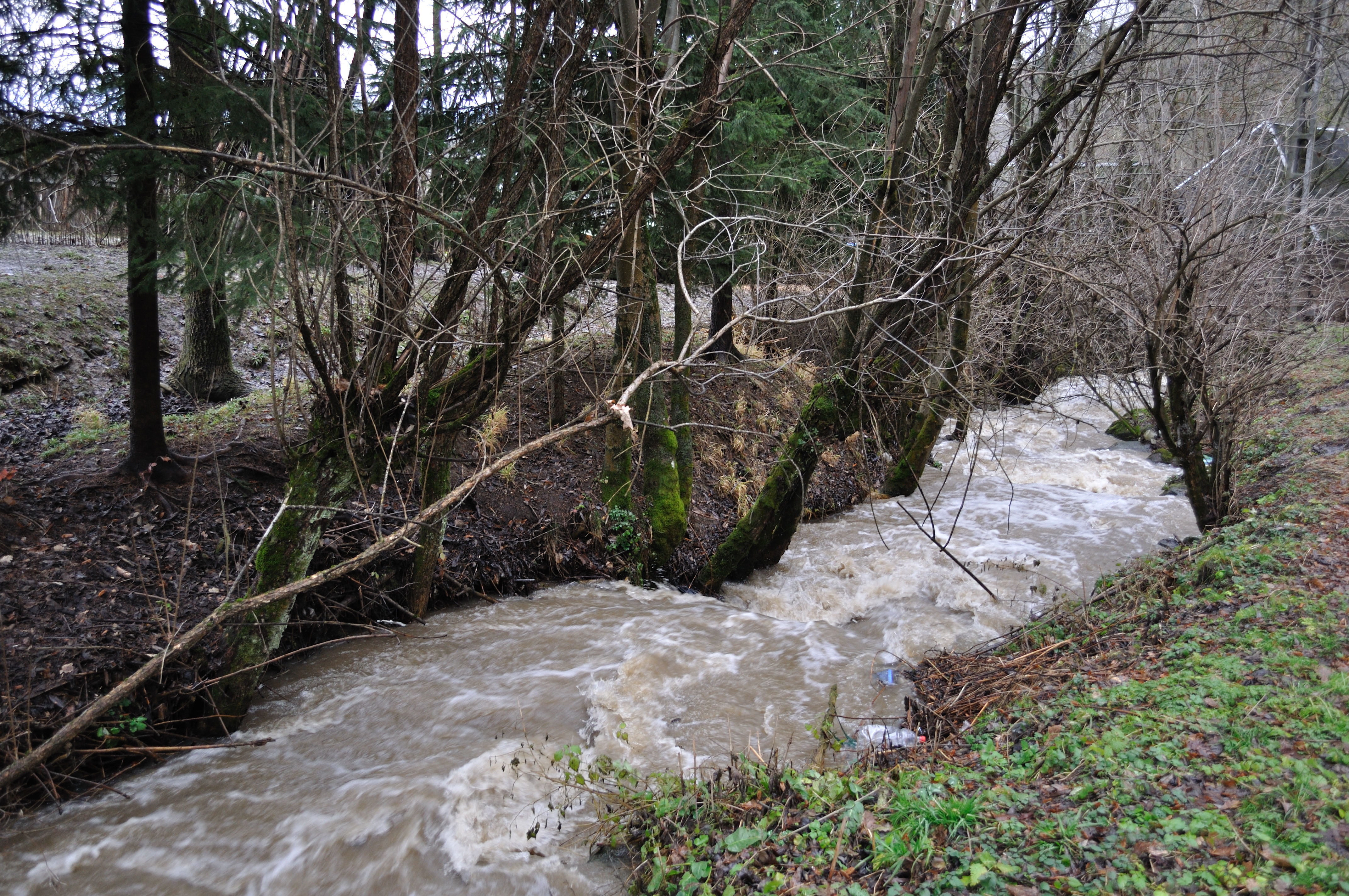
Valea Caselor
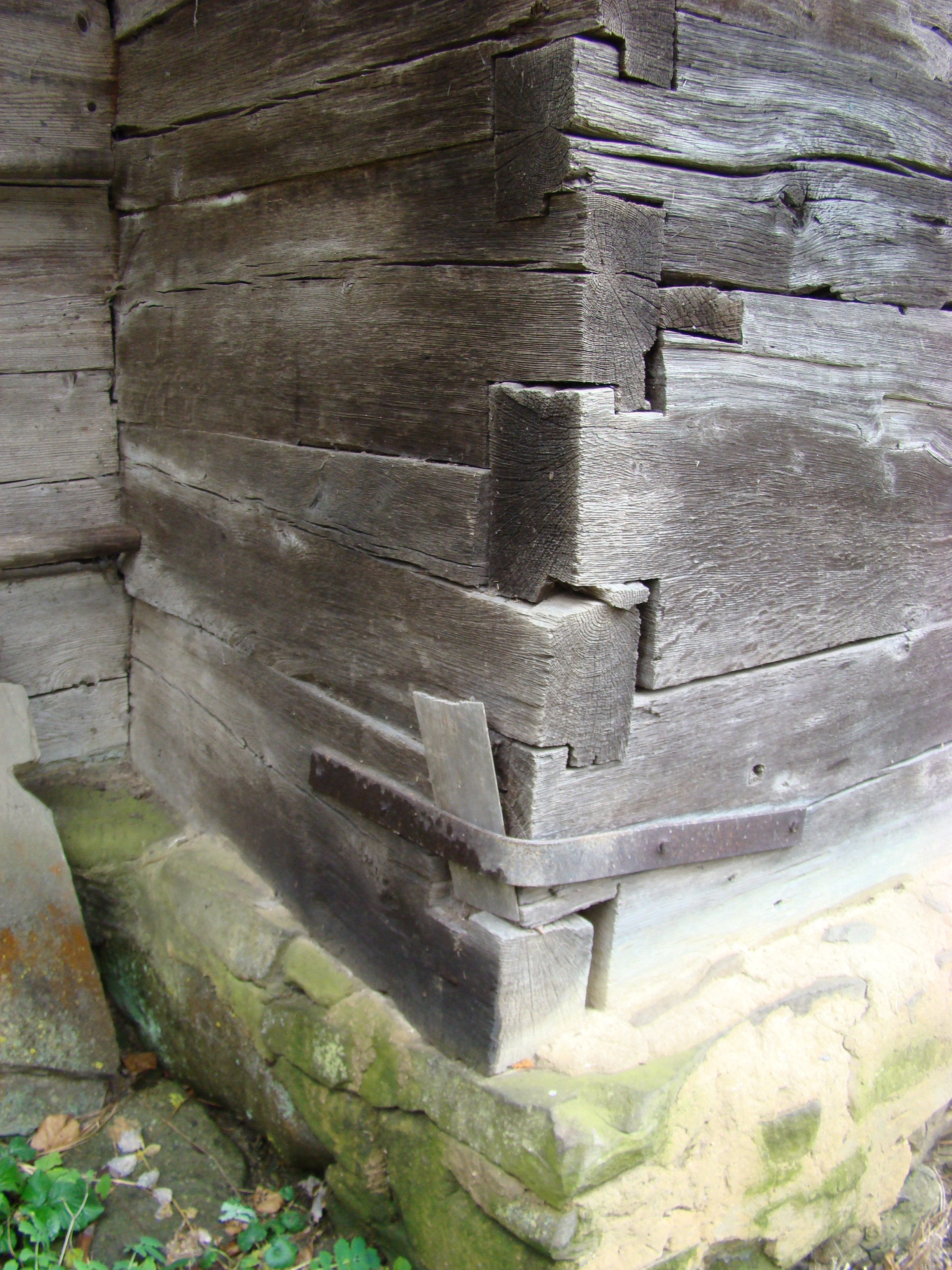
Cheotori
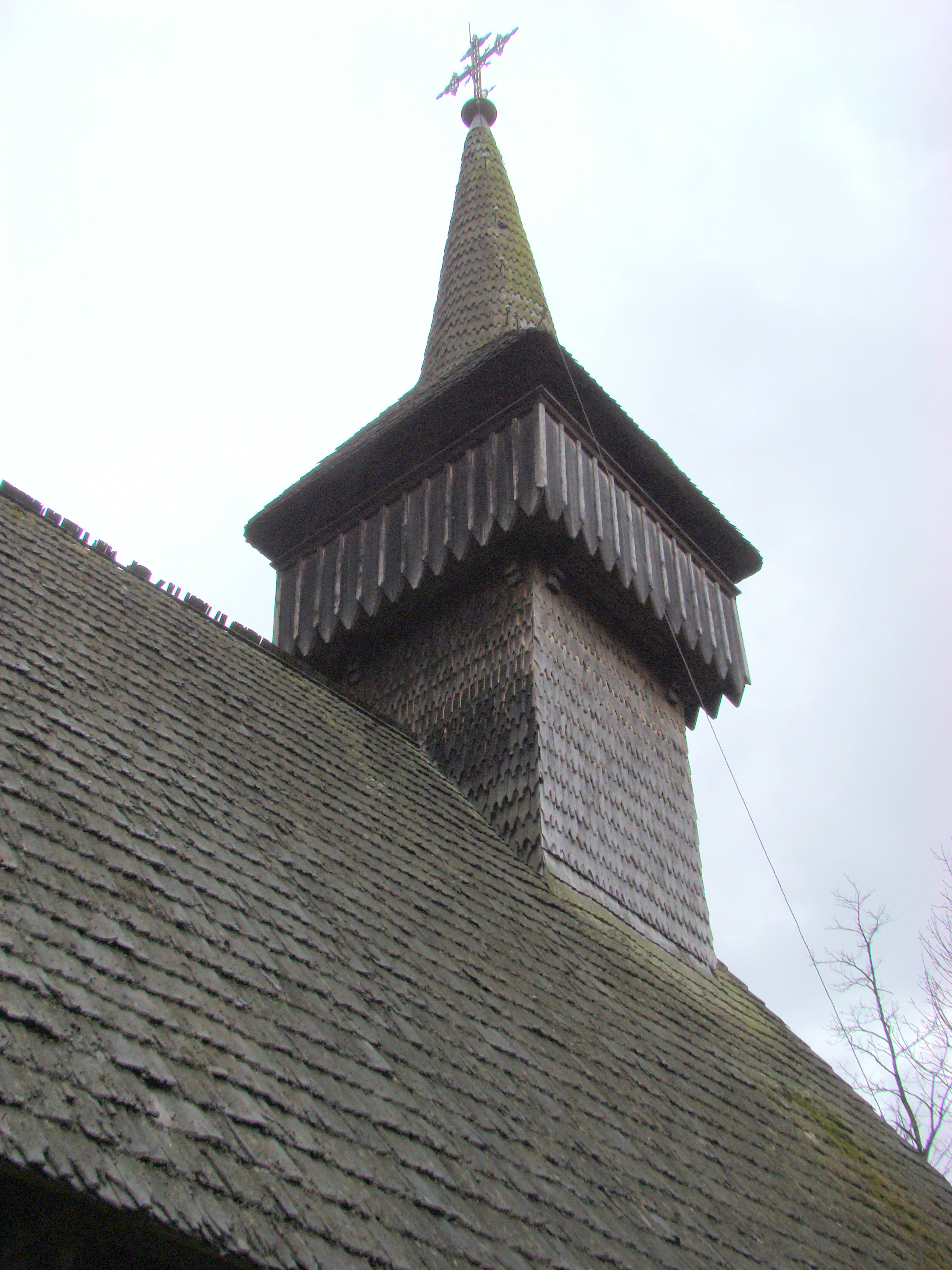
Turnul (nord-est)
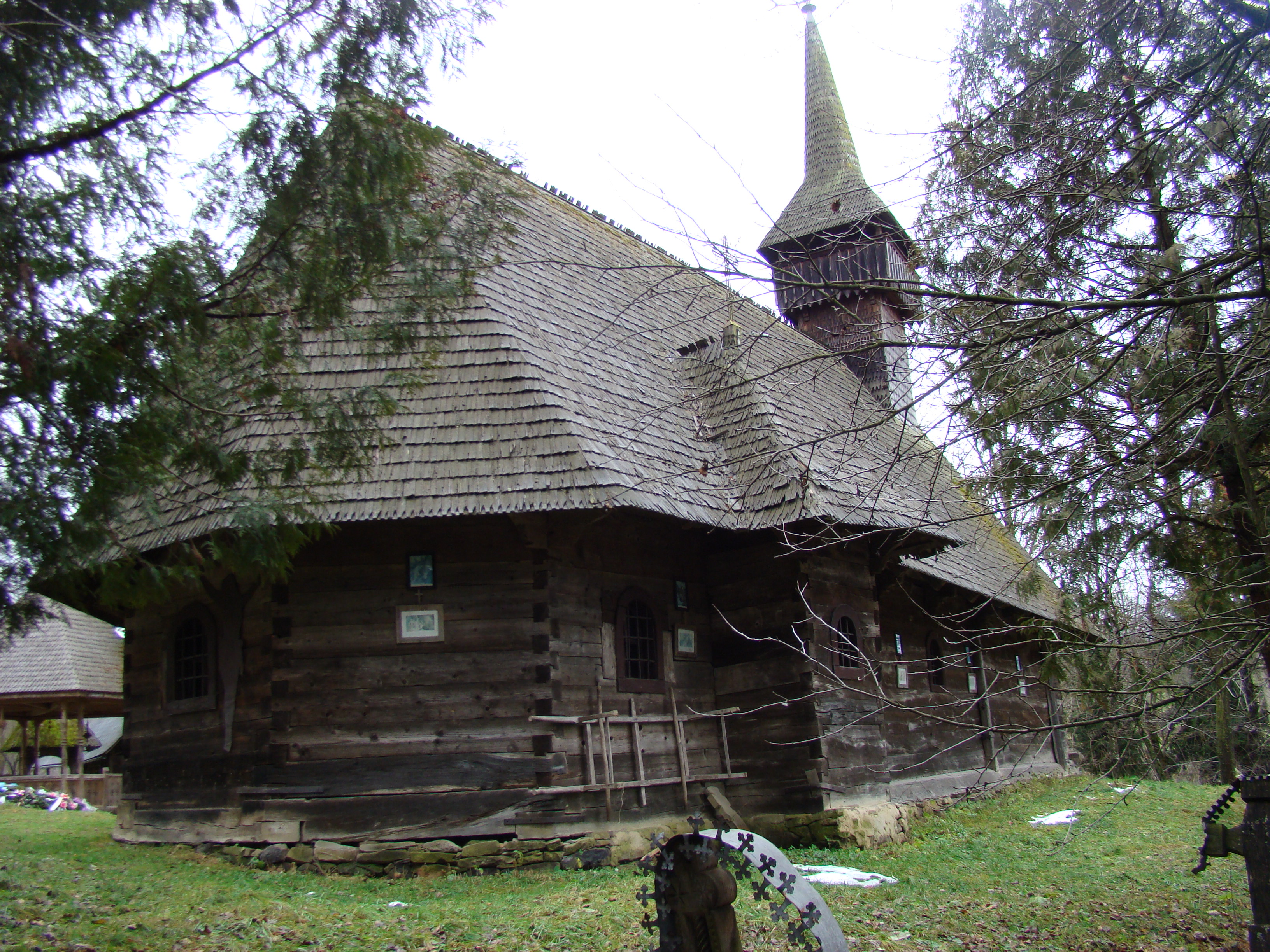
Biserica (nord-est)
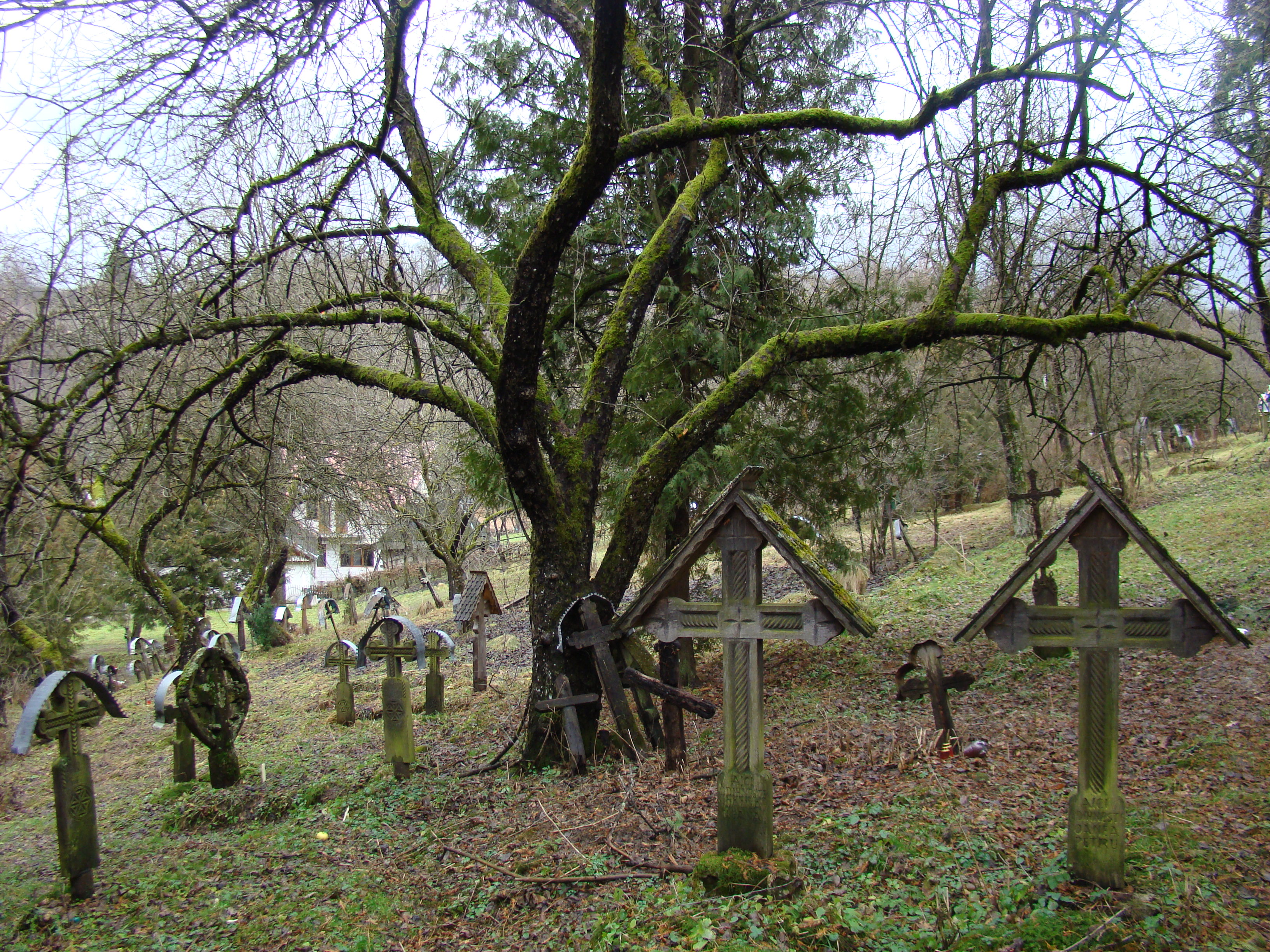
În cimitir
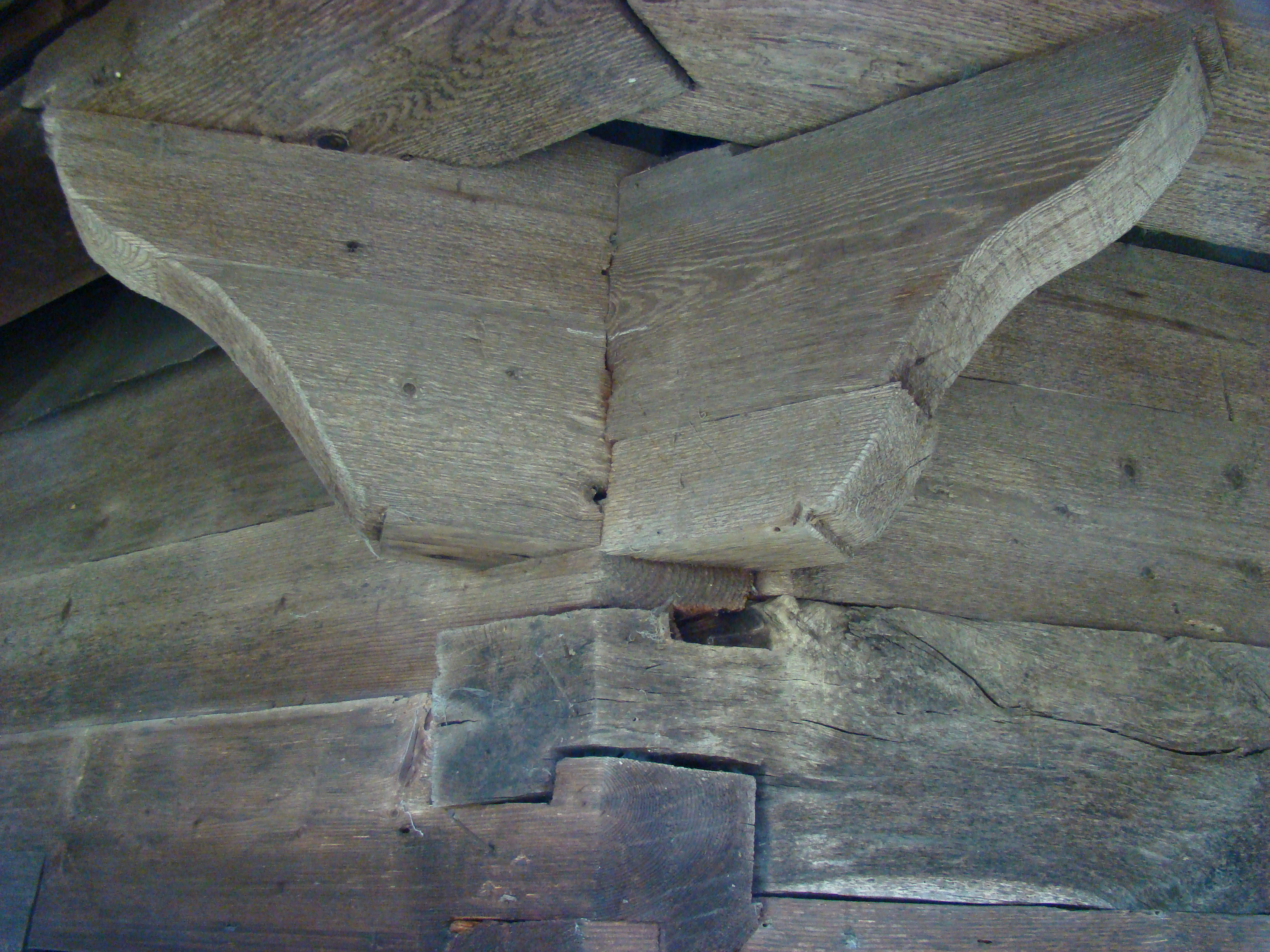
Console
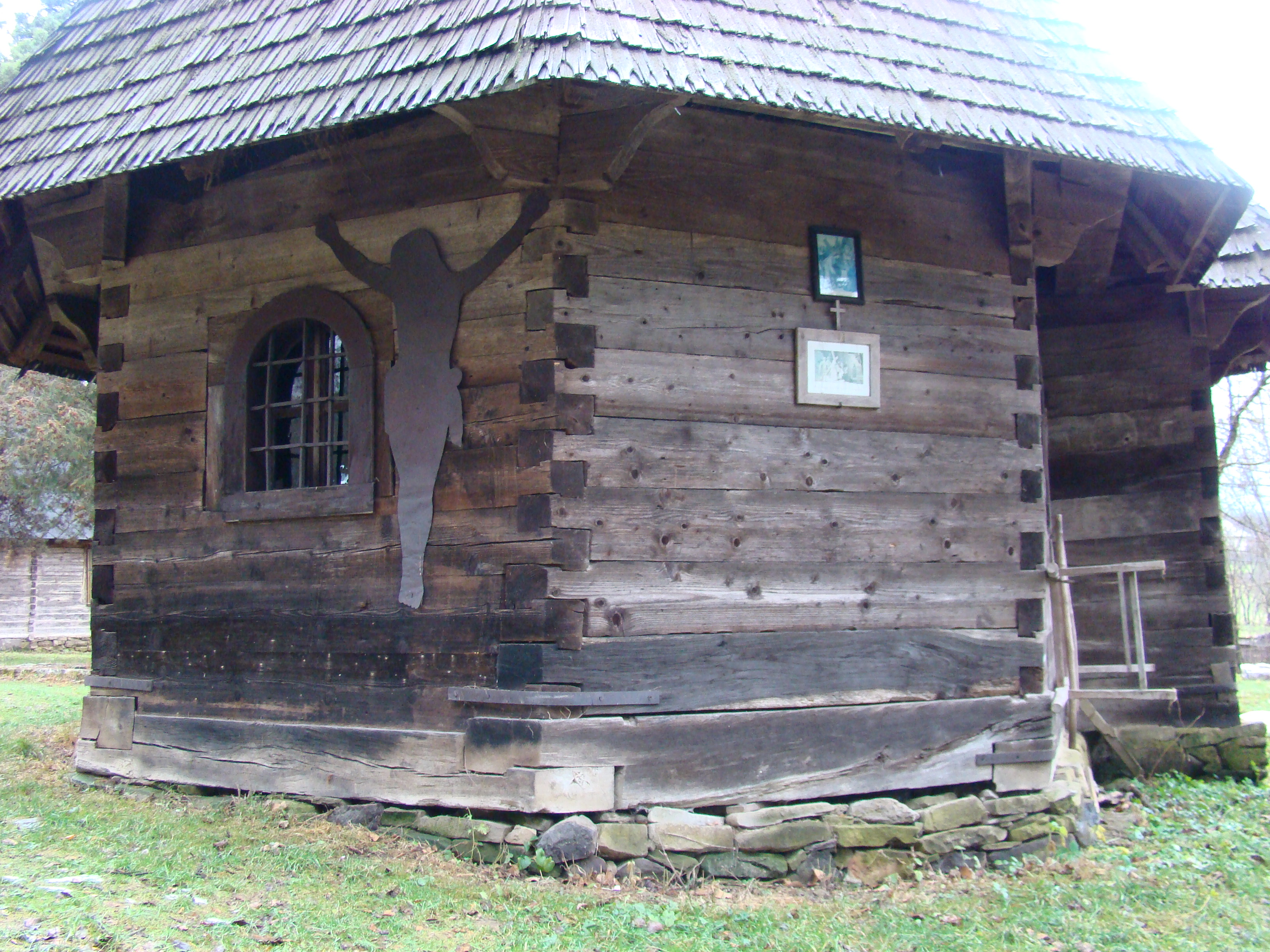
Dosul altarului
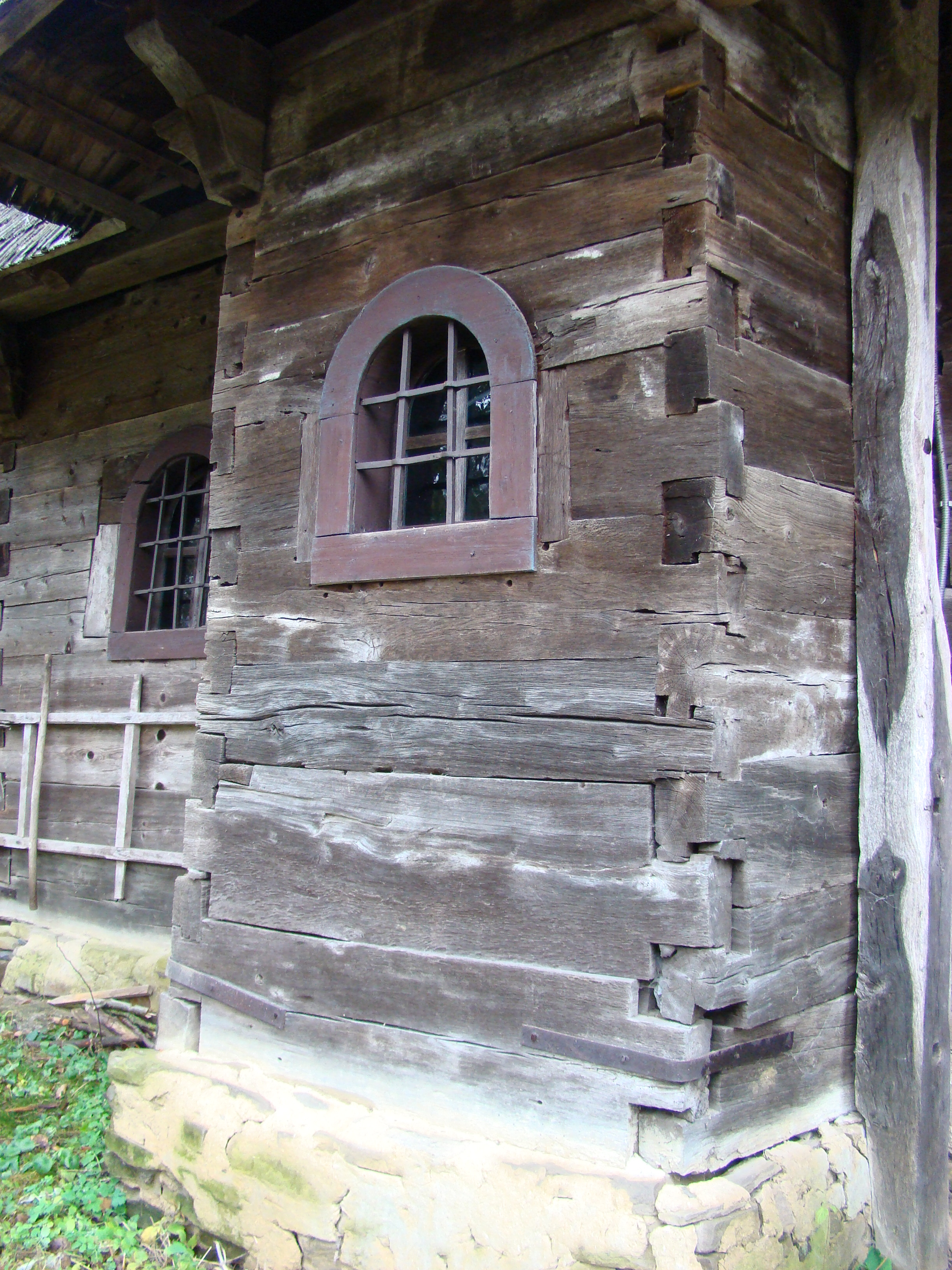
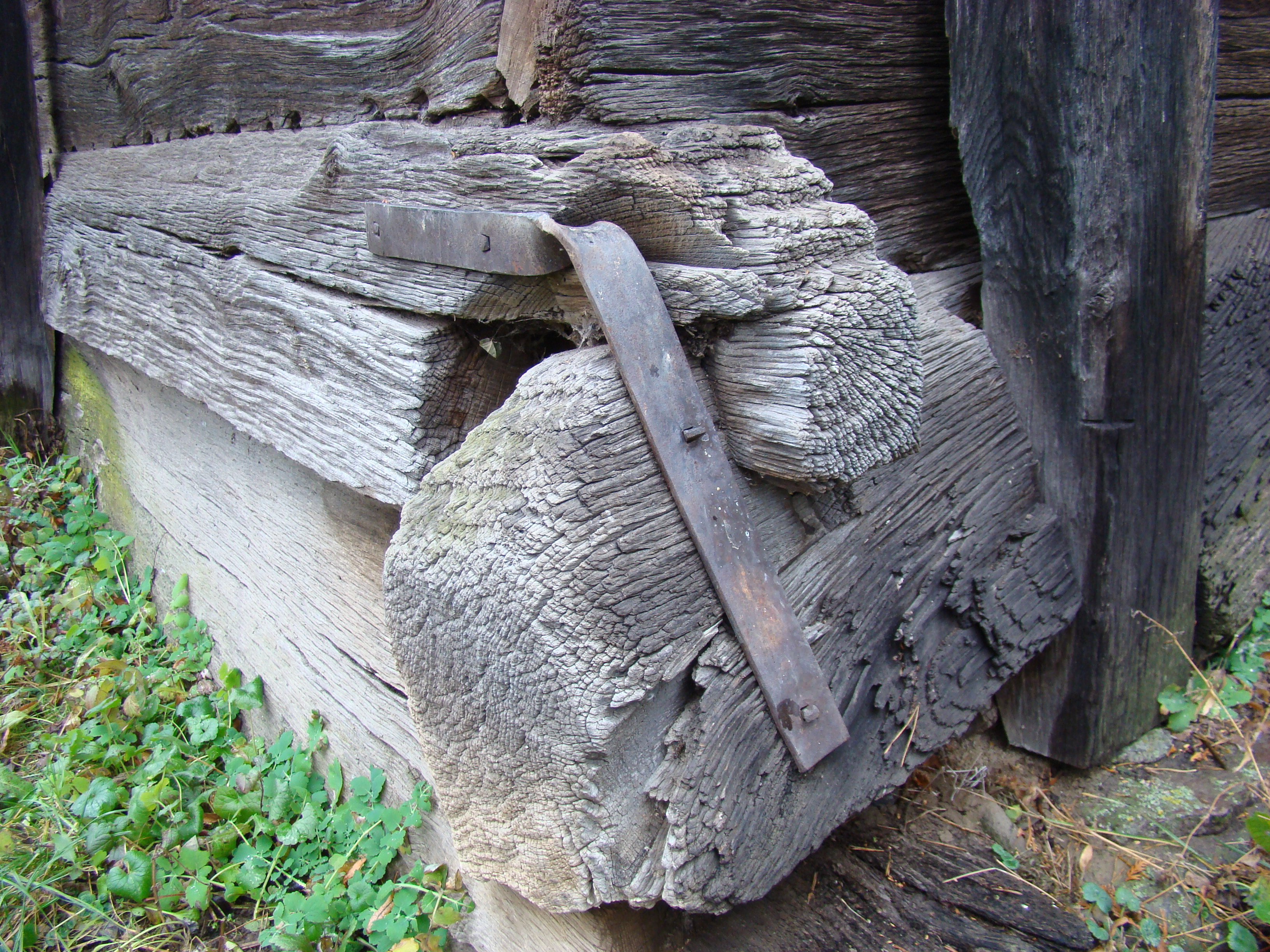
Talpa bisericii
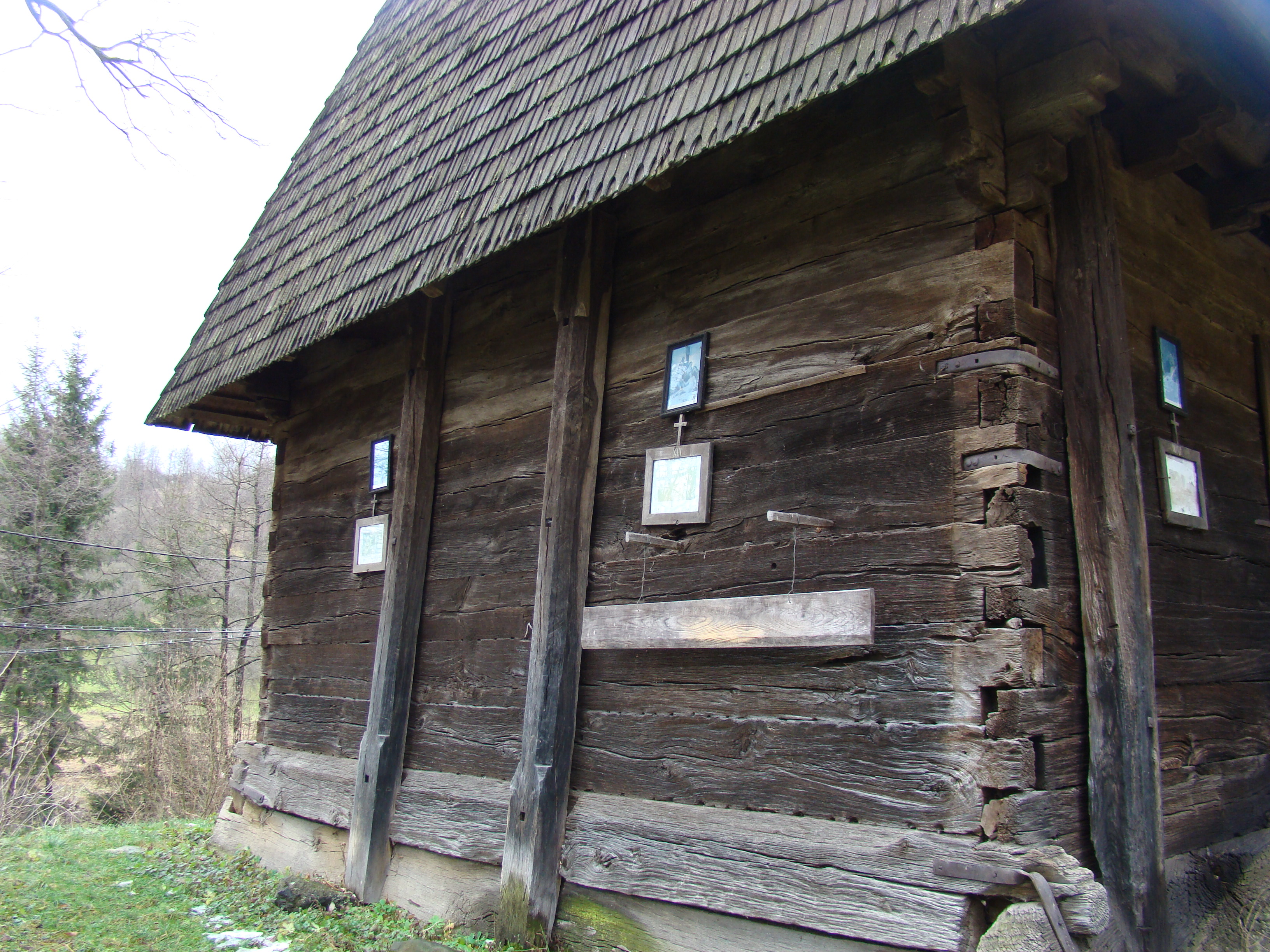
Latura de vest